# Straßenbahn Frankfurt am Main

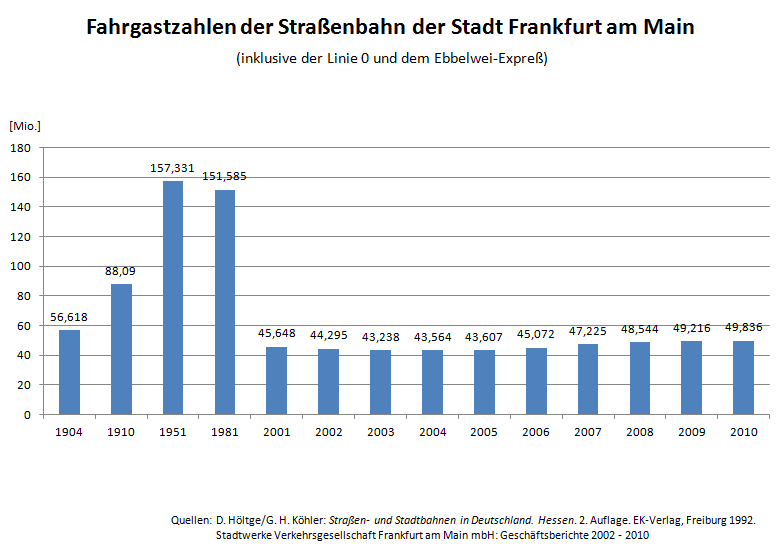
Fahrgastzahlen

Die Straßenbahn Frankfurt am Main besteht seit 1872 und ist neben S-Bahn und U-Bahn (Stadtbahn) der dritte schienengebundene Träger des öffentlichen Personennahverkehrs in Frankfurt am Main.
Die Straßenbahn wird von der Verkehrsgesellschaft Frankfurt (VGF) betrieben. Sie ist Bestandteil des Rhein-Main-Verkehrsverbundes (RMV) und besteht heute (2018) aus zehn regulären Linien und einer Sonderlinie. Auf einer Streckenlänge von 67,25 Kilometern beförderte die Straßenbahn 2016 61,6 Millionen Fahrgäste, was einem Anteil von etwa 20 Prozent am öffentlichen Personennahverkehr in Frankfurt entspricht.
Frankfurt wies als einer der ersten Städte weltweit elektrischen Straßenbahnverkehr auf, in der Geschichte der Straßenbahn Frankfurt am Main gab es eine Vielzahl privater und öffentlicher Betreiber und einige verkehrspolitische Konflikte. Nachdem man in Frankfurt jahrzehntelang auf eine Abschaffung der Straßenbahn hingearbeitet hatte, vollzog sich Anfang der 1990er Jahre eine Wende in der städtischen Verkehrspolitik. Seitdem wird wieder in neue Fahrzeuge und Strecken investiert. Im Gesamtverkehrsplan von 2005 waren bis 2015 eine Reihe von Ausbaumaßnahmen geplant, die aber nur teilweise umgesetzt wurden.

## Siehe auch

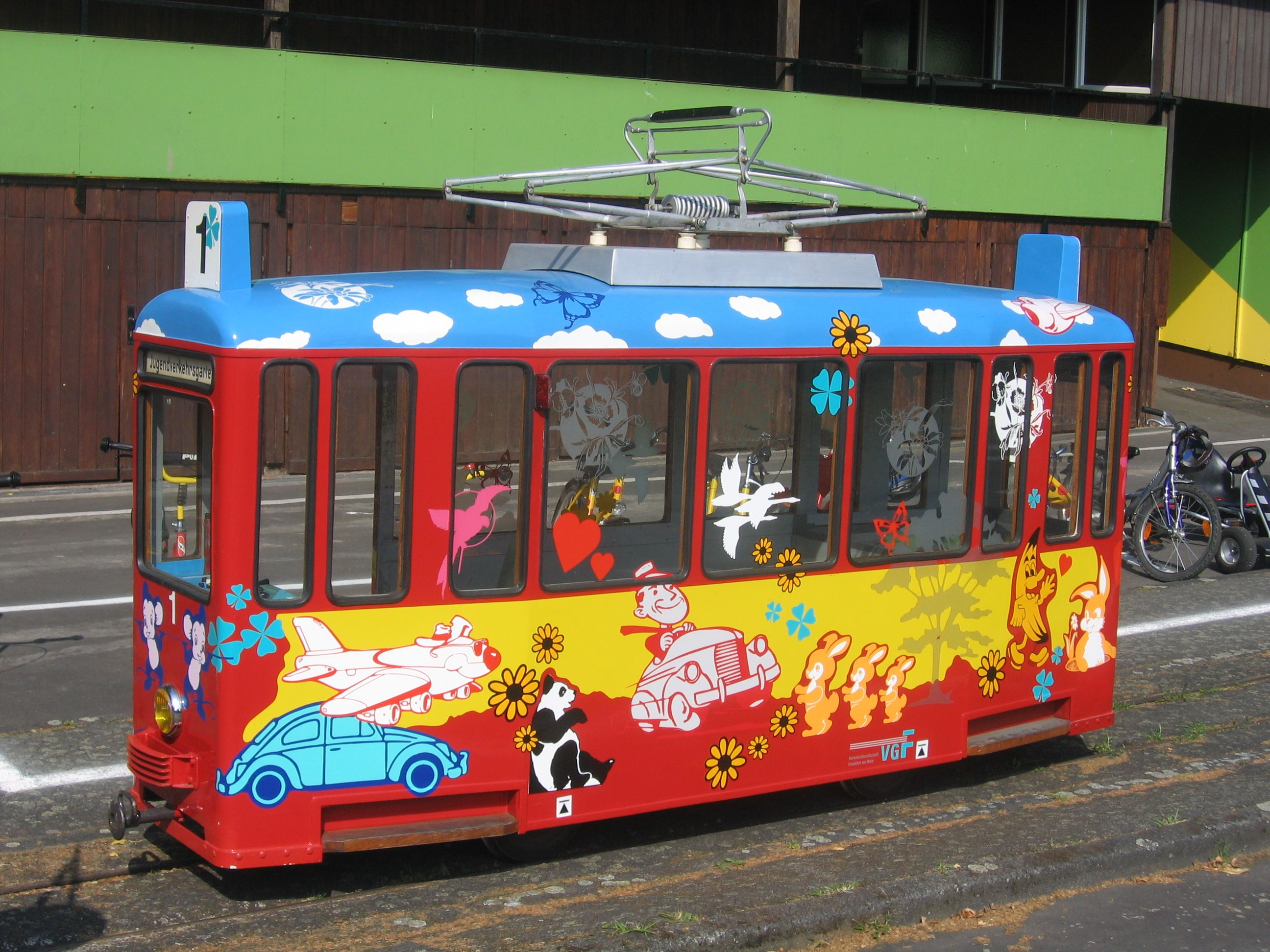
Die Kinderstraßenbahn

## Geschichte

### Übersicht

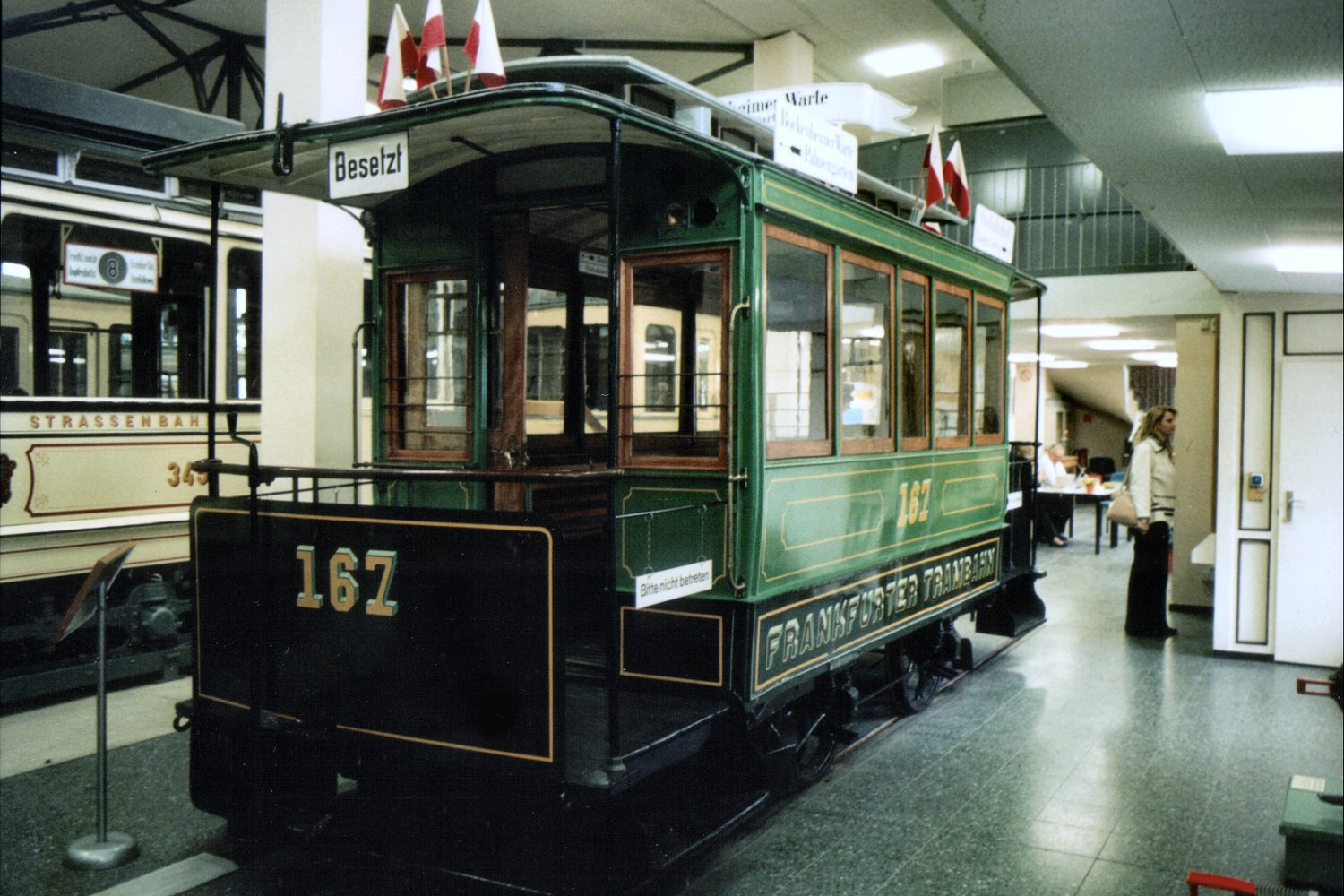
Wagen 167 der Frankfurter Trambahn-Gesellschaft im Verkehrsmuseum Schwanheim

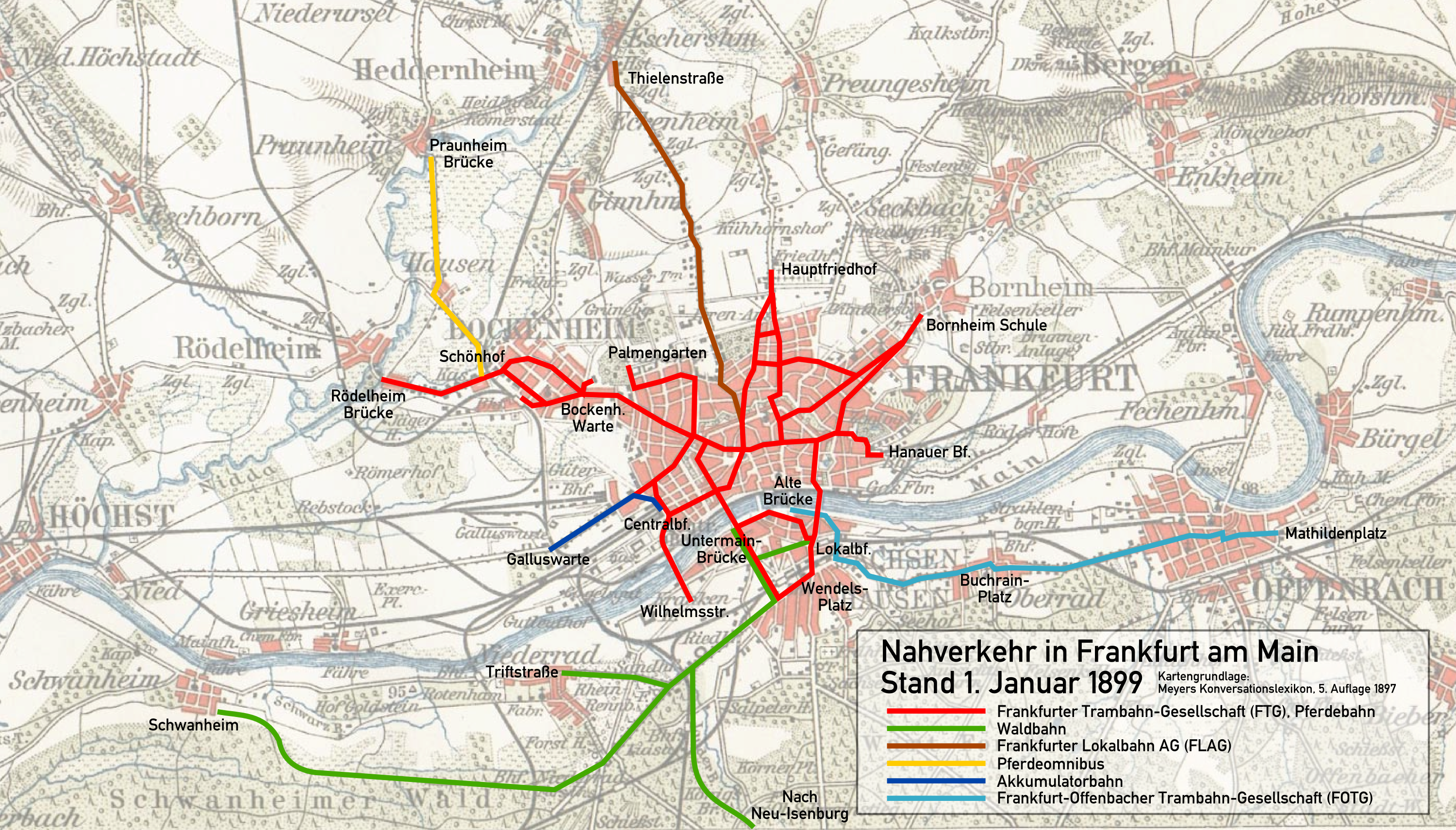
Das Streckennetz im Jahr 1899

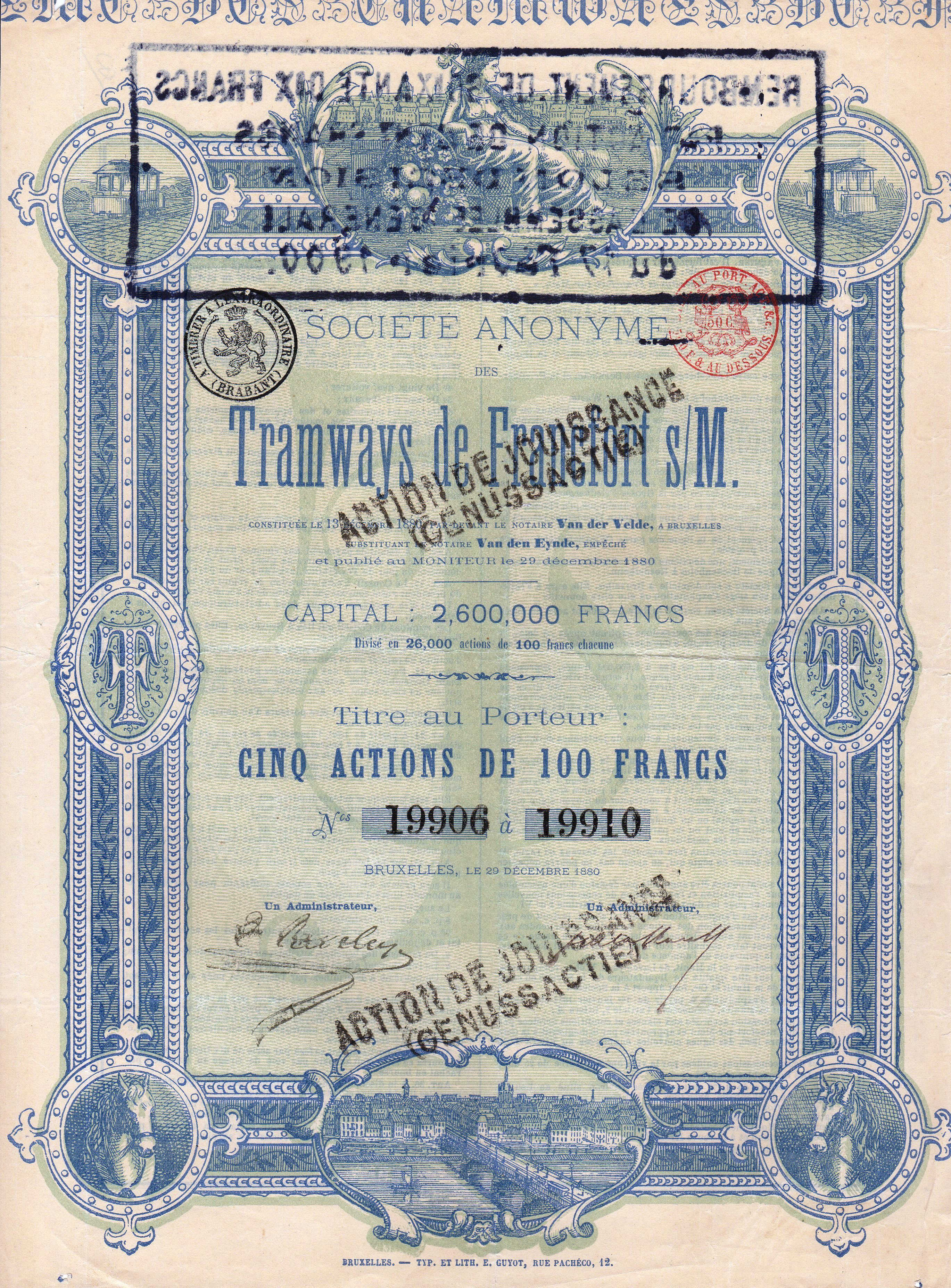
Belgische Aktie der Frankfurter Trambahn-Gesellschaft von 1880

Der Straßenbahnverkehr in Frankfurt begann am 19. Mai 1872 mit der Eröffnung der ersten Pferdebahnlinie, der weitere Linien folgten. 1884 folgte die elektrisch betriebene Schmalspur-Linie der Frankfurt-Offenbacher Trambahn-Gesellschaft (FOTG), die erste kommerziell betriebene elektrische Straßenbahn Deutschlands mit ihrem bahneigenen Kraftwerk, das auch erstmals elektrischen Strom an Unternehmen und private Haushalte in Oberrad lieferte. Trotz ihrer unausgereiften und anfälligen Antriebstechnik blieb diese einzige meterspurige Linie im Frankfurter Tramverkehr über zwanzig Jahre in Betrieb. 1888/89 eröffneten zwei private Unternehmen Dampfstraßenbahnlinien. 1891 experimentierten zwei weitere Unternehmen mit dem elektrischen Antrieb und setzten dabei auf Unterleitungen bzw. Akkus, was in beiden Fällen nicht zu dauerhaftem Erfolg führte. Erst 1899 fuhren die ersten elektrischen Straßenbahnzüge mit der bis heute verwendeten einpoligen Oberleitung für Gleichstrom mit einer Spannung von 600 Volt – einer Technik, die sich durchsetzte.
Neben verschiedenen Privatunternehmen beteiligte sich ab 1898 auch die Stadt Frankfurt am Straßenbahnverkehr, ab 1906 auch die Nachbarstadt Offenbach, deren Straßenbahnnetz mit den Frankfurter Linien verbunden war. Das letzte private Straßenbahnunternehmen ging 1955 in städtischen Besitz über, seit 1968 sind die Frankfurter Stadtwerke der einzige Betreiber in der Region.

### Die frühen Jahre

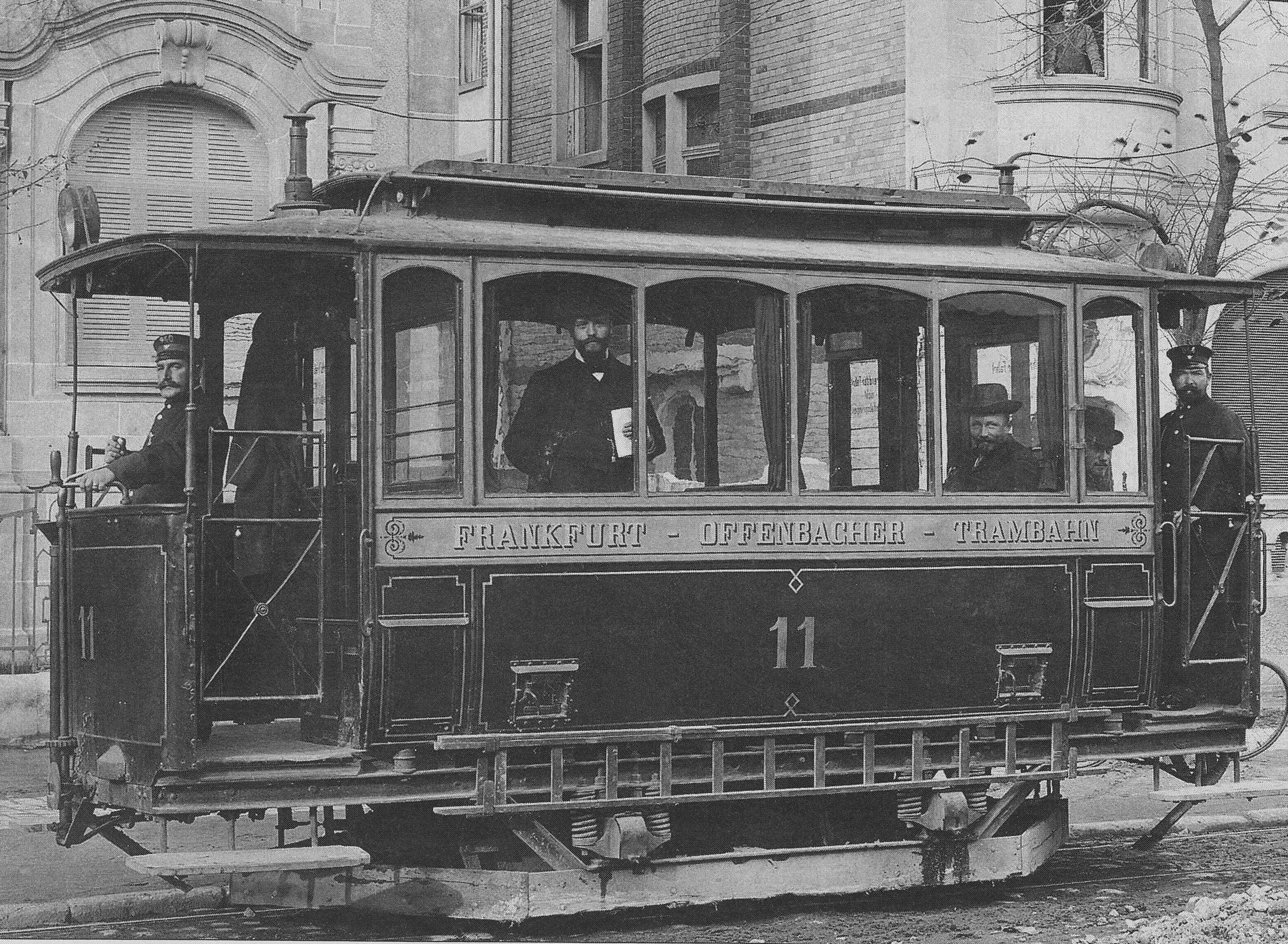
Historischer Triebwagen der Frankfurt-Offenbacher Straßenbahn von 1884

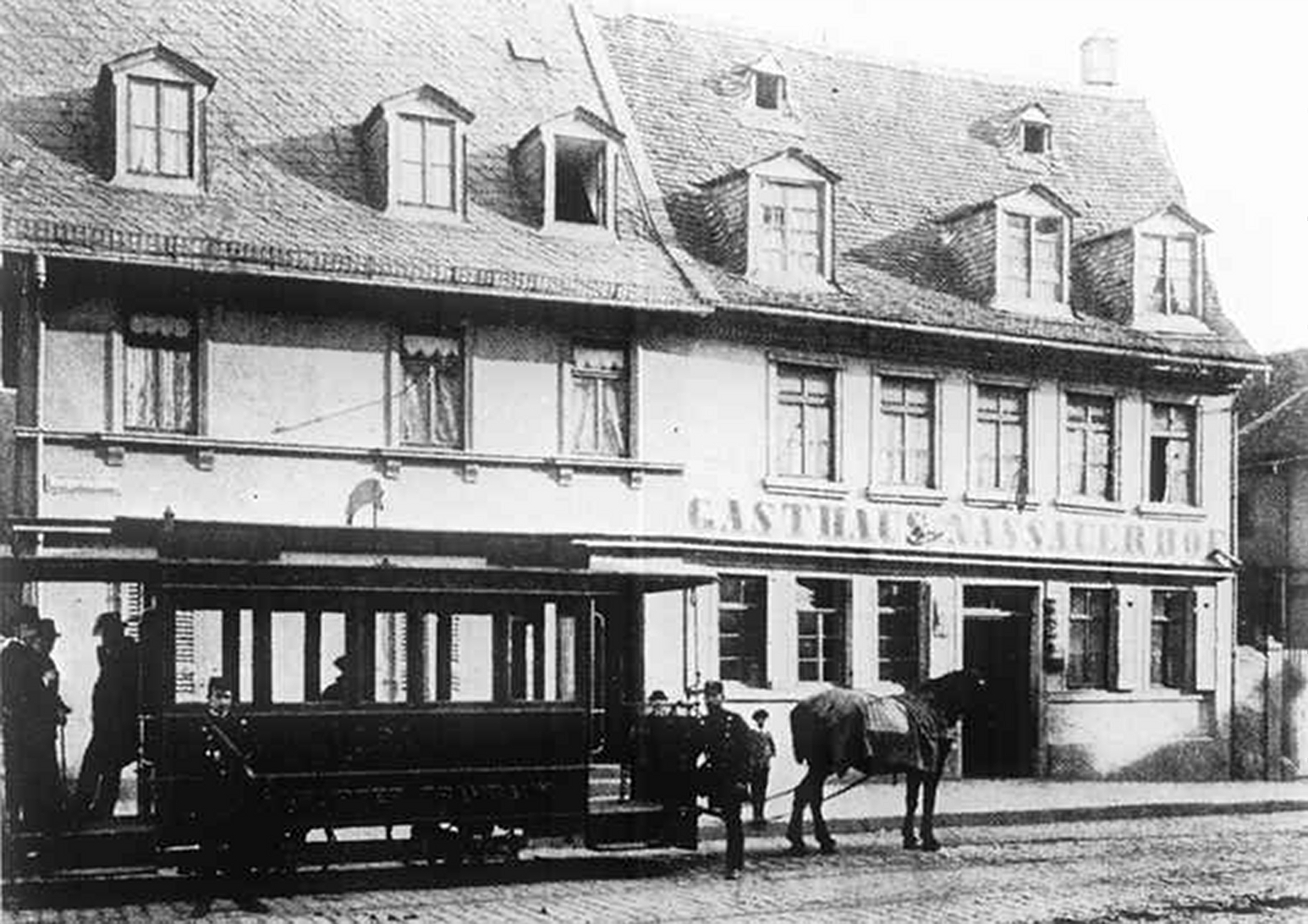
Pferde-Straßenbahn der FTG an der Endhaltestelle „Bornheim Schule“ in Bornheim vor dem „Nassauer Hof“ (heute: „Solzer“) in der Berger Straße, ab 1881

Die Frankfurter Trambahn-Gesellschaft (FTG), ein belgisches Privatunternehmen, eröffnete 1872 eine Pferdebahn. Diese war Frankfurts erste Straßenbahnlinie. Sie führte vom Schönhof in der damaligen Nachbarstadt Bockenheim über die Bockenheimer Warte zur Hauptwache. In rascher Folge wurde diese erste Linie um weitere ergänzt, 1898 betrieb die FTG 16 Linien auf 30 Streckenkilometern. Die Spurweite der Gleise entsprach der bei Eisenbahnen üblichen Normalspur von 1435 Millimetern.
1884 folgte ein weiteres Privatunternehmen, die Frankfurt-Offenbacher Trambahn-Gesellschaft (FOTG), mit einer sensationellen Neuerung: eine von der Öffentlichkeit benutzbare elektrische Straßenbahn. Vorher gab es auf der Welt nur zwei vergleichbare Betriebe, die 1881 eröffnete Siemens-Versuchsstrecke in Lichterfelde bei Berlin und die Lokalbahn Mödling–Hinterbrühl bei Wien. Die FOTG verkehrte auf der Strecke zwischen den Endpunkten Deutschherrn-Kai nächst der Alten Brücke in Sachsenhausen durch die Gemeinde Oberrad bis zum Mathildenplatz in der Nachbarstadt Offenbach. Die Strecke wurde in Meterspur errichtet und war mit den Gleisen der FTG inkompatibel. Auch betrieblich blieb sie zunächst ein Fremdkörper im Straßenbahnnetz, der elektrische Antrieb war technisch noch nicht ausgereift und verursachte viele Pannen.
Die Frankfurter Lokalbahn AG (FLAG) und die Frankfurter Waldbahn, die 1888 und 1889 Vorortstrecken im Norden und Süden der Stadt eröffneten, wurden deshalb als Dampfstraßenbahnen ausgeführt.
Die Internationale Elektrotechnische Ausstellung 1891 war Anlass für weitere Experimente mit elektrischen Straßenbahnen. Die Firma Schuckert & Co. verwandte dabei Ober- und Unterleitungen, während Siemens & Halske ihre Triebwagen mit Hilfe von Akkumulatoren antrieben. Auch die FTG experimentierte 1897 mit Akkustraßenbahnen.
1898 wurde die FTG von der Stadt Frankfurt übernommen. Die erste Konzession für die Errichtung und den Betrieb einer elektrischen Straßenbahn auf 99 Jahre wurde der Stadt Frankfurt am Main am 20. Januar 1898 durch den Regierungspräsidenten in Wiesbaden vergeben.
Sodann begann im folgenden Jahr die Elektrifizierung des Netzes. Inzwischen hatte sich die (bis heute verwendete) einpolige Oberleitung als verlässlichstes System durchgesetzt. Bis 1904 wurden alle bisherigen Pferdebahnlinien elektrifiziert, die 1901 erworbene Strecke der FLAG folgte 1908. Die Zugpferde wurden durch elektrische Triebwagen verdrängt. Die 1898 übernommenen Strecken der Frankfurter Waldbahn wurden noch bis 1929 als Dampfstraßenbahnen betrieben.

### Der Ausbau des Netzes
Nach Abschluss der Elektrifizierung wandte man sich dem weiteren Ausbau des Netzes zu. Die schnell wachsende Stadt verlangte nach Erschließung der neuen Wohnbezirke. Nachbargemeinden ließen sich den Anschluss an das Straßenbahnnetz oft als Voraussetzung für die Eingemeindung vertraglich zusichern, so beispielsweise in den Eingemeindungsverträgen mit Seckbach vom 19. Januar 1900, mit Berkersheim vom 6. Februar 1909, mit Ginnheim, Hausen, Praunheim und Preungesheim vom 29. März 1909, mit Rödelheim vom 2. März 1909 und mit Höchst vom 12. Januar 1928. Außer der FLAG, der 1901 eröffneten Poststraßenbahn, dem 1899 eröffneten Homburger Nachbarnetz und der seit 1906 verkehrenden Straßenbahn Offenbach befanden sich nun alle Linien in Händen der Städtischen Straßenbahn Frankfurt.
Die Wachstumsphase dauerte bis Ende der 1930er Jahre an. 1938 erreichte die Zahl der Frankfurter Straßenbahnlinien mit 32 ihren Höchststand, das Netz hatte zu diesem Zeitpunkt eine Ausdehnung von rund 125 Kilometern erreicht. Der folgende Zweite Weltkrieg führte durch die Luftangriffe auf Frankfurt am Main bald zu zahlreichen Unterbrechungen im Straßenbahnverkehr, der jedoch erst bei Kriegsende ganz zum Erliegen kam.

### Der Wiederaufbau nach dem Krieg

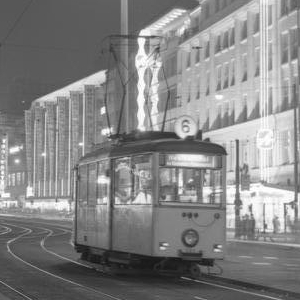
Straßenbahn-Wagentyp J auf der Zeil (1960)

Beim Wiederaufbau der kriegszerstörten Stadt spielte die Verkehrsplanung eine wichtige Rolle. Breite Straßenschneisen wurden durch die ehemalige Altstadt gezogen. Auch für die Straßenbahn entstanden großzügige Anlagen, etwa die großen Knoten an der Hauptwache und am Hauptbahnhof.
Von 1945 bis 1950 verkehrten zwei so bezeichnete „Roundup“-Linien ausschließlich für Angehörige der amerikanischen Streitkräfte. Sie dienten sowohl dem Verkehr innerhalb des bis Mitte 1948 eingezäunten, großen „Sperrgebietes“ als auch dessen Verbindung mit dem kleineren Sperrgebiet Heddernheim-„Römerstadt“. Um das „große Sperrgebiet“ zu umfahren, mussten Umleitungen angelegt werden. Die Eschersheimer Landstraße wurde über den Marbachweg mit der Eckenheimer Landstraße verbunden.
Nach Abschluss des Wiederaufbaus folgten noch einige Streckenverlängerungen in äußere Stadtteile, etwa nach Höchst (1953) und Enkheim (1957) (erst seit 1977 zu Frankfurt gehörend). 1955 übernahm die Stadt Frankfurt die FLAG und ihre beiden Vorortstrecken nach Oberursel und Bad Homburg.

### Die Stilllegung
Mit dem Baubeginn der Frankfurter U-Bahn 1963 begannen Streckenstilllegungen auf der Straßenbahn. U- und S-Bahn sollten die Straßenbahn mittelfristig ganz ersetzen. Die erste U-Bahn-Strecke wurde 1968 eröffnet, die zweite 1974, der zentrale S-Bahn-Tunnel 1978. Jeder Fortschritt im Schnellbahnnetz führte zur Stilllegung von Straßenbahnstrecken, um unwirtschaftlichen Parallelverkehr zu vermeiden.
Mit Eröffnung der dritten U-Bahn-Strecke im Jahr 1986 sollte die „Schienenfreie Innenstadt“ geschaffen werden: Die Straßenbahn sollte – zu überwiegendem Teil ersatzlos – völlig aus dem Stadtzentrum verschwinden, um bisherige Gleisflächen zur „Aufwertung“ der Straßen und Plätze nutzen zu können. Dies führte zu zunehmender Kritik an diesem Konzept, die in öffentlichen Protesten gipfelte. Innerhalb eines Jahres unterschrieben fast 60 000 Menschen für den Erhalt der Straßenbahnstrecken. Zeitungen, Hörfunk und Fernsehen widmeten sich dem Konflikt. Sogar Persönlichkeiten wie Bernhard Grzimek und der spätere DGB-Landesvorsitzende Dieter Hooge äußerten öffentlich Kritik am Konzept.
Als Folge der Bürgerproteste lehnte das Regierungspräsidium Darmstadt am 27. Mai 1986 die Stilllegung der Altstadtstrecke ab. Der Frankfurter Oberbürgermeister Wolfram Brück kritisierte diese Entscheidung und drohte mit dem Ausstieg Frankfurts aus dem Frankfurter Verkehrsverbund (FVV). Zwei Tage vor der geplanten Eröffnung der neuen U-Bahn-Strecke verschob Brück die Inbetriebnahme der U-Bahn auf unbestimmte Zeit und verbot sämtliche Eröffnungsfeiern.
Erst einige Wochen später signalisierte die  CDU ihre Bereitschaft zur Erhaltung der Altstadtstrecke mit der Linie 11. Im Gegenzug verzichtete Regierungspräsident Hartmut Wierscher auf die Beibehaltung von drei weiteren Linien. Der Erhalt der Altstadtstrecke leitete schließlich eine Wende in der städtischen Verkehrspolitik ein.

### Die Wiederentdeckung der Straßenbahn
Mit dem Beschluss der Stadtverordnetenversammlung, die Straßenbahn als gleichwertiges Verkehrsmittel neben der U-Bahn in die verkehrspolitische Konzeption der Stadt aufzunehmen, wurde 1990 der Frankfurter Straßenbahn wieder eine Zukunft eingeräumt. Als ersten Schritt beschloss die Stadtregierung gleichzeitig den Bau einer 740 Meter langen Verbindungsstrecke zwischen der Altstadtstrecke und der Konstablerwache, dem damaligen Endpunkt der Straßenbahnlinie 12. Aufgrund parteipolitischer Streitigkeiten und des Widerstands des Frankfurter Verkehrsverbundes, der einen Parallelverkehr zur U-Bahn sah, verzögerte sich die Fertigstellung dieser Strecke allerdings bis 1999. Als weitere Neubaustrecke wurde 2003 eine Strecke von Bockenheim ins Neubaugebiet Rebstock an das Verkehrsnetz angeschlossen. Im Gesamtverkehrsplan von 2004 war bis 2015 der Bau mehrerer neuer Straßenbahnstrecken sowie weitere Optimierungsmaßnahmen im bestehenden Netz vorgesehen. Die erforderliche Investitionssumme wurde auf ca. 75 Millionen Euro geschätzt. Realisiert wurde 2011 die Neubaustrecke von der Glauburgstraße nach Preungesheim-Ost, während für die ebenfalls vorgesehene Ringstraßenbahn von Bockenheim zur Friedberger Warte bis 2021 keine konkreten Planungen vorliegen.
Nach Ablauf der Verlängerung der Konzession aus dem Jahre 1898 im Jahre 2011 wurde eine öffentliche Ausschreibung der Nahverkehrsleistungen in der Europäischen Union gemäß EU-Verordnung Nr. 1191/69 fällig, die von der lokalen Nahverkehrsgesellschaft (LNG) traffiQ durchgeführt worden wäre. Stattdessen wurde der Betrieb von Straßenbahn- und U-Bahn-Netz für die Dauer von zwanzig Jahren direkt an die stadteigene VGF vergeben.

## Linien

### Übersicht
2019 gab es in Frankfurt 11 Straßenbahnlinien. Es handelt sich dabei um acht Hauptlinien (Durchmesser-, Tangential- und Zubringerlinien), zwei Verstärkungslinien und eine Sonderlinie:
| Linie | Typ                 | Linienführung                    | Linienführung                 | Linienführung                                                               | Linienführung                         | Linienführung                         | Haltestellen                    | Fahrzeit                        |
|       |                     | Westl. (od. nördl.) Endstation   | Westl. (od. nördl.) Linienast | Zentrale Strecke                                                            | Östl. (od. südl.) Linienast           | Östl. (od. südl.) Endstation          | Ast 1 + Zentrum + Ast 2 = Summe | Ast 1 + Zentrum + Ast 2 = Summe |
| ----- | ------------------- | -------------------------------- | ----------------------------- | --------------------------------------------------------------------------- | ------------------------------------- | ------------------------------------- | ------------------------------- | ------------------------------- |
| 11    | Durchmesser- linie  | Höchst Zuckschwerdtstraße        | Mainzer Landstr.              | Hauptbahnhof – Altstadtstrecke                                              | Hanauer Landstr.                      | Fechenheim Schießhüttenstraße         | 17 + 7 + 14 = 38                | 26 + 11 + 23 = 60               |
| 12    | Durchmesser- linie  | Schwanheim Rheinlandstraße       | Waldbahn – Niederrad          | Friedensbrücke – Hauptbahnhof – Altstadtstrecke – Konstablerwache           | Nordend – Bornheim – Hanauer Landstr. | Fechenheim Hugo-Junkers-Str./Schleife | 15 + 8 + 14 = 37                | 23 + 14 + 26 = 62               |
| 14    | Durchmesser- linie  | Gallus Mönchhofstraße            | Mainzer Landstr.              | Hauptbahnhof – Altstadtstrecke                                              | Wittelsbacherallee                    | Bornheim Ernst-May-Platz              | 7 + 7 + 7 = 21                  | 11 + 10 + 10 = 31               |
| 15    | Tangential- linie   | Niederrad Haardtwaldplatz        | Niederrad                     | Sachsenhausen – Südbahnhof                                                  | Offenbacher Landstr.                  | Offenbach Stadtgrenze                 | 8 + 8 + 9 = 25                  | 12 + 11 + 13 = 36               |
| 16    | Durchmesser- linie  | Ginnheim Mitte                   | Ginnheim – Bockenheim         | Hauptbahnhof – Friedensbrücke – Sachsenhausen – Südbahnhof                  | Offenbacher Landstr.                  | Offenbach Stadtgrenze                 | 10 + 10 + 9 = 29                | 18 + 14 + 12 = 44               |
| 17    | Durchmesser- linie  | Rebstockbad                      | Rebstockstrecke               | Hauptbahnhof – Friedensbrücke                                               | Stresemannallee – Waldbahn            | Neu-Isenburg Stadtgrenze              | 5 + 10 + 3 = 18                 | 8 + 17 + 5 = 30                 |
| 18    | Durchmesser- linie  | Preungesheim Gravensteiner Platz | Friedberger Landstr.          | Konstablerwache – Ign.-Bubis-Brücke – Sachsenhausen – Lokalbahnhof          | Mörfelder Landstr.                    | Sachsenhausen Louisa Bahnhof          | 11 + 5= 16                      | 18 + 10 = 28                    |
| 19    | Verstärkungs- linie | Schwanheim Rheinlandstraße       | Waldbahn – Niederrad          | Sachsenhausen                                                               | Mörfelder Landstr.                    | Sachsenhausen Louisa Bahnhof          | 15 + 4 + 7 = 26                 | 23 + 5 + 9 = 37                 |
| 20    | Verstärkungs- linie | Hauptbahnhof                     | ---                           | Friedensbrücke                                                              | Niederrad                             | Stadion Straßenbahn                   | 3 + 8 = 11                      | 4 + 13 = 17                     |
| 21    | Zubringer- linie    | Nied Kirche                      | Mainzer Landstr.              | Hauptbahnhof – Friedensbrücke                                               | Niederrad                             | Stadion Straßenbahn                   | 16 + 3 + 8 = 27                 | 25 + 4 + 13 = 42                |
|       |                     |                                  |                               |                                                                             |                                       |                                       |                                 |                                 |
| EE    | Sonder- linie       | Zoo                              | kurzes Stück Hanauer Landstr. | gesamte zentrale Netzmasche gegen den Uhrzeigersinn mit Abstecher zur Messe | kurzes Stück Hanauer Landstr.         | Zoo                                   | 2 + 18 + 3 = 23                 | 4 + 47 + 4 = 55                 |

Seit April 2007 werden auf allen regulären Straßenbahnlinien Niederflurfahrzeuge eingesetzt. Seit 2013 kommt es bei akutem Fahrzeugmangel aber auch zu vereinzelten Einsätzen von (nicht-barrierefreien) Wagen des Typs Pt, die aus Ptb-Wagen rückgebaut wurden. Diese Wagen wurden 2013 auf festen Kursen der Linien 12 und 18 eingesetzt, im Jahr 2020 auf der Linie 15, zur Hauptverkehrszeit auch auf den Linien 17 und 18. Auf den Aushangfahrplänen sind die Fahrten aufgrund der fehlenden Barrierefreiheit entsprechend markiert. Dieser Einsatz soll erst mit Auslieferung der ersten T-Wagen enden, die ursprünglich im Dezember 2020 beginnen sollte. Aufgrund der Corona-Pandemie verzögerte sich die Bereitstellung der neuen Wagen jedoch. Der erste T-Wagen wurde im April 2022 ausgeliefert und wird seit Mai 2022 erprobt. Im Linienbetrieb werden die neuen Wagen seit dem Fahrplanwechsel im Dezember 2022 eingesetzt. Die VGF machte indes Gebrauch von der Option auf Bestellung weiterer 13 Straßenbahnwagen, sodass nun insgesamt 58 Stück geliefert werden sollen.[veraltet]
Die Stadtbahnlinie U5 entsprach lange Zeit größtenteils einer herkömmlichen Straßenbahn und verkehrt auch weiterhin im Bereich der Eckenheimer Landstraße teilweise auf der Fahrbahn. Sie wurde aber dennoch offiziell immer als U-Bahn bezeichnet.
Als Mitglied im RMV verkehrt die Straßenbahn im Taktfahrplan, der von der lokalen Nahverkehrsgesellschaft traffiQ gestaltet wird. Seit dem Jahresfahrplan 2019 gelten für alle Linien Montags - Samstags mindestens ein 10-Minuten-Takt. Die Linien 11, 17, 18 und 21 fahren dabei in der HVZ ein 7½-Minuten-Takt. Als einzige Straßenbahnlinie in Frankfurt fährt die Linie 11 auch an Sonn - und Feiertagen alle 10 Minuten. In der Schwachverkehrszeit fahren die Wagen im 15- bzw. 30-Minuten-Takt.

### Durchmesserlinien
Durchmesserlinien verbinden zwei außerhalb des Zentrums gelegene Endpunkte und durchqueren dabei das Zentrum. Bis 1986 waren viele Straßenbahnlinien Durchmesserlinien. Als einzige von ihnen verkehrt die Linie 16 bis heute. Die anderen Durchmesserlinien 11 und 12 wurden nach dem Umdenken in der Verkehrspolitik in den Jahren 1991 bzw. 1999 eingerichtet, als weitere Durchmesserlinie kann seit 2015 die Linie 17 gelten.
Bei der Linie 12 endet 2015 im Viertelstundentakt außer samstags tagsüber jede zweite Fahrt an der Eissporthalle.
Die Linie 17 befährt mit einem ihrer beiden Linienäste eine der neueren Frankfurter Straßenbahnstrecken zum Rebstockgelände (Eröffnung 2003) und – seit Einweihung des ersten Teilstücks der geplanten Ringstraßenbahn am 14. Dezember 2014 auf der Stresemannallee – nach Neu-Isenburg (Stadtgrenze). Entsprechend wurde die bislang dort endende Linie 14 zur neuen Endstation „Louisa Bahnhof“ gekürzt.
Mit dem Fahrplanwechsel 2018/2019 am 9. Dezember 2018 wurden auch die Linien 14 und 18 wieder zu Durchmesserlinien. Die Linie 14 verkehrte seit diesem Datum ab dem Allerheiligentor über Altstadt, Hauptbahnhof und Galluswarte weiter entlang der Kleyerstraße zur neuen Endhaltestelle „Gustavsburgplatz“. Zeitgleich übernahm die Linie 18 den südlichen Streckenabschnitt der bisherigen Linie 14 vom Lokalbahnhof zur Louisa. Zum Fahrplanwechsel 2019/2020 am 15. Dezember 2019 wurde die Linie 14 bis zur Station Mönchhofstraße verlängert.

### Zubringerlinien
Zubringerlinien haben nur einen kurzen Abschnitt im Stadtzentrum. Sie enden in der Innenstadt oder ihre beiden Linienäste laufen in spitzem Winkel aufeinander zu. Fast alle Fahrgäste beider Äste steigen an ein und derselben Haltestelle ein oder aus beziehungsweise in andere Verkehrsmittel um. Im Fall der verbleibenden heutigen Zubringerlinie 21 ist diese Station der Hauptbahnhof.
Die Linie 21 wurde 1986 in der Form geschaffen, die sie – bis auf kleine Modifikationen – auch heute noch besitzt. Sie ist damit ein Relikt aus der Zeit des Projektes „schienenfreie Innenstadt“, als zahlreiche Zubringerlinien geschaffen wurden. Durch die beiden fast parallel auf beiden Mainseiten verlaufenden Teilstrecken gibt es (außer bei Veranstaltungen im Stadion) kaum Fahrgäste, die Verbindungen über den Hauptbahnhof hinaus von einem Linienast zum anderen nutzen.
Diese Linie endet seit 2020 in Nied Kirche. 2015 endete sie mittags an der Mönchhofstraße, bis 2018 bediente sie am Sonntagmorgen auch den Abschnitt der Linie 11 bis Höchst Zuckschwerdtstraße. Am anderen Linienende wird der Abschnitt Oberforsthaus–Stadion im 7½-Minuten-Takt nur von jedem zweiten Zug angefahren. Abweichend vom sonst auf dieser Linie üblichen 7½-Minuten-Takt tagsüber verkehrt sie in den Sommer- und Weihnachtsferien auch zu dieser Tageszeit im 10-Minuten-Takt.

### Tangentiallinien
Zwischen den beiden Extremen der Durchmesser- und Zubringerlinien gibt es Tangentiallinien, die eine Stadtteile verbindende Funktion haben. Sie berühren das Zentrum nur und verkehren nicht über die wichtigsten Umsteigestationen. Die heutige Tangentiallinie 15 (bis Dezember 2018 auch die Linie 14) entstand in dieser Form 1992, als das Konzept der reinen Zubringer überdacht und wieder attraktivere und eigenständige Linienwege der Straßenbahn geschaffen wurden.
Die Linie 15 wird montags bis freitags vor 6:00 Uhr, zwischen 9:30 Uhr und 12:30 Uhr (Ferien 15:30 Uhr) und ab etwa 19:00 Uhr nur bis zum Südbahnhof geführt, gleiches gilt samstags, sonn- und feiertags ganztägig.

### Verstärkungslinien
Verstärkungslinien führen nur wenige Fahrten bei besonderem Bedarf durch:
Bei der Linie 19 handelt es sich um eine reine Schülerlinie mit nur zwei Fahrten morgens von Schwanheim zur Beuthener Straße, wobei die Erste zurück nach Schwanheim fährt und die Zweite weiter zum S-Bahnhof Louisa. Zudem gibt es zwei Fahrten mittags zurück. Am letzten Schultag vor den Ferien verkehrt in Rückrichtung nur ein Zug am Vormittag. Darüber hinaus gibt es am späten Mittag zwei Fahrten der Linie 19 von Schwanheim nach Louisa Bahnhof, die hinter der Haltestelle „Vogelweidstraße“ vom regulären Linienweg abweichen und direkt über die Stresemannallee bis Louisa Bahnhof führen.
Die Linie 20 verkehrt nur bei Großveranstaltungen im Stadion. Sie verkehrt dann gemeinsam mit der Linie 21 zwischen Hauptbahnhof und Stadion Straßenbahn in einem i. d. R. Zwei- bis Dreiminutentakt. Diese Linie wird als einzige in Frankfurt im „Regelfall“ mit Doppeltraktionen aus S-Wagen gefahren.

### Sonderlinien

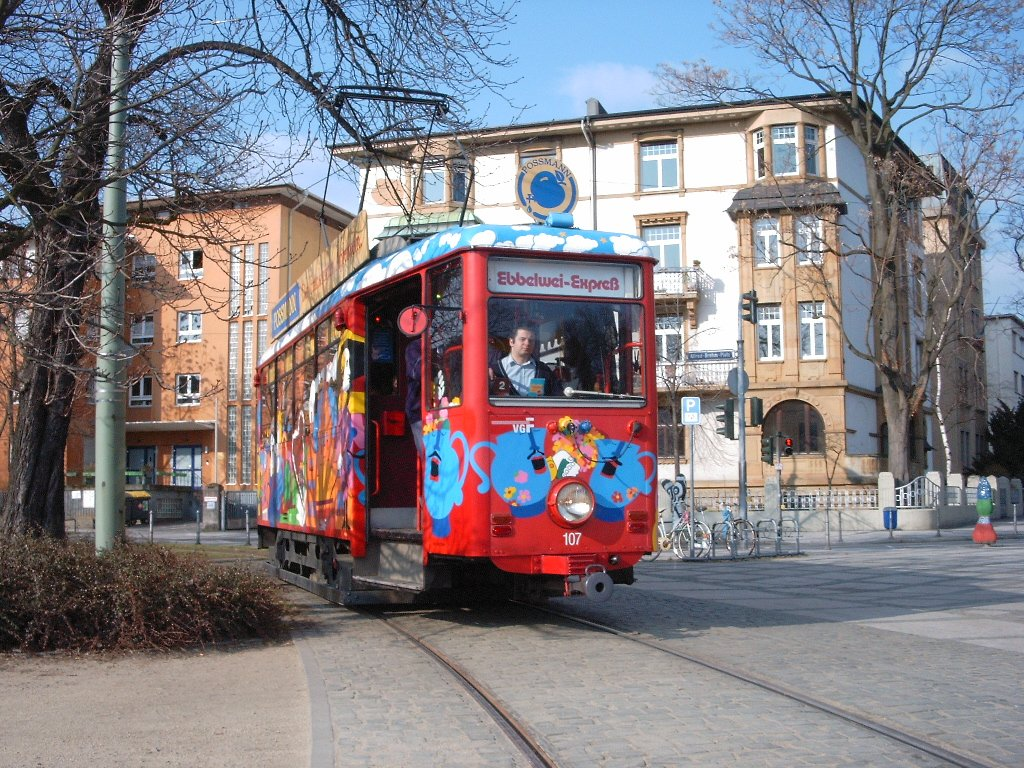
Fahrzeug des Ebbelwei-Expreß

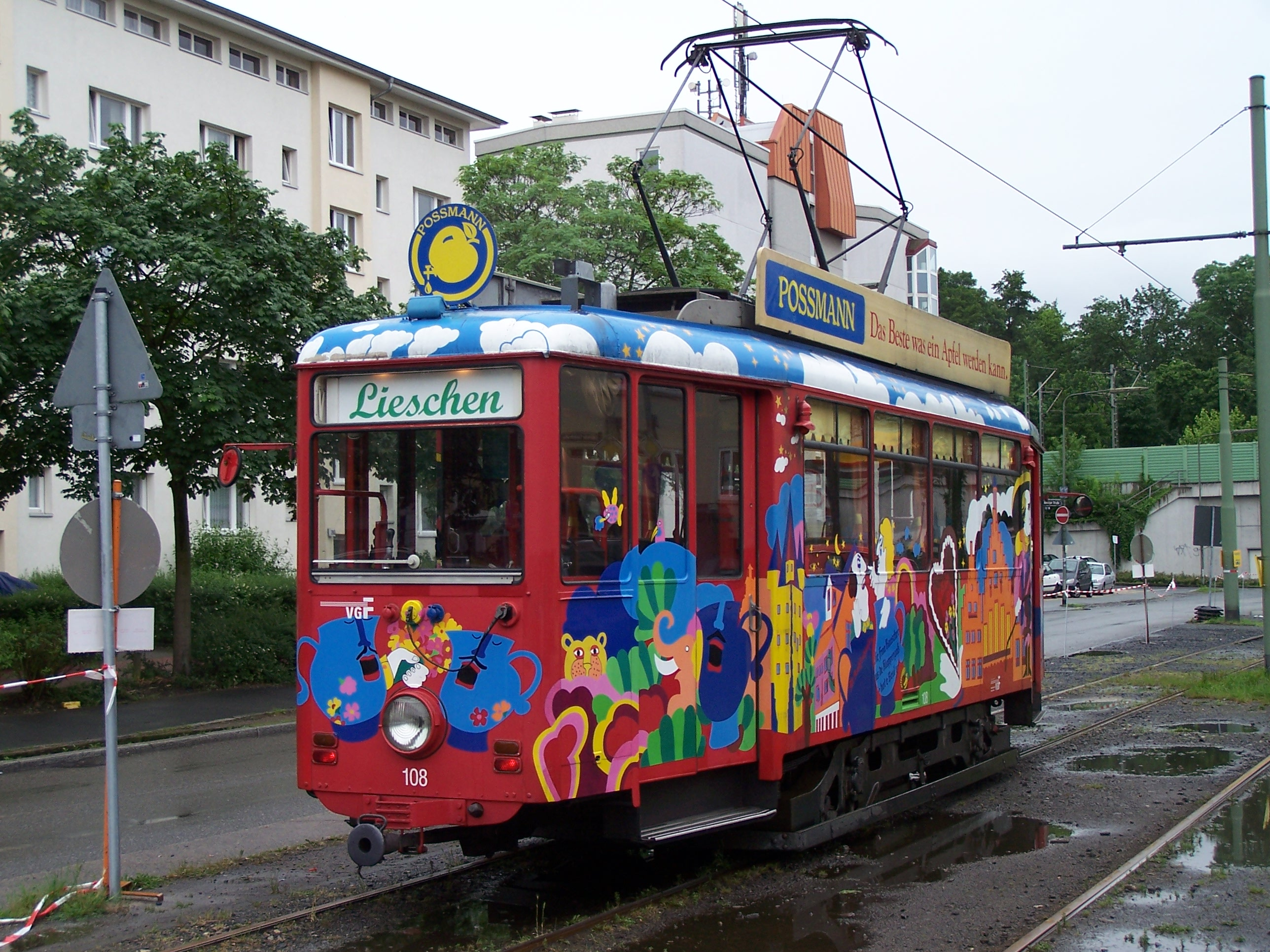
Sonderlinie „Lieschen“ während des Wäldchestages an der Haltestelle „Riedhof“ (2007)

Die Sonderlinie „Ebbelwei-Express“ wird ausschließlich mit hochflurigen K-Wagen betrieben.
Als Stadtrundfahrtslinie verkehrt seit 1977 der Ebbelwei-Expreß mit buntbemalten Fahrzeugen aus der ersten Hälfte der 1950er Jahre. Die Rundfahrt beginnt am Zoo und führt durch die Altstadt, vorbei am Römer durch das Bahnhofsviertel zum Hauptbahnhof. Von dort verläuft die Strecke weiter zur Messe und anschließend zurück zum Hauptbahnhof und über den Main durch den Stadtteil Sachsenhausen südmainisch zurück zum Zoo. An Bord werden Getränke sowie Minibrezeln serviert. Ursprünglich als kurzfristige Veranstaltung gedacht, hat er sich inzwischen zu einer überregional bekannten Touristenattraktion entwickelt, die an Wochenenden und Feiertagen nach einem festen Fahrplan im völlig ungewöhnlichen 35-Minuten-Takt verkehrt und sonst auch angemietet werden kann. Für die Fahrscheine gelten Sonderpreise, nicht die des RMV-Tarifs. Die interne Liniennummer ist die „13“.
Bis einschließlich 2013 verkehrte zu Pfingsten und während des Volksfestes „Wäldchestag“ am Dienstag nach Pfingsten die Linie „Lieschen“ auf einer sonst im Linienverkehr nicht genutzten Strecke im Frankfurter Stadtwald. Die interne Liniennummer war die „15“. 2014 wurde der Betrieb eingestellt, da die Strecke anlässlich der Errichtung der Neubaustrecke über die Stresemannallee für 1½ Millionen Euro instand gesetzt hätte werden müssen.
Im Zuge der COVID-19-Pandemie wurde im Oktober 2021 der „Impf-Express“ als Gemeinschaftsprojekt der VGF, dem RMV, dem Frankfurter Gesundheitsamt und dem Deutschen Roten Kreuz Frankfurt vorgestellt. Zwei Gelenkwagen des Typs Pt wurden hierzu als Impfstationen ausgerüstet. Der Impf-Express verkehrte vom 25. Oktober bis 7. November auf zwei Linien nach einem festen Fahrplan durch die Stadt. Verimpft wurde der SARS-CoV-2-Impfstoff Comirnaty der Firmen Biontech und Pfizer. Während des zweiwöchigen Einsatzes wurden insgesamt 2089 Impfungen verabreicht.
Eine zweite Runde begann am 29. November und sollte bis zum 12. Dezember erneut auf zwei Linien mit veränderten Linienwegen andauern. Verimpft werden sollte erneut der Impfstoff Comirnaty. Angesichts hohen Andrangs wurde am ersten Tag auf Impfungen an festen Haltestellen umgestellt. Aufgrund von Impfstoffmangel musste der Betrieb nach nur einem Tag wieder eingestellt werden. Der Magistrat teilte mit, es sei weniger Impfstoff geliefert worden, als bestellt war. Oberbürgermeister Peter Feldmann warf dem Bundesgesundheitsminister Jens Spahn persönliches Versagen vor. Das Bundesgesundheitsministerium wies die Darstellung zurück; die vorübergehende Knappheit des Comirnaty-Impfstoffes sei vorher kommuniziert worden. Im Gegensatz zu anderen Städten und Landkreisen verzichtete Frankfurt darauf, den verfügbaren Impfstoff von Moderna in ausreichender Menge zu bestellen. Carsten Knop sprach in der Frankfurter Allgemeinen Zeitung von einem „inszenierten Skandal“ des Oberbürgermeisters.
Am 16. Dezember startete die dritte Runde des Impf-Expresses. Geimpft wurde fortan mit dem Impfstoff Spikevax von Moderna an festen Haltestellen bis zum 23. Dezember. Am 22. Dezember wurde angekündigt, den Betrieb auf den Zeitraum vom 27. bis 30. Dezember auszudehnen.

## Strecken des heutigen Netzes

### Übersicht
Das Frankfurter Straßenbahnnetz bündelt sich in zwei zentralen Strecken nördlich und südlich des Mains. An der Ost- und Westseite überquert die Straßenbahn den Main auf der Ignatz-Bubis-Brücke bzw. der Friedensbrücke. Die nördliche Strecke ist die so genannte „Altstadtstrecke“, die Südseite verläuft durch das Zentrum von Sachsenhausen. Auf beiden Mainseiten fächern sich die Strecken in mehrere Anschlussstrecken auf.
Nur der Ebbelwei-Express befährt beide Strecken und beide Brücken. Er fährt auf dem so entstehenden Ring entgegen dem Uhrzeigersinn. Alle anderen heutigen Straßenbahnlinien verlaufen in der Mitte ihres Linienweges über einen Abschnitt dieses zentralen Rings und befahren an ihren beiden Enden jeweils eine der Anschlussstrecken. Dabei kann die Länge dieser Teilstücke sehr unterschiedlich sein: Während die Linie 11 beispielsweise die gesamte Altstadtstrecke befährt, ist der zentrale Abschnitt der Linien 17, 18 und 21 nur wenige Haltestellen lang.
Die Anschlussstrecken nach Offenbach, Louisa/Neu-Isenburg und nach Nied/Höchst werden von jeweils zwei der ganztägig verkehrenden Hauptlinien bedient, die Anschlussstrecke zur Pforzheimer Straße wird seit Dezember 2014 nicht mehr regelmäßig angefahren. Dadurch sind für die insgesamt zwölf Anschlussstrecken sieben Hauptlinien nötig. Als dreizehnte Anschlussstrecke kam im Dezember 2011 die Linie 18 nach Preungesheim Ost hinzu. Für fünf der zwölf Anschlussstrecken ist im Generalverkehrsplan langfristig die Einbeziehung in das Frankfurter Stadtbahnnetz geplant.
Im Folgenden werden zunächst die beiden zentralen Strecken beschrieben, danach die Anschlussstrecken. Diese sind entgegen dem Uhrzeigersinn geordnet, beginnend mit den nordmainischen Strecken Richtung Osten:

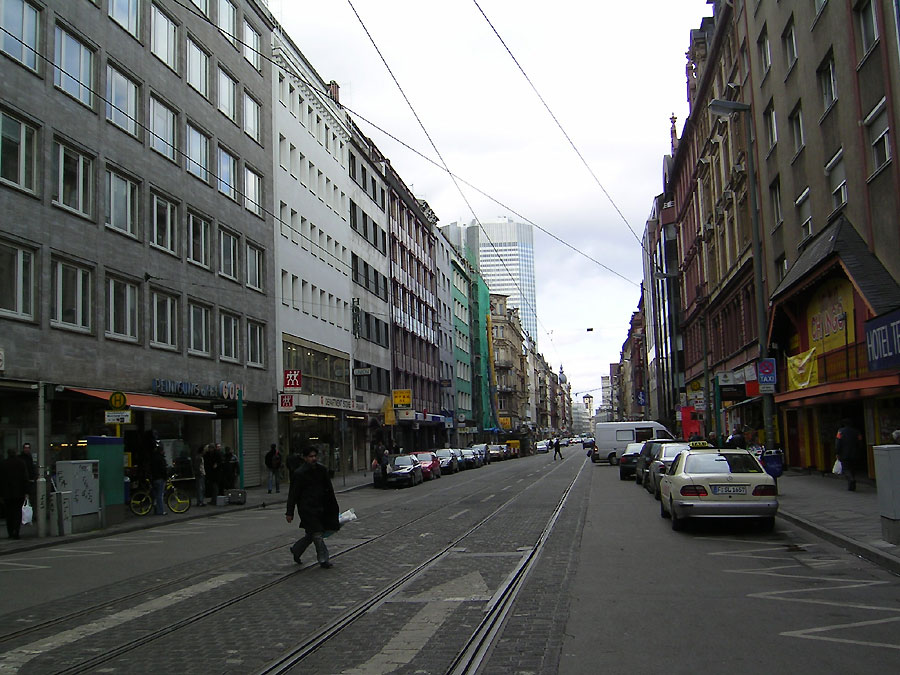
Strecke in der Münchener Straße (ab 1906)

| \| \| \| von Sachsenhausen \| \| \| \| \| Main, Ignatz-Bubis-Brücke \| \| \| \| \| Innenstadt \| \| \| \| \| Hospital zum Heiligen Geist \| \| \| \| \| Richtung Fechenheim, Bornheim \| \| \| \| \| \| \| \| \| \| Allerheiligenstraße (geplant) \| \| \| \| \| Börneplatz/Stoltzestraße \| \| \| \| \| Richtung Konstablerwache \| \| \| \| \| Altstadt \| \| \| \| \| Börneplatz \| \| \| \| \| Römer/Paulskirche \| \| \| \| \| Karmeliterkloster \| \| \| \| \| Innenstadt \| \| \| \| \| Willy-Brandt-Platz \| \| \| \| \| Bahnhofsviertel \| \| \| \| \| Weserstr./Münchener Straße \| \| \| \| \| Hauptbahnhof/Münchener Straße \| \| \| \| \| \| \| \| \| \| \| \| \| \| \| Richtung Höchst, Rebstock, Ginnheim \| \| \| \| \| \| \| \| \| \| Gutleut \| \| \| \| \| Betriebshof Gutleut, Pforzheimer Straße \| \| \| \| \| Baseler Platz \| \| \| \| \| Main, Friedensbrücke \| \| \| \| \| Sachsenhausen \| \| \| \| \| Richtung Stadion, Schwanheim, Niederrad, Neu-Isenburg \| \| \| \| \| \| \| \| \| \| Stresemannallee/Gartenstraße \| \| \| \| \| Otto-Hahn-Platz \| \| \| \| \| Schweizer Str./Gartenstraße \| \| \| \| \| Schwanthalerstraße \| \| \| \| \| Richtung Louisa Bahnhof \| \| \| \| \| Südbahnhof \| \| \| \| \| \| \| \| \| \| Wendegleis Südbahnhof \| \| \| \| \| Sachsenhäuser Depot (bis 2003) \| \| \| \| \| Brücken-/Textorstraße \| \| \| \| \| Textorstraße \| \| \| \| \| Richtung Offenbach \| \| \| \| \| Lokalbahnhof \| \| \| \| \| Frankensteiner Platz \| \| \| \| \| Main, Ignatz-Bubis-Brücke \| \| \| \| \| Innenstadt \| \| \| \| \| Hospital zum Heiligen Geist \| \| \| \| \| nach Bornheim \| \| \| \| \| zur Altstadtstrecke \| \| \| \| \| zur Konstablerwache \| \| |  |                                                       |                                                       |
| U-Bahn-Strecke |  | von Sachsenhausen                                     | von Sachsenhausen                                     |
| U-Bahn-Brücke über Wasserlauf |  | Main, Ignatz-Bubis-Brücke                             | Main, Ignatz-Bubis-Brücke                             |
| U-Bahn-Grenze |  | Innenstadt                                            | Innenstadt                                            |
| U-Bahn-Haltepunkt / Haltestelle |  | Hospital zum Heiligen Geist                           | Hospital zum Heiligen Geist                           |
| U-Bahn-Abzweig geradeaus, nach rechts und von rechts |  | Richtung Fechenheim, Bornheim                         | Richtung Fechenheim, Bornheim                         |
| U-Bahn-Strecke von links (außer Betrieb) · U-Bahn-Abzweig geradeaus und ehemals nach rechts |  |                                                       |                                                       |
| U-Bahn-Haltepunkt / Haltestelle (Strecke außer Betrieb) · U-Bahn-Strecke |  | Allerheiligenstraße (geplant)                         | Allerheiligenstraße (geplant)                         |
| U-Bahn-Strecke (außer Betrieb) · U-Bahn-Haltepunkt / Haltestelle |  | Börneplatz/Stoltzestraße                              | Börneplatz/Stoltzestraße                              |
| U-Bahn-Abzweig quer, ehemals nach links und ehemals nach rechts · U-Bahn-Abzweig geradeaus, nach rechts und von rechts |  | Richtung Konstablerwache                              | Richtung Konstablerwache                              |
| U-Bahn-Grenze |  | Altstadt                                              | Altstadt                                              |
| U-Bahn-Haltepunkt / Haltestelle |  | Börneplatz                                            | Börneplatz                                            |
| U-Bahn-Haltepunkt / Haltestelle |  | Römer/Paulskirche                                     | Römer/Paulskirche                                     |
| U-Bahn-Haltepunkt / Haltestelle |  | Karmeliterkloster                                     | Karmeliterkloster                                     |
| U-Bahn-Grenze |  | Innenstadt                                            | Innenstadt                                            |
| U-Bahn-Haltepunkt / Haltestelle |  | Willy-Brandt-Platz                                    | Willy-Brandt-Platz                                    |
| U-Bahn-Grenze |  | Bahnhofsviertel                                       | Bahnhofsviertel                                       |
| U-Bahn-Haltepunkt / Haltestelle |  | Weserstr./Münchener Straße                            | Weserstr./Münchener Straße                            |
| U-Bahn-Haltepunkt / Haltestelle |  | Hauptbahnhof/Münchener Straße                         | Hauptbahnhof/Münchener Straße                         |
| U-Bahn-Strecke |  | U · S4 · S5                                           | U · S4 · S5                                           |
| U-Bahn-Strecke |  | S · S1 · S2 · S3 · S4 · S5 · S6 · S7 · S8 · S9 · Bahn | S · S1 · S2 · S3 · S4 · S5 · S6 · S7 · S8 · S9 · Bahn |
| U-Bahn-Abzweig geradeaus, nach rechts und von rechts |  | Richtung Höchst, Rebstock, Ginnheim                   | Richtung Höchst, Rebstock, Ginnheim                   |
| U-Bahn-Strecke |  | Tram · 11 · 14 · 16 · 17 · 21                         | Tram · 11 · 14 · 16 · 17 · 21                         |
| U-Bahn-Grenze |  | Gutleut                                               | Gutleut                                               |
| U-Bahn-Abzweig geradeaus, nach rechts und von rechts |  | Betriebshof Gutleut, Pforzheimer Straße               | Betriebshof Gutleut, Pforzheimer Straße               |
| U-Bahn-Haltepunkt / Haltestelle |  | Baseler Platz                                         | Baseler Platz                                         |
| U-Bahn-Brücke über Wasserlauf |  | Main, Friedensbrücke                                  | Main, Friedensbrücke                                  |
| U-Bahn-Grenze |  | Sachsenhausen                                         | Sachsenhausen                                         |
| U-Bahn-Abzweig geradeaus, nach rechts und von rechts |  | Richtung Stadion, Schwanheim, Niederrad, Neu-Isenburg | Richtung Stadion, Schwanheim, Niederrad, Neu-Isenburg |
| U-Bahn-Strecke |  | Tram · 12 · 15 · 17 · 19 · 20 · 21                    | Tram · 12 · 15 · 17 · 19 · 20 · 21                    |
| U-Bahn-Haltepunkt / Haltestelle |  | Stresemannallee/Gartenstraße                          | Stresemannallee/Gartenstraße                          |
| U-Bahn-Haltepunkt / Haltestelle |  | Otto-Hahn-Platz                                       | Otto-Hahn-Platz                                       |
| U-Bahn-Haltepunkt / Haltestelle |  | Schweizer Str./Gartenstraße                           | Schweizer Str./Gartenstraße                           |
| U-Bahn-Haltepunkt / Haltestelle |  | Schwanthalerstraße                                    | Schwanthalerstraße                                    |
| U-Bahn-Abzweig geradeaus, nach rechts und von rechts |  | Richtung Louisa Bahnhof                               | Richtung Louisa Bahnhof                               |
| U-Bahn-Haltepunkt / Haltestelle |  | Südbahnhof                                            | Südbahnhof                                            |
| U-Bahn-Strecke von links · U-Bahn-Abzweig geradeaus, nach rechts und ehemals von rechts |  | S · S3 · S4 · S5 · S6 · Bahn                          | S · S3 · S4 · S5 · S6 · Bahn                          |
| U-Bahn-Strecke |  | Wendegleis Südbahnhof                                 | Wendegleis Südbahnhof                                 |
| U-Bahn-Betriebs-/Güterbahnhof Streckenende (Strecke außer Betrieb) · U-Bahn-Strecke |  | Sachsenhäuser Depot (bis 2003)                        | Sachsenhäuser Depot (bis 2003)                        |
| U-Bahn-Haltepunkt / Haltestelle |  | Brücken-/Textorstraße                                 | Brücken-/Textorstraße                                 |
| U-Bahn-Haltepunkt / Haltestelle |  | Textorstraße                                          | Textorstraße                                          |
| U-Bahn-Abzweig geradeaus, nach rechts und von rechts |  | Richtung Offenbach                                    | Richtung Offenbach                                    |
| U-Bahn-Haltepunkt / Haltestelle |  | Lokalbahnhof                                          | Lokalbahnhof                                          |
| U-Bahn-Haltepunkt / Haltestelle |  | Frankensteiner Platz                                  | Frankensteiner Platz                                  |
| U-Bahn-Brücke über Wasserlauf |  | Main, Ignatz-Bubis-Brücke                             | Main, Ignatz-Bubis-Brücke                             |
| U-Bahn-Grenze |  | Innenstadt                                            | Innenstadt                                            |
| U-Bahn-Haltepunkt / Haltestelle |  | Hospital zum Heiligen Geist                           | Hospital zum Heiligen Geist                           |
| U-Bahn-Abzweig geradeaus, nach rechts und von rechts |  | nach Bornheim                                         | nach Bornheim                                         |
| U-Bahn-Strecke |  | zur Altstadtstrecke                                   | zur Altstadtstrecke                                   |
| U-Bahn-Strecke |  | zur Konstablerwache                                   | zur Konstablerwache                                   |

### Altstadtstrecke

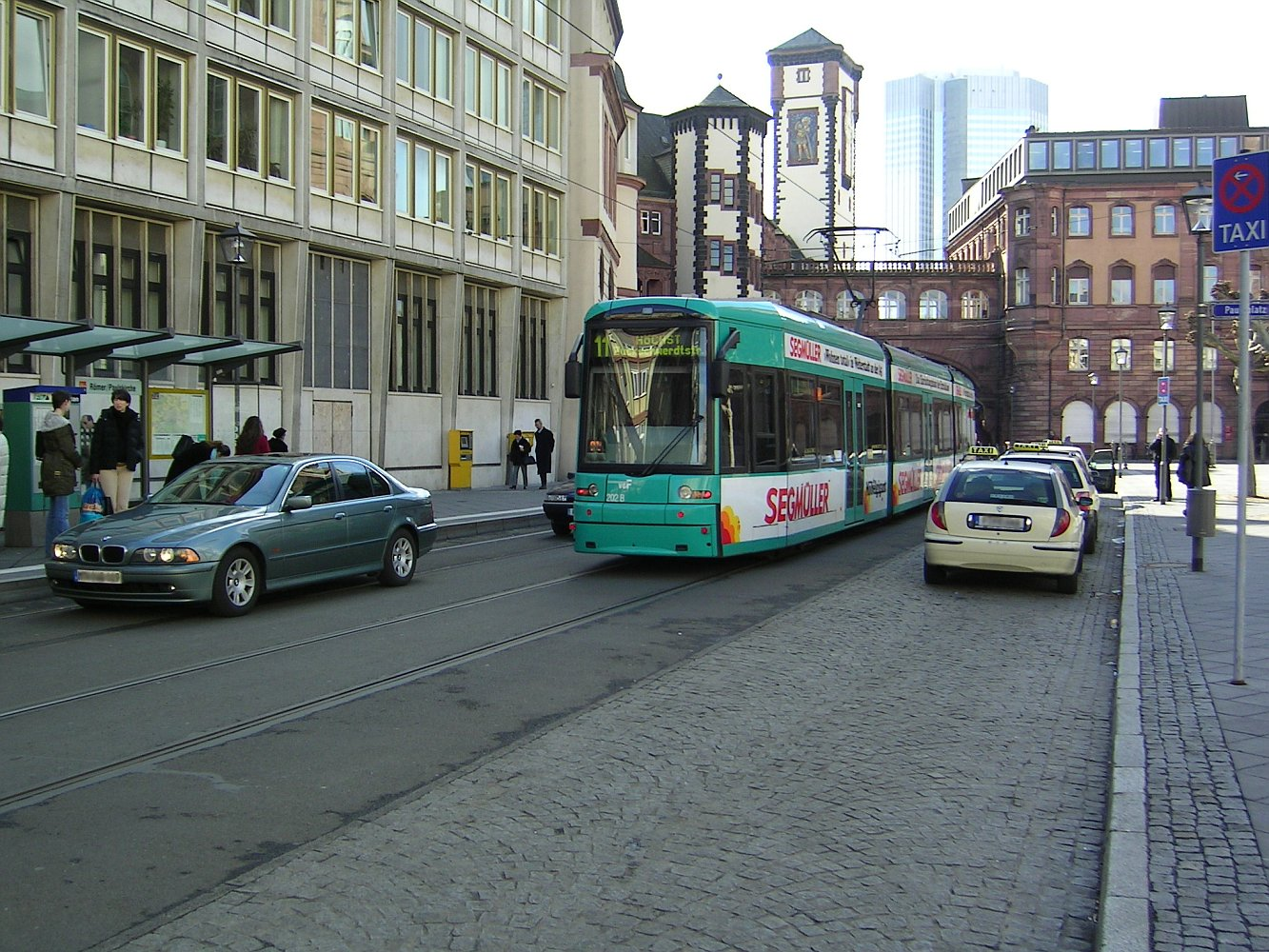
Altstadtstrecke in der Braubachstraße (ab 1899)

Der erste Teil der Strecke entstand mit dem Bau des Frankfurter Centralbahnhofs und wurde mit diesem am 18. August 1888 als Pferdebahn der Frankfurter Trambahn-Gesellschaft eröffnet. Die Strecke führte durch das noch weitgehend unbebaute Bahnhofsviertel und schloss im Osten an eine bereits existierende Pferdebahnstrecke an, die vormals dort an den ehemaligen Frankfurter Westbahnhöfen ihre Endstation hatte. Die nach dem Abriss der alten Westbahnhöfe neu gebaute Kaiserstraße diente der Trambahn ab 1889 als Verkehrsweg.
Inzwischen lief die Umstrukturierung der Altstadt an. Die Straßenbahn wurde dort 1899 bis zum Paulsplatz an der namensgebenden Frankfurter Paulskirche verlängert. Der Altstadtdurchbruch von 1904–1906 schuf mit der Braubachstraße den Platz für die Verlängerung zur Fahrgasse und bis 1906 zum Allerheiligentor. Abweichend vom heutigen Streckenverlauf führte zusätzlich ein Abzweig am heutigen Börneplatz durch die Rechneigrabenstraße Richtung Lange Straße/Obermainbrücke. Dieser Abschnitt wurde 1986 im Rahmen des Projektes „Schienenfreie Innenstadt“ stillgelegt. Eine Besonderheit ist bis heute die Durchfahrt unter der so genannten „Seufzerbrücke“, die Nord- und Südbau des Neuen Rathauses verbindet. Ebenfalls 1906 wurde im westlichen Streckenabschnitt der Gleiskörper im Bahnhofsviertel von der Kaiserstraße in die Kronprinzenstraße (heute Münchener Straße) verlegt. Der alte Streckenverlauf wurde 1932 bis 1950 als Parallelstrecke für die Linien in Richtung nördlicher Innenstadt wieder in Betrieb genommen und danach zunächst in die Taunusstraße verlegt und 1971 endgültig stillgelegt.
Zwischen 1968 und 1978 verkehrten auf der Strecke zwischen Bahnhofsviertel und Hauptbahnhof tunnelgängige, mit Klapptrittstufen ausgerüstete Straßenbahnzüge. Dieses Provisorium wurde jedoch mit dem Bau des B-Tunnels der U-Bahn beseitigt. Die ehemalige Tunnelrampe in der Großen Gallusstraße dient heute als Zufahrt zu einer Tiefgarage.
Nachdem 1978 die Zeil zur Fußgängerzone geworden und dort der Straßenbahnbetrieb durch die S-Bahn ersetzt worden war, war die Altstadtstrecke nun die wichtigste Ost-West-Achse für Durchmesserlinien der Straßenbahn. Da sie durch die Linien 10, 14, 15, 16 und 18 ausgelastet war, endete die Linie 13 vom Röderbergweg zwei Jahre lang vorläufig am Südbahnhof. 1980 erhielt dann die Linie 10 einen anderen Weg und die Linie 13 konnte an ihrer Stelle wieder über die Altstadt zum Hauptbahnhof verkehren. Mit dem Projekt „Schienenfreie Innenstadt“ in Zusammenhang mit der Eröffnung der Stadtbahnlinien U6 und U7 1986 sollte die Strecke stillgelegt werden. Nachdem diese Absicht durch eine Bürgerinitiative und das Einschreiten des Regierungspräsidiums verhindert worden war, blieb sie mit der Linie 11 in Betrieb, 1999 kam die Linie 12 hinzu. Während die Linie 11 die gesamte Strecke bedient, verkehrt die Linie 12 dort zusätzlich zwischen Hauptbahnhof und Börneplatz und biegt dann Richtung Konstablerwache ab. Seit Dezember 2018 führt auch die Linie 14 vom Ernst-May-Platz über die Altstadtstrecke zum Gustavsburgplatz. Obwohl die Straßenbahn heute nicht mehr in Frage gestellt wird, wurde andererseits auch nicht der Zustand vor den Zeiten des Projekts der schienenfreien Innenstadt mit seinen zahlreichen Durchmesserlinien wiederhergestellt. Dennoch nutzen auch bei dem im Vergleich zu vorher deutlich eingeschränkten Angebot täglich etwa 10 000 Fahrgäste die Altstadtstrecke (Durchschnittswert).

#### Streckensituation am Börneplatz
Die Haltestelle „Börneplatz“ befindet sich in dem von den dort verkehrenden Linien 11, 12 und 14 befahrenen Abschnitt, vor dem Abzweig der Linie 12 in Richtung Konstablerwache. Die Linie 18 führt von der Konstablerwache kommend Richtung Allerheiligentor und kann damit die aktuelle Haltestelle nicht bedienen. Daher wurde der neue Haltepunkt „Börneplatz/Stoltzestraße“ notwendig, an dem die Linien 11, 14 und 18 zusätzlich halten.
Ferner ist nach dem neuen Innenstadtkonzept geplant, im Verlauf der Altstadtstrecke den Abschnitt durch die Battonnstraße in die Allerheiligenstraße zu verlegen und dort eine Haltestelle in geringer Entfernung zur Konstablerwache einzurichten. Der Haltepunkt „Börneplatz/Stoltzestraße“ würde damit wieder entfallen.

### Sachsenhausen und Mainquerungen

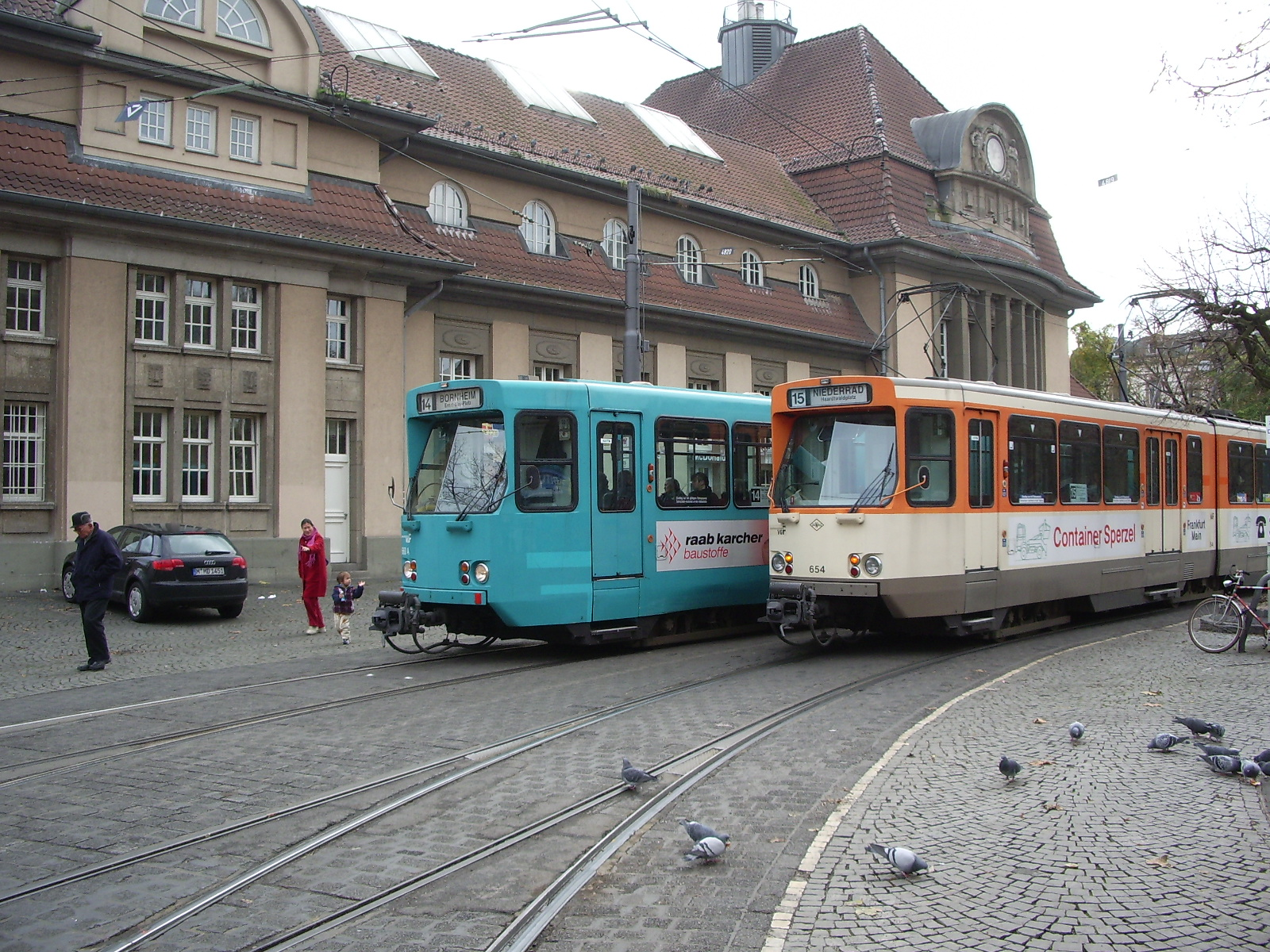
Zwei Pt-Wagen an der Haltestelle „Südbahnhof“ (2005)

Die heute zentrale Strecke der Straßenbahn in Sachsenhausen zwischen Friedensbrücke und Ignatz-Bubis-Brücke setzt sich aus mehreren Teilstrecken zusammen, auf denen verschiedene Linien verkehren. Auch historisch gesehen handelt es sich nicht um eine einheitlich entstandene Strecke:
Zunächst wurden in den Jahren 1881 und 1883 zwei Pferdebahnstrecken zum Lokalbahnhof eröffnet. Die erste von beiden verlief, von der Lange Straße kommend, über die Obermainbrücke (heute Ignatz-Bubis-Brücke) und ist noch heute in Betrieb. Die andere führte über die Untermainbrücke und das Schaumainkai. Räumlich getrennt von diesen beiden Strecken entstand 1897 eine Pferdebahnstrecke vom Hauptbahnhof über die heutige Friedensbrücke zum nicht mehr vorhandenen Hippodrom in der Stresemannallee. Die beiden Teilstücke des Sachsenhäuser Straßenbahnnetzes wurden erst 1908 durch eine Strecke zwischen Schweizer-/Gartenstraße und Hippodrom verbunden.
Über die genannten drei Brücken verlief der Straßenbahnverkehr zwischen den beiden durch den Main begrenzten Teilen der Stadt Frankfurt bis 1984. Die Obermainbrücke musste 1938 wegen Materialmangels zur notwendigen Instandsetzung für Fahrzeuge jeglicher Art gesperrt werden. Nach dem Zweiten Weltkrieg waren dann alle drei Brücken gesperrt. Es entstand zunächst ein eigenes Teilnetz südlich des Mains, bevor 1949 zwei Mainbrücken und 1951 schließlich auch die Friedensbrücke wieder genutzt werden konnten.
1955 wurde der Abschnitt von der Untermainbrücke zum Südfriedhof über den Schaumainkai, die Schulstraße und den Lokalbahnhof stillgelegt. 1965 wurde die Strecke vom Südbahnhof zur Schweizer Straße von der Diesterweg- in die Hedderichstraße verlegt. Schließlich wurde anlässlich der Eröffnung der Mainunterquerung durch die U-Bahn-Linien U1 bis U3 im Jahr 1984 die als Parallelverkehr bezeichnete Strecke vom damaligen Theaterplatz (heute: Willy-Brandt-Platz) über die Untermainbrücke zur Gartenstraße stillgelegt. Die verbliebene Strecke über die beiden anderen Brücken besteht bis heute. Die Nutzung durch Fahrgäste ist auf ihrem Verlauf sehr unterschiedlich: Während über die Ignatz-Bubis-Brücke täglich nur etwa 3000 Reisende fahren, gehört die Friedensbrücke mit etwa 20 000 Fahrgästen pro Tag zu den am meisten nachgefragten Straßenbahnstrecken in Frankfurt. Obwohl die meisten dieser Reisenden kurz nach der Mainquerung Richtung Universitätsklinikum abbiegen, werden dennoch täglich etwa 10 000 Fahrgäste auf der Strecke in der Gartenstraße zwischen Stresemannallee und Schweizer Straße gezählt.
Für die Zukunft ist der Bau einer Verbindung vom Börneplatz zum Lokalbahnhof über die Alte Brücke in der Diskussion.
| \| \| \| von Altstadt \| \| \| \| \| Innenstadt \| \| \| \| \| Allerheiligentor \| \| \| \| \| Ostend \| \| \| \| \| Ostendstraße \| \| \| \| \| \| \| \| \| \| Richtung Zoo \| \| \| \| \| Zobelstraße \| \| \| \| \| \| \| \| \| \| Ostbahnhof (bis 1992) \| \| \| \| \| Ostbahnhof/Sonnemannstraße \| \| \| \| \| \| \| \| \| \| Ostbahnhof/Honsellstraße \| \| \| \| \| \| \| \| \| \| Osthafenplatz \| \| \| \| \| Schwedlerstraße \| \| \| \| \| zur zentralen Gleiswerkstatt der VGF \| \| \| \| \| Riederhöfe \| \| \| \| \| Richtung Bornheim \| \| \| \| \| Daimlerstraße \| \| \| \| \| Dieselstraße \| \| \| \| \| Fechenheim \| \| \| \| \| \| \| \| \| \| Hugo-Junkers-Straße \| \| \| \| \| Hugo-Junkers-Straße/Schleife \| \| \| \| \| \| \| \| \| \| Cassellastraße \| \| \| \| \| Mainkur Bahnhof \| \| \| \| \| Alt-Fechenheim \| \| \| \| \| Arthur-von-Weinberg-Steg \| \| \| \| \| Schießhüttenstraße \| \| |  |                                           |                                           |
| U-Bahn-Abzweig geradeaus, nach rechts und von rechts |  | von Altstadt                              | von Altstadt                              |
| U-Bahn-Grenze |  | Innenstadt                                | Innenstadt                                |
| U-Bahn-Haltepunkt / Haltestelle |  | Allerheiligentor                          | Allerheiligentor                          |
| U-Bahn-Grenze |  | Ostend                                    | Ostend                                    |
| U-Bahn-Haltepunkt / Haltestelle |  | Ostendstraße                              | Ostendstraße                              |
| U-Bahn-Strecke |  | S · S1 · S2 · S3 · S4 · S5 · S6 · S8 · S9 | S · S1 · S2 · S3 · S4 · S5 · S6 · S8 · S9 |
| U-Bahn-Abzweig geradeaus, nach links und von links |  | Richtung Zoo                              | Richtung Zoo                              |
| U-Bahn-Haltepunkt / Haltestelle |  | Zobelstraße                               | Zobelstraße                               |
| U-Bahn-Abzweig geradeaus und ehemals nach links · U-Bahn-Strecke von rechts (außer Betrieb) |  |                                           |                                           |
| U-Bahn-Strecke · U-Bahn-Haltepunkt / Haltestelle (Strecke außer Betrieb) |  | Ostbahnhof (bis 1992)                     | Ostbahnhof (bis 1992)                     |
| U-Bahn-Haltepunkt / Haltestelle · U-Bahn-Strecke (außer Betrieb) |  | Ostbahnhof/Sonnemannstraße                | Ostbahnhof/Sonnemannstraße                |
| U-Bahn-Abzweig geradeaus und ehemals von links · U-Bahn-Strecke nach rechts (außer Betrieb) |  |                                           |                                           |
| U-Bahn-Haltepunkt / Haltestelle |  | Ostbahnhof/Honsellstraße                  | Ostbahnhof/Honsellstraße                  |
| U-Bahn-Strecke |  | U · S6 · Bahn                             | U · S6 · Bahn                             |
| U-Bahn-Haltepunkt / Haltestelle |  | Osthafenplatz                             | Osthafenplatz                             |
| U-Bahn-Haltepunkt / Haltestelle |  | Schwedlerstraße                           | Schwedlerstraße                           |
| U-Bahn-Abzweig geradeaus und nach links |  | zur zentralen Gleiswerkstatt der VGF      | zur zentralen Gleiswerkstatt der VGF      |
| U-Bahn-Haltepunkt / Haltestelle |  | Riederhöfe                                | Riederhöfe                                |
| U-Bahn-Abzweig geradeaus, nach links und von links |  | Richtung Bornheim                         | Richtung Bornheim                         |
| U-Bahn-Haltepunkt / Haltestelle |  | Daimlerstraße                             | Daimlerstraße                             |
| U-Bahn-Haltepunkt / Haltestelle |  | Dieselstraße                              | Dieselstraße                              |
| U-Bahn-Grenze |  | Fechenheim                                | Fechenheim                                |
| U-Bahn-Strecke von links · U-Bahn-Abzweig geradeaus und nach rechts |  |                                           |                                           |
| U-Bahn-Strecke · U-Bahn-Haltepunkt / Haltestelle |  | Hugo-Junkers-Straße                       | Hugo-Junkers-Straße                       |
| U-Bahn-Bahnhof · U-Bahn-Strecke |  | Hugo-Junkers-Straße/Schleife              | Hugo-Junkers-Straße/Schleife              |
| U-Bahn-Strecke nach links · U-Bahn-Abzweig geradeaus und nach rechts |  |                                           |                                           |
| U-Bahn-Haltepunkt / Haltestelle |  | Cassellastraße                            | Cassellastraße                            |
| U-Bahn-Haltepunkt / Haltestelle |  | Mainkur Bahnhof                           | Mainkur Bahnhof                           |
| U-Bahn-Haltepunkt / Haltestelle |  | Alt-Fechenheim                            | Alt-Fechenheim                            |
| U-Bahn-Haltepunkt / Haltestelle |  | Arthur-von-Weinberg-Steg                  | Arthur-von-Weinberg-Steg                  |
| U-Bahn-Kopfbahnhof Streckenende |  | Schießhüttenstraße                        | Schießhüttenstraße                        |

### Hanauer Landstraße und Fechenheim (11, 12)

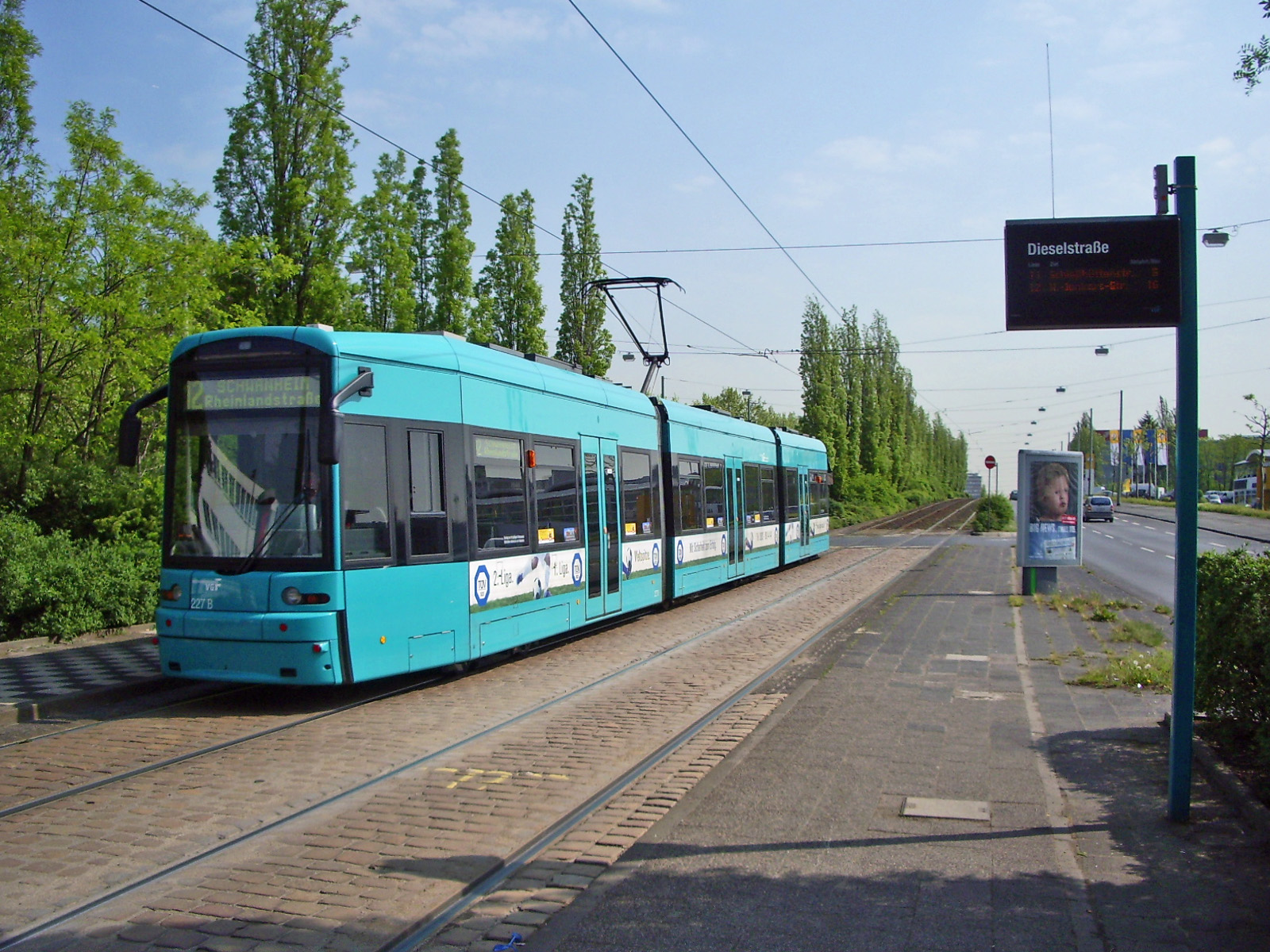
S-Wagen 227 an der Haltestelle „Dieselstraße“ (Hanauer Landstraße)

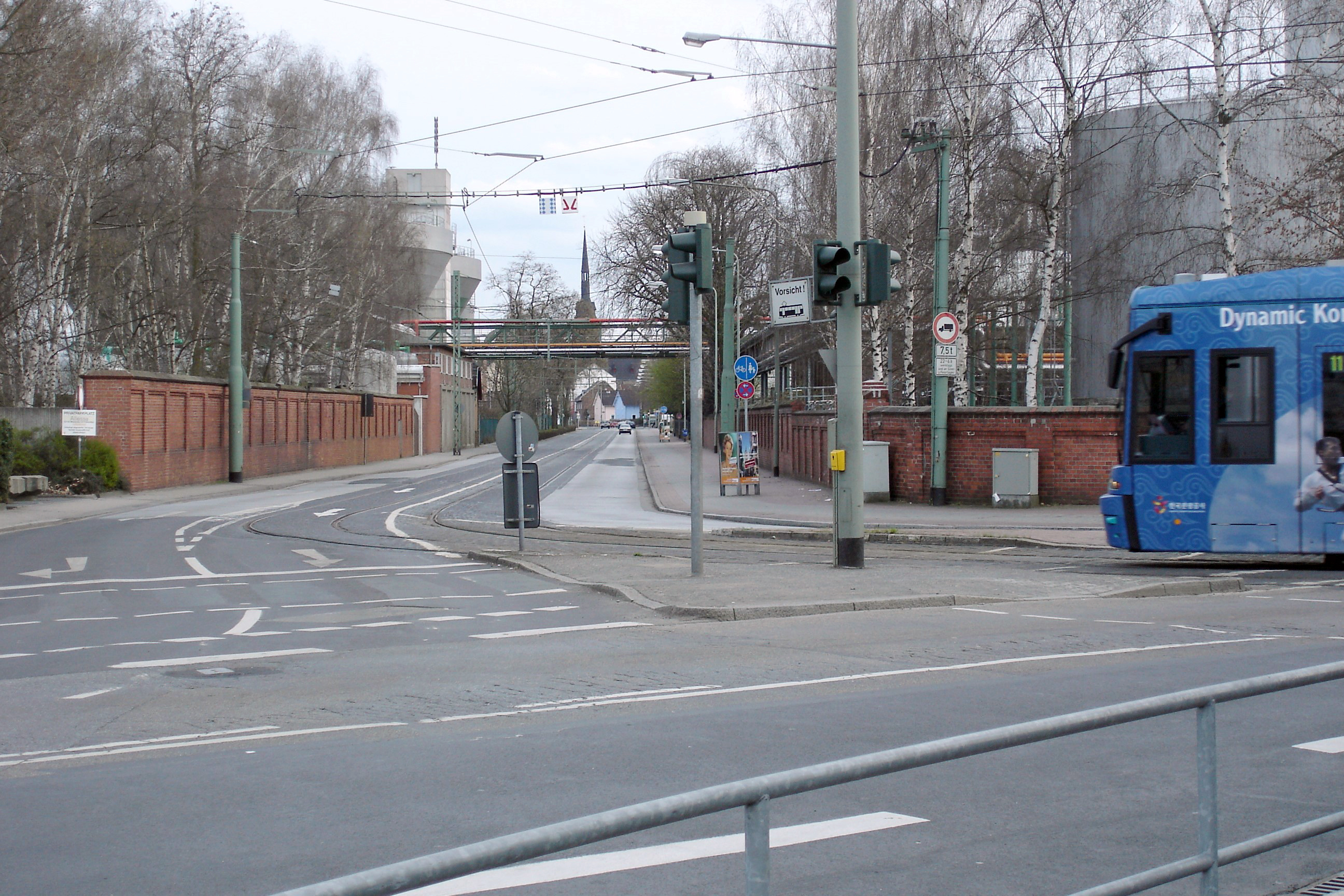
Abzweig der Linie 11, am Mainkurkreisel, Hanauer Landstraße – Alt-Fechenheim

Die über sieben Kilometer lange Straßenbahnstrecke in der Hanauer Landstraße ist die Hauptverbindung von Fechenheim in die Frankfurter Innenstadt. Sie wird von der Linie 11 nahezu komplett und von der Linie 12 zwischen Ratswegkreisel und der Wendeschleife Hugo-Junkers-Straße befahren. Die Gesamtfahrtzeit beträgt 22 Minuten.
Bereits 1875 existierte eine Pferdebahnstrecke zum Hanauer Bahnhof an der Hanauer Landstraße/Ecke Zobelstraße, die allerdings weiter nördlich über die Zeil und am Zoo vorbei führte.
Der erste Abschnitt des heutigen Streckenverlaufs wurde 1906 als Fortsetzung der Altstadtstrecke durch das dicht bebaute Gründerzeitviertel Ostend entlang der Hanauer Landstraße gebaut. 1910 wurde die Strecke um einen großen Abschnitt verlängert und führt seitdem weiter über die Hanauer Landstraße durch das industriell geprägte östliche Ostend nördlich des Frankfurter Osthafens bis zu den Riederhöfen.
Hier zweigt eine Strecke nach Bornheim über den Ratsweg ab, auch die Zentrale Gleiswerkstatt der VGF befindet sich am Ratsweg. Im Oktober 1928, also kurz nach der Eingemeindung von Fechenheim, bekam auch dieser neue Stadtteil einen Straßenbahnanschluss. Die Strecke wurde dazu über den östlichen Abschnitt der Hanauer Landstraße verlängert. Am Bahnhof Mainkur verlässt sie die Landstraße und biegt in einer engen Kurve in den Ortskern Fechenheims ab. Ab dort verläuft sie dann größtenteils neben einem Fußweg nahe dem Ufer des Mainbogens entlang und erreicht die Endhaltestelle „Schießhüttenstraße“ am Fechenheimer Friedhof. Dort befand sich früher ein Gleisdreieck mit einer in Frankfurt einmaligen Gleisverschlingung, das 2001 durch eine eingleisige Wendeanlage für Zweirichtungswagen ersetzt wurde.

#### Streckensituation am Ostbahnhof
Im Jahr 1992 wurde die Haltestelle mit Schleife und Abstellgleis am Ostbahnhof stillgelegt. Diese Stilllegung sollte nach den damaligen Vorstellungen nur vorübergehend sein, bis die umfangreiche Neugestaltung des Danziger Platzes abgeschlossen sei. Danach sollte die Straßenbahn in veränderter Form wieder zurückkehren. Um den Straßenbahnbetrieb der Linie 11 nicht unterbrechen zu müssen, wurden in der Hanauer Landstraße neue Streckengleise errichtet und die alten Gleisverbindungen vom Netz abgetrennt, folglich war die Haltestelle „Ostbahnhof“ etwas vom eigentlichen Bahnhof entfernt.
Im Juni 2002 – drei Monate nach dem Kauf des Areals um die Großmarkthalle durch die Europäische Zentralbank – beschloss die Stadtverordnetenversammlung, die Straßenbahn unabhängig von der Neugestaltung dauerhaft auf ihrer gegenwärtigen Strecke zu belassen. Zum einen liegt die verlegte Haltestelle „Ostbahnhof“ näher am zukünftigen Sitz der Europäischen Zentralbank an der Großmarkthalle, zum anderen bestanden Bedenken, dass die Straßenbahn den übrigen Verkehr auf der Hanauer Landstraße behindern könnte. Stattdessen entstand nach dem Ende der Erweiterungsarbeiten an der U-Bahn-Station Ostbahnhof eine neue Straßenbahnhaltestelle in Höhe der Honsellstraße, um die Umsteigewege zwischen der Linie 11, der U6, der geplanten Nordmainischen S-Bahn und den Regionalzügen zu verkürzen. Während die neue Haltestelle den Namen „Ostbahnhof/Honsellstraße“ erhielt, wurde die verlegte Haltestelle in „Ostbahnhof/Sonnemannstraße“ umbenannt.

Häuser der Siedlung in der Wittelsbacherallee mit Straßenbahn-Strecke in der Mitte der Allee

| \| \| \| von Altstadt \| \| \| \| \| Richtung Sachsenhausen \| \| \| \| \| Allerheiligentor \| \| \| \| \| 1985 stillgelegt \| \| \| \| \| Friedberger Anlage \| \| \| \| \| Ostend \| \| \| \| \| Ostendstraße \| \| \| \| \| Richtung Fechenheim \| \| \| \| \| vom Röderbergweg (1985 stillgelegt) \| \| \| \| \| Zoo \| \| \| \| \| \| \| \| \| \| Wendeschleife („Zooschleife“) \| \| \| \| \| Waldschmidtstraße \| \| \| \| \| Habsburger-/Wittelsbacherallee \| \| \| \| \| Bornheim \| \| \| \| \| Freiligrathstraße \| \| \| \| \| Saalburg-/Wittelsbacherallee \| \| \| \| \| Nordend – Fechenheim \| \| \| \| \| Wendeschleife \| \| \| \| \| Ernst-May-Platz (Bornh. Hang) \| \| |  |                                     |                                     |
| U-Bahn-Strecke |  | von Altstadt                        | von Altstadt                        |
| U-Bahn-Abzweig geradeaus, nach rechts und von rechts |  | Richtung Sachsenhausen              | Richtung Sachsenhausen              |
| U-Bahn-Haltepunkt / Haltestelle |  | Allerheiligentor                    | Allerheiligentor                    |
| U-Bahn-Abzweig geradeaus und ehemals nach links · U-Bahn-Strecke von rechts (außer Betrieb) |  | 1985 stillgelegt                    | 1985 stillgelegt                    |
| U-Bahn-Strecke · U-Bahn-Haltepunkt / Haltestelle (Strecke außer Betrieb) |  | Friedberger Anlage                  | Friedberger Anlage                  |
| U-Bahn-Grenze · U-Bahn-Grenze (Strecke außer Betrieb) |  | Ostend                              | Ostend                              |
| U-Bahn-Haltepunkt / Haltestelle · U-Bahn-Strecke (außer Betrieb) |  | Ostendstraße                        | Ostendstraße                        |
| U-Bahn-Abzweig geradeaus, nach rechts und von rechts · U-Bahn-Strecke (außer Betrieb) |  | Richtung Fechenheim                 | Richtung Fechenheim                 |
| U-Bahn-Abzweig geradeaus und ehemals von rechts · U-Bahn-Strecke (außer Betrieb) |  | vom Röderbergweg (1985 stillgelegt) | vom Röderbergweg (1985 stillgelegt) |
| U-Bahn-Haltepunkt / Haltestelle · U-Bahn-Haltepunkt / Haltestelle (Strecke außer Betrieb) |  | Zoo                                 | Zoo                                 |
| U-Bahn-Abzweig geradeaus, ehemals nach links und ehemals von links · U-Bahn-Strecke nach rechts (außer Betrieb) |  |                                     |                                     |
| |  | Wendeschleife („Zooschleife“)       |                                     |
| U-Bahn-Haltepunkt / Haltestelle |  | Waldschmidtstraße                   | Waldschmidtstraße                   |
| U-Bahn-Haltepunkt / Haltestelle |  | Habsburger-/Wittelsbacherallee      | Habsburger-/Wittelsbacherallee      |
| U-Bahn-Grenze |  | Bornheim                            | Bornheim                            |
| U-Bahn-Haltepunkt / Haltestelle |  | Freiligrathstraße                   | Freiligrathstraße                   |
| U-Bahn-Haltepunkt / Haltestelle |  | Saalburg-/Wittelsbacherallee        | Saalburg-/Wittelsbacherallee        |
| U-Bahn-Kreuzung links und rechts |  | Nordend – Fechenheim                | Nordend – Fechenheim                |
| U-Bahn-Abzweig geradeaus und nach links · U-Bahn-Strecke von rechts |  | Wendeschleife                       | Wendeschleife                       |
| U-Bahn-Bahnhof links · U-Bahn-Bahnhof rechts |  | Ernst-May-Platz (Bornh. Hang)       | Ernst-May-Platz (Bornh. Hang)       |

### Wittelsbacherallee (14)
In der Wittelsbacherallee und in der zu ihr parallelen Rhönstraße wurden am selben Tag im Jahr 1908 Straßenbahnlinien eröffnet. Die Strecke der Wittelsbacherallee endete zunächst an der Bornheimer Landwehr. 1913 wurden die Gleise in der Rhönstraße bis zum Röderbergweg weitergebaut. Die Verlängerung von der Bornheimer Landwehr bis zur Inheidener Straße in der bis 1930 erbauten May-Siedlung am Bornheimer Hang folgte 1931. Bereits ein Jahr zuvor verkehrte dort erstmals die Linie 15. Sie fuhr von der Inheidener Straße aus rund fünfzig Jahre lang zum Stadion.
Im Jahr 1985 wurde die Parallelstrecke in der Rhönstraße wegen des U-Bahn-Baus Richtung Enkheim stillgelegt und die dort verkehrende Linie 13 ganz eingestellt. Die vorher über die Altstadtstrecke nur bis zum Hauptbahnhof führende Linie 15 wurde bis zum ehemaligen Endpunkt Stadion der 13 verlängert. Kurz darauf wurden der Linienweg der 15 begradigt und die zuvor von ihr befahrenen Strecken vom Börneplatz über die Rechneigrabenstraße zur Lange Straße sowie vom Allerheiligentor über die Friedberger Anlage zum Zoo eingestellt. Der zuerst genannte der beiden Abschnitte blieb noch einige Jahre lang Betriebsstrecke.
Die Stilllegungswelle gipfelte im Jahr 1986 mit einem großen Schritt in Richtung der damals angestrebten schienenfreien Innenstadt. Im Rahmen dieses Konzeptes sollten „die Straßenbahn- und Bus-Linien […] neben ihren Erschließungs- und Verbindungsaufgaben in den äußeren Stadtbereichen […] auch die wichtige Zubringerfunktion zu den Schnellbahnen übernehmen.“ Ein besonders gutes Beispiel für die Umwandlung einer ehemaligen Durchmesserlinie zum reinen Zubringer bietet hier die Strecke durch die Wittelsbacherallee, die nun nicht mehr als Linie 15 über die Altstadtstrecke mit dem Stadion verbunden war, sondern fast ringförmig als Linie 18 über die Hanauer Landstraße nach Enkheim führte. Beide Streckenäste sollten die Fahrgäste zum Zoo transportieren, wo sich damals die Endstation der Stadtbahnlinien U6 und U7 befand.
Im Sommer 1992 erfolgte eine Änderung im Linienweg in Zusammenhang mit der Eröffnung des Streckenastes der Stadtbahnlinie U7 nach Enkheim, der den größten Teil der bisherigen Linie 18 ersetzte. Danach führte die Linie 14 von Neu-Isenburg bis zur Endstation „Inheidener Straße“, die 1997 in „Ernst-May-Platz“ umbenannt wurde. Die reine Zubringerfunktion der Straßenbahn wurde zu einer stadtteileverbindenden Funktion abgemildert. Dennoch erfolgte der Betrieb zunächst nur „probeweise“ wegen der „parallel“ verkehrenden Stadtbahnlinien U4 und U7. Tatsächlich gehört die Strecke in der Wittelsbacherallee mit etwa 1500 täglichen Fahrgästen bis heute zu den am wenigsten genutzten Straßenbahnlinien in Frankfurt.
Seit dem Fahrplanwechsel am 9. Dezember 2018 führt die Linie 14 vom Ernst-May-Platz kommend via Zoo, Altstadtstrecke, Hauptbahnhof und Galluswarte weiter über die Kleyerstraße zur Haltestelle Gustavsburgplatz. Mit dem Fahrplanwechsel am 15. Dezember 2019 wurde die Linie bis zur Station Mönchhofstraße durchgebunden.
| \| \| \| von Altstadtstrecke \| \| \| \| \| Innenstadt \| \| \| \| \| Börneplatz \| \| \| \| \| Richtung Hanauer Landstr. \| \| \| \| \| Konstablerwache \| \| \| \| \| \| \| \| \| \| \| \| \| \| \| Richtung Hauptwache (1986 stillgelegt) \| \| \| \| \| Nordend \| \| \| \| \| Hessendenkmal \| \| \| \| \| Friedberger Platz \| \| \| \| \| Rohrbachstr./Friedberger Landstr. \| \| \| \| \| Verbindung zur \| \| \| \| \| Richtung Gravensteiner Platz \| \| \| \| \| Rothschildallee \| \| \| \| \| Günthersburgpark \| \| \| \| \| Hartmann-Ibach-Straße \| \| \| \| \| Bornheim \| \| \| \| \| \| \| \| \| \| Burgstraße \| \| \| \| \| Prüfling (bis 2007) \| \| \| \| \| \| \| \| \| \| Heidestraße (bis 2003) \| \| \| \| \| Bornheimer Depot (bis 2003) \| \| \| \| \| Bornheim Mitte \| \| \| \| \| Gallus – Ernst-May-Platz \| \| \| \| \| Saalburg-/Wittelsbacherallee \| \| \| \| \| Eissporthalle/Festplatz \| \| \| \| \| Verbindung zur , Betriebshof Ost \| \| \| \| \| Ostend \| \| \| \| \| Richtung Altstadtstrecke \| \| \| \| \| Daimlerstraße \| \| \| \| \| nach Fechenheim \| \| |  |                                           |                                           |
| U-Bahn-Strecke |  | von Altstadtstrecke                       | von Altstadtstrecke                       |
| U-Bahn-Grenze |  | Innenstadt                                | Innenstadt                                |
| U-Bahn-Haltepunkt / Haltestelle |  | Börneplatz                                | Börneplatz                                |
| U-Bahn-Abzweig geradeaus, nach rechts und von rechts |  | Richtung Hanauer Landstr.                 | Richtung Hanauer Landstr.                 |
| U-Bahn-Haltepunkt / Haltestelle · U-Bahn-Kopfbahnhof Streckenanfang (Strecke außer Betrieb) |  | Konstablerwache                           | Konstablerwache                           |
| U-Bahn-Strecke · U-Bahn-Strecke (außer Betrieb) |  | U · S4 · S5 · S6 · S7                     | U · S4 · S5 · S6 · S7                     |
| U-Bahn-Strecke · U-Bahn-Strecke (außer Betrieb) |  | S · S1 · S2 · S3 · S4 · S5 · S6 · S8 · S9 | S · S1 · S2 · S3 · S4 · S5 · S6 · S8 · S9 |
| U-Bahn-Abzweig geradeaus und ehemals von links · U-Bahn-Abzweig quer und nach rechts (Strecke außer Betrieb) |  | Richtung Hauptwache (1986 stillgelegt)    | Richtung Hauptwache (1986 stillgelegt)    |
| U-Bahn-Grenze |  | Nordend                                   | Nordend                                   |
| U-Bahn-Haltepunkt / Haltestelle |  | Hessendenkmal                             | Hessendenkmal                             |
| U-Bahn-Haltepunkt / Haltestelle |  | Friedberger Platz                         | Friedberger Platz                         |
| U-Bahn-Haltepunkt / Haltestelle |  | Rohrbachstr./Friedberger Landstr.         | Rohrbachstr./Friedberger Landstr.         |
| U-Bahn-Abzweig geradeaus und nach links |  | Verbindung zur                            | Verbindung zur                            |
| U-Bahn-Abzweig geradeaus, nach links und von links |  | Richtung Gravensteiner Platz              | Richtung Gravensteiner Platz              |
| U-Bahn-Haltepunkt / Haltestelle |  | Rothschildallee                           | Rothschildallee                           |
| U-Bahn-Haltepunkt / Haltestelle |  | Günthersburgpark                          | Günthersburgpark                          |
| U-Bahn-Bahnhof |  | Hartmann-Ibach-Straße                     | Hartmann-Ibach-Straße                     |
| U-Bahn-Grenze |  | Bornheim                                  | Bornheim                                  |
| U-Bahn-Strecke von links · U-Bahn-Abzweig ehemals geradeaus, nach rechts und ehemals von rechts |  |                                           |                                           |
| U-Bahn-Haltepunkt / Haltestelle · U-Bahn-Haltepunkt / Haltestelle (Strecke außer Betrieb) |  | Burgstraße                                | Burgstraße                                |
| U-Bahn-Strecke · U-Bahn-Haltepunkt / Haltestelle (Strecke außer Betrieb) |  | Prüfling (bis 2007)                       | Prüfling (bis 2007)                       |
| U-Bahn-Strecke nach links · U-Bahn-Kreuzung rechts (Strecken außer Betrieb) · U-Bahn-Strecke von rechts (außer Betrieb) |  |                                           |                                           |
| U-Bahn-Strecke · U-Bahn-Haltepunkt / Haltestelle (Strecke außer Betrieb) |  | Heidestraße (bis 2003)                    | Heidestraße (bis 2003)                    |
| U-Bahn-Strecke · U-Bahn-Betriebs-/Güterbahnhof Streckenende (Strecke außer Betrieb) |  | Bornheimer Depot (bis 2003)               | Bornheimer Depot (bis 2003)               |
| U-Bahn-Haltepunkt / Haltestelle |  | Bornheim Mitte                            | Bornheim Mitte                            |
| U-Bahn-Kreuzung rechts |  | Gallus – Ernst-May-Platz                  | Gallus – Ernst-May-Platz                  |
| U-Bahn-Haltepunkt / Haltestelle |  | Saalburg-/Wittelsbacherallee              | Saalburg-/Wittelsbacherallee              |
| U-Bahn-Haltepunkt / Haltestelle |  | Eissporthalle/Festplatz                   | Eissporthalle/Festplatz                   |
| U-Bahn-Abzweig geradeaus, nach links und von links |  | Verbindung zur , Betriebshof Ost          | Verbindung zur , Betriebshof Ost          |
| U-Bahn-Grenze |  | Ostend                                    | Ostend                                    |
| U-Bahn-Abzweig geradeaus, nach rechts und von rechts |  | Richtung Altstadtstrecke                  | Richtung Altstadtstrecke                  |
| U-Bahn-Haltepunkt / Haltestelle |  | Daimlerstraße                             | Daimlerstraße                             |
| U-Bahn-Strecke |  | nach Fechenheim                           | nach Fechenheim                           |

#### Zooschleife
Ein Kuriosum ist die 1986 in Betrieb genommene eingleisige Wendeschleife am Zoo. Sie diente zunächst nicht dazu, eine Straßenbahn an einer Endstation wenden zu können, sondern war Teil des Linienweges der damals in der Hanauer Landstraße verkehrenden Linien 11 und 14. Die Wagen zweigten an der Zobelstraße von ihrer Strecke ab, fuhren zum Zoo, hielten dort, wendeten, hielten erneut und fuhren zur Hanauer Landstraße zurück und dort weiter auf ihrem Linienweg. Sinn dieser fünf Minuten langen zusätzlichen Fahrstrecke war die Erfüllung ihrer Zubringerfunktion zur Stadtbahnstation Zoo, die von der Straßenbahnlinie 11 V bedient wurde. Für die Wagen der Linie 11 entfielen die Umwegfahrten 1990 mit Eröffnung der auf dem direkten Weg liegenden S-Bahn-Station Ostendstraße. Die Linie 14 führt seit 1992 am Zoo vorbei, ohne dort zu wenden. Die Schleife wird jedoch von den Wagen der Sonderlinie „Ebbelwei-Expreß“ als Anfangs- und Endpunkt des Linienweges zum Wenden genutzt.

### Nordend und Bornheim (12)
1902 wurde die Strecke von der Glauburgstraße zur Rohrbachstraße in Betrieb genommen. Bereits zwei Jahre später wurde sie zum Günthersburgpark verlängert und 1913 bis zum Prüfling. Auf der Strecke vom Hauptbahnhof zum Prüfling verkehrte bereits damals die Linie 12. Sie fuhr allerdings noch über den Oeder Weg. Der andere Endpunkt wurde 1923 zur Mönchhofstraße verlegt, 1940 nach Nied und 1952 nach Höchst. Wegen des U-Bahn-Baus in der Eschersheimer Landstraße wurde 1964 der Abschnitt vom Eschenheimer Tor zur Glauburgstraße über den Oeder Weg stillgelegt. Die Linie 12 fuhr dann über das Scheffeleck. 1971 wurde diese Strecke abgebrochen und durch eine neue Strecke vom Hessendenkmal zur Scheffelstraße und über die neue Friedberger Landstraße ersetzt. Mit Stilllegung der Zeilstrecke wurde 1978 die Strecke vom Goetheplatz zur Schäfergasse über Schillerstraße und Stiftstraße für wenige Jahre wieder in Betrieb genommen. Sie wurde im Zuge des Vorhabens „schienenfreie Innenstadt“ 1986 endgültig stillgelegt und das westliche Ende der Linie 12 zur Konstablerwache zurückgezogen.

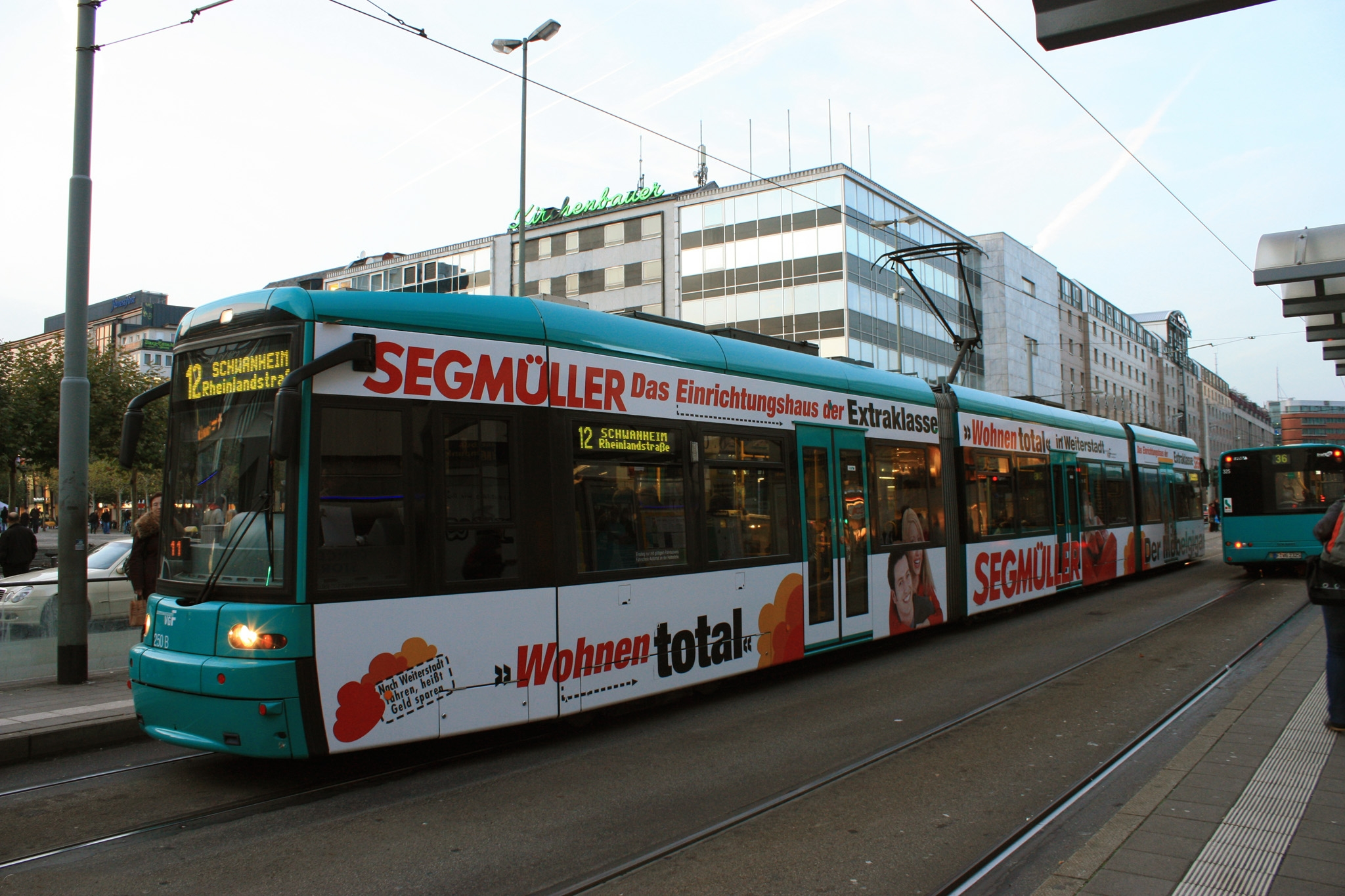
S-Wagen der Linie 12 an der Konstablerwache

Zu diesem Zeitpunkt verkehrten auf dem Streckenabschnitt der heutigen Linie 12 bis zur Haltestelle „Ostpark/Eissporthalle“ Zubringerlinien von Bergen (Linie 20) und Enkheim (Linie 23) zum U-Bahnhof Bornheim Mitte. 1986 wurde der Linienweg der Linie 12 mit dem der bisherigen Linie 20 vereinigt und diese dafür eingestellt. Als 1992 die Strecke nach Bergen stillgelegt wurde, übernahm die Linie 12 dann den Linienweg der Linie 23 nach Enkheim. Wenige Monate später im selben Jahr, nach Eröffnung der U-Bahn-Linie U7 nach Enkheim, wurde das Straßenbahnnetz im Osten Frankfurts neu geordnet. Die Linie 12 führte nun bis zur Hugo-Junkers-Straße, in der Hauptverkehrszeit sogar bis Fechenheim Schießhüttenstraße.
Nach der „Wiederentdeckung der Straßenbahn“ wurde 1999 ein kurzes Verbindungsstück zwischen Konstablerwache und Altstadtstrecke in Betrieb genommen, was die Verlängerung der Linie 12 bis nach Schwanheim ermöglichte. Seit dem 11. Dezember 2011 verkehrt auch die Linie 18 über den Teil der Strecke der Linie 12 vom Börneplatz bis zur Haltestelle „Rohrbachstraße/Friedberger Landstraße“, wo sie in Richtung Preungesheim Ost abzweigt. Auf dem von beiden Linien gemeinsam befahrenen Abschnitt werden über 10 000 Fahrgäste täglich erwartet.
| \| \| \| von der Konstablerwache \| \| \| \| Nordend \| \| \| \| Rohrbachstr./Friedberger Landstr. \| \| \| \| Richtung Bornheim \| \| \| \| Nibelungenplatz \| \| \| \| Münzenberger Straße \| \| \| \| Wasserpark \| \| \| \| Bornheim und Preungesheim \| \| \| \| Friedberger Warte \| \| \| \| Bodenweg \| \| \| \| Preungesheim \| \| \| \| Walter-Kolb-Siedlung \| \| \| \| Alkmenestraße \| \| \| \| Gravensteiner Platz \| |  |                                   |                                   |
| U-Bahn-Strecke |  | von der Konstablerwache           | von der Konstablerwache           |
| U-Bahn-Grenze |  | Nordend                           | Nordend                           |
| U-Bahn-Haltepunkt / Haltestelle |  | Rohrbachstr./Friedberger Landstr. | Rohrbachstr./Friedberger Landstr. |
| U-Bahn-Abzweig geradeaus, nach rechts und von rechts |  | Richtung Bornheim                 | Richtung Bornheim                 |
| U-Bahn-Haltepunkt / Haltestelle |  | Nibelungenplatz                   | Nibelungenplatz                   |
| U-Bahn-Haltepunkt / Haltestelle |  | Münzenberger Straße               | Münzenberger Straße               |
| U-Bahn-Haltepunkt / Haltestelle |  | Wasserpark                        | Wasserpark                        |
| U-Bahn-Grenze |  | Bornheim und Preungesheim         | Bornheim und Preungesheim         |
| U-Bahn-Haltepunkt / Haltestelle |  | Friedberger Warte                 | Friedberger Warte                 |
| U-Bahn-Haltepunkt / Haltestelle |  | Bodenweg                          | Bodenweg                          |
| U-Bahn-Grenze |  | Preungesheim                      | Preungesheim                      |
| U-Bahn-Haltepunkt / Haltestelle |  | Walter-Kolb-Siedlung              | Walter-Kolb-Siedlung              |
| U-Bahn-Haltepunkt / Haltestelle |  | Alkmenestraße                     | Alkmenestraße                     |
| U-Bahn-Kopfbahnhof Streckenende |  | Gravensteiner Platz               | Gravensteiner Platz               |

### Friedberger Landstraße bis Preungesheim Ost (18)
1999 beschloss die Stadtverordnetenversammlung die Einrichtung einer Straßenbahnverbindung von der Konstablerwache zum neuen Wohngebiet Preungesheim Ost. Im Generalverkehrsplan 2004 ist sie als Linie 18 enthalten, ihr südlicher Endpunkt ist am Lokalbahnhof. Hauptbestandteil ist eine 3,5 Kilometer lange zweigleisige Neubaustrecke, die an der Kreuzung Friedberger Landstraße/Glauburgstraße (Haltestelle „Rohrbachstraße/Friedberger Landstraße“) an die bestehende Strecke der Linie 12 anschließt und über die Friedberger Landstraße bis zum Ostrand von Preungesheim führt. In der Nähe ihres Streckenendes erschließt sie die Neubaugebiete Frankfurter Bogen, Preungesheim und Bornheim. Sie umfasst acht neue Haltestellen mit Abständen von 325 bis 620 Metern und Niederflurbahnsteigen. Die Strecke auf der Friedberger Landstraße ist als asphaltierte ÖPNV-Spur ausgeführt und wird von der bis zur Haltestelle „Bodenweg“ parallel verkehrenden Buslinie 30 mitbenutzt. Entlang der Strecke sind Vorrangschaltungen für die Straßenbahn installiert. Die Fahrzeit beträgt 29 Minuten. Die Linie 18 verkehrt bis gegen 20 Uhr im Zehnminutentakt.
Die Betriebsaufnahme war ursprünglich für das Jahr 2006 vorgesehen. Verzögerungen in der Planung, im Ausschreibungsverfahren sowie ein bis zum Oberlandesgericht Frankfurt geführter Rechtsstreit, in dem ein unterlegener Bewerber Einspruch gegen die Vergabe der Bauleistungen eingelegt hatte, führten dazu, dass die Bauarbeiten erst im April 2009 beginnen konnten. Die Verkehrsgesellschaft Frankfurt ging in einer Pressemitteilung zunächst von einer Eröffnung der Neubaustrecke unabhängig vom Fahrplanwechsel im September 2011 aus, schließlich fand die Inbetriebnahme am 11. Dezember 2011 statt.
Mit der neuen Linie 18 werden erstmals Weichenverbindungen genutzt, die zwar schon länger bestehen, aber bisher noch nicht im Linienverkehr befahren wurden: Von der Konstablerwache kommend nach links Richtung Börneplatz/Stoltzestraße und am Allerheiligentor rechts Richtung Hospital zum Heiligen Geist. Diese Weichen wurden bis dahin nur bei Umleitungen oder Störungen befahren.
| \| \| \| \| \| \| \| \| von Sachsenhausen \| \| \| \| \| Bahnhofsviertel \| \| \| \| \| Richtung Pforzheimer Straße \| \| \| \| \| Richtung Altstadt \| \| \| \| \| Hauptbahnhof \| \| \| \| \| \| \| \| \| \| Gallus \| \| \| \| \| „Fußballschleife“ \| \| \| \| \| Platz der Republik \| \| \| \| \| Richtung Gallus , Nied , Höchst \| \| \| \| \| Westend \| \| \| \| \| Hohenstaufenstraße \| \| \| \| \| Festhalle/Messe \| \| \| \| \| \| \| \| \| \| Festhalle/Messe \| \| \| \| \| \| \| \| \| \| Ludwig-Erhard-Anlage \| \| \| \| \| Varrentrappstraße \| \| \| \| \| Bockenheim \| \| \| \| \| Richtung Rebstockbad \| \| \| \| \| Adalbert-/Schloßstraße \| \| \| \| \| Bockenheimer Warte \| \| \| \| \| Westbahnhof \| \| \| \| \| \| \| \| \| \| Kurfürstenplatz (geplant) \| \| \| \| \| Juliusstraße \| \| \| \| \| Betriebsstrecke (rechts) \| \| \| \| \| Schönhof (geplant) \| \| \| \| \| Frauenfriedenskirche \| \| \| \| \| geplante Ringstraßenbahn \| \| \| \| \| Richtung Praunheim, Zentralwerkstatt \| \| \| \| \| Markus-Krankenhaus \| \| \| \| \| Ginnheim \| \| \| \| \| zum Dornbusch (geplante Ringstraßenbahn) \| \| \| \| \| Ginnheim Mitte \| \| \| \| \| U-Bahn-Strecke A zum Nordwestzentrum \| \| \| \| \| Wendeanlage \| \| \| \| \| Waldgasse (bis 1978) \| \| \| \| \| Wendeschleife (bis 1978) \| \| |  |                                                            |                                                            |
| U-Bahn-Strecke |  | 12 · 16 · 17                                               | 12 · 16 · 17                                               |
| U-Bahn-Strecke |  | von Sachsenhausen                                          | von Sachsenhausen                                          |
| U-Bahn-Grenze |  | Bahnhofsviertel                                            | Bahnhofsviertel                                            |
| U-Bahn-Abzweig geradeaus, nach links und von links |  | Richtung Pforzheimer Straße                                | Richtung Pforzheimer Straße                                |
| U-Bahn-Abzweig geradeaus, nach rechts und von rechts |  | Richtung Altstadt                                          | Richtung Altstadt                                          |
| U-Bahn-Bahnhof |  | Hauptbahnhof                                               | Hauptbahnhof                                               |
| U-Bahn-Strecke |  | S · S1 · S2 · S3 · S4 · S4 · S5 · S6 · S7 · S8 · S9 · Bahn | S · S1 · S2 · S3 · S4 · S4 · S5 · S6 · S7 · S8 · S9 · Bahn |
| U-Bahn-Grenze |  | Gallus                                                     | Gallus                                                     |
| U-Bahn-Abzweig geradeaus und nach links · U-Bahn-Strecke von rechts |  | „Fußballschleife“                                          | „Fußballschleife“                                          |
| U-Bahn-Haltepunkt / Haltestelle · U-Bahn-Strecke |  | Platz der Republik                                         | Platz der Republik                                         |
| U-Bahn-Abzweig geradeaus, nach links und von links · U-Bahn-Abzweig quer, nach links und nach rechts |  | Richtung Gallus , Nied , Höchst                            | Richtung Gallus , Nied , Höchst                            |
| U-Bahn-Grenze |  | Westend                                                    | Westend                                                    |
| U-Bahn-Haltepunkt / Haltestelle |  | Hohenstaufenstraße                                         | Hohenstaufenstraße                                         |
| U-Bahn-Haltepunkt / Haltestelle |  | Festhalle/Messe                                            | Festhalle/Messe                                            |
| U-Bahn-Abzweig geradeaus und nach links · U-Bahn-Strecke von rechts |  |                                                            |                                                            |
| U-Bahn-Strecke · U-Bahn-Bahnhof |  | Festhalle/Messe                                            | Festhalle/Messe                                            |
| U-Bahn-Abzweig geradeaus, nach links und von links · U-Bahn-Strecke nach rechts |  |                                                            |                                                            |
| U-Bahn-Haltepunkt / Haltestelle |  | Ludwig-Erhard-Anlage                                       | Ludwig-Erhard-Anlage                                       |
| U-Bahn-Haltepunkt / Haltestelle |  | Varrentrappstraße                                          | Varrentrappstraße                                          |
| U-Bahn-Grenze |  | Bockenheim                                                 | Bockenheim                                                 |
| U-Bahn-Abzweig geradeaus und nach links |  | Richtung Rebstockbad                                       | Richtung Rebstockbad                                       |
| U-Bahn-Haltepunkt / Haltestelle |  | Adalbert-/Schloßstraße                                     | Adalbert-/Schloßstraße                                     |
| U-Bahn-Strecke von links · U-Bahn-Haltepunkt / Haltestelle quer · U-Bahn-Kreuzung links und rechts · U-Bahn-Strecke von rechts |  | Bockenheimer Warte                                         | Bockenheimer Warte                                         |
| U-Bahn-Strecke · U-Bahn-Strecke · U-Bahn-Bahnhof |  | Westbahnhof                                                | Westbahnhof                                                |
| U-Bahn-Strecke · U-Bahn-Abzweig geradeaus und nach links · U-Bahn-Strecke nach rechts |  | Bahn                                                       | Bahn                                                       |
| U-Bahn-Strecke · ehemaliger U-Bahn-Haltepunkt / Haltestelle |  | Kurfürstenplatz (geplant)                                  | Kurfürstenplatz (geplant)                                  |
| U-Bahn-Haltepunkt / Haltestelle · U-Bahn-Strecke |  | Juliusstraße                                               | Juliusstraße                                               |
| U-Bahn-Strecke · U-Bahn-Strecke |  | Betriebsstrecke (rechts)                                   | Betriebsstrecke (rechts)                                   |
| U-Bahn-Strecke · ehemaliger U-Bahn-Haltepunkt / Haltestelle |  | Schönhof (geplant)                                         | Schönhof (geplant)                                         |
| U-Bahn-Haltepunkt / Haltestelle · U-Bahn-Strecke |  | Frauenfriedenskirche                                       | Frauenfriedenskirche                                       |
| U-Bahn-Abzweig geradeaus und ehemals von links · U-Bahn-Strecke quer (außer Betrieb) · U-Bahn-Abzweig geradeaus und ehemals nach rechts |  | geplante Ringstraßenbahn                                   | geplante Ringstraßenbahn                                   |
| U-Bahn-Strecke · U-Bahn-Strecke nach links |  | Richtung Praunheim, Zentralwerkstatt                       | Richtung Praunheim, Zentralwerkstatt                       |
| U-Bahn-Haltepunkt / Haltestelle |  | Markus-Krankenhaus                                         | Markus-Krankenhaus                                         |
| U-Bahn-Grenze |  | Ginnheim                                                   | Ginnheim                                                   |
| U-Bahn-Abzweig geradeaus und ehemals nach rechts |  | zum Dornbusch (geplante Ringstraßenbahn)                   | zum Dornbusch (geplante Ringstraßenbahn)                   |
| U-Bahn-Abzweig ehemals geradeaus und nach links · U-Bahn-Bahnhof quer · U-Bahn-Strecke von rechts |  | Ginnheim Mitte                                             | Ginnheim Mitte                                             |
| U-Bahn-Strecke (außer Betrieb) · U-Bahn-Abzweig geradeaus und nach links |  | U-Bahn-Strecke A zum Nordwestzentrum                       | U-Bahn-Strecke A zum Nordwestzentrum                       |
| U-Bahn-Strecke (außer Betrieb) |  | Wendeanlage                                                | Wendeanlage                                                |
| U-Bahn-Haltepunkt / Haltestelle (Strecke außer Betrieb) |  | Waldgasse (bis 1978)                                       | Waldgasse (bis 1978)                                       |
| |  | Wendeschleife (bis 1978)                                   |                                                            |

### Bockenheim und Ginnheim (16)
Die heutige Strecke vom Hauptbahnhof nach Ginnheim entstand in dieser Form 1986 mit Eröffnung der Stadtbahnstrecke C. Bis dahin befand sich in diesem Bereich ein Netz von Straßenbahnlinien. Die einzig übrig gebliebene Strecke setzt sich aus drei Abschnitten zusammen, die jeweils Teil einer eigenen Strecke waren:
- Der Abschnitt vom Hauptbahnhof bis zur Station „Adalbert-/Schloßstraße“ verlief früher weiter bis Praunheim Brücke. Dort fuhr zuletzt die Linie 18. Der nördlichste Teil dieser Strecke wurde 1985 stillgelegt, der daran anschließende vom Industriehof bis Hausen 1986 in das Stadtbahnnetz integriert und der mittlere im selben Jahr in eine Betriebsstrecke umgewandelt. Letztere soll in Zukunft möglicherweise als Teil der geplanten Ringstraßenbahn wieder im Linienbetrieb genutzt werden.
- Der Abschnitt zwischen Westbahnhof und Bockenheimer Warte ist das letzte Stück der ursprünglich viel befahrenen Strecke der Linien 2 und 6 von der Hauptwache zum Westbahnhof. Im Zuge des U-Bahn-Baus änderten sich die Liniennummern und -wege in den 1970er und 1980er Jahren mehrfach; zuletzt verkehrten dort die Linien 22 und 21. Diese Strecke wurde 1986 bis auf wenige heute erhaltene Meter stillgelegt und durch die neue Stadtbahn-Tunnelstrecke C ersetzt.
- Zudem verkehrte zwischen Hauptwache und Bockenheimer Warte die Linie 3 in Richtung Rödelheim. Diese führte anschließend durch die Leipziger Straße und den Kirchplatz zum Schönhof. Sie war also der direkte Vorläufer der heutigen U-Bahn.
- Auf dem Abschnitt von Ginnheim zur Bockenheimer Warte führte früher die Linie 19 weiter über die Mendelssohnstraße zum Hauptbahnhof. Obwohl die Stadtbahnstrecke C die Verbindung von der Messe über die Mendelssohnstraße zur Bockenheimer Warte nicht ersetzte, wurde dieser Teil 1986 stillgelegt und durch eine Buslinie ersetzt.

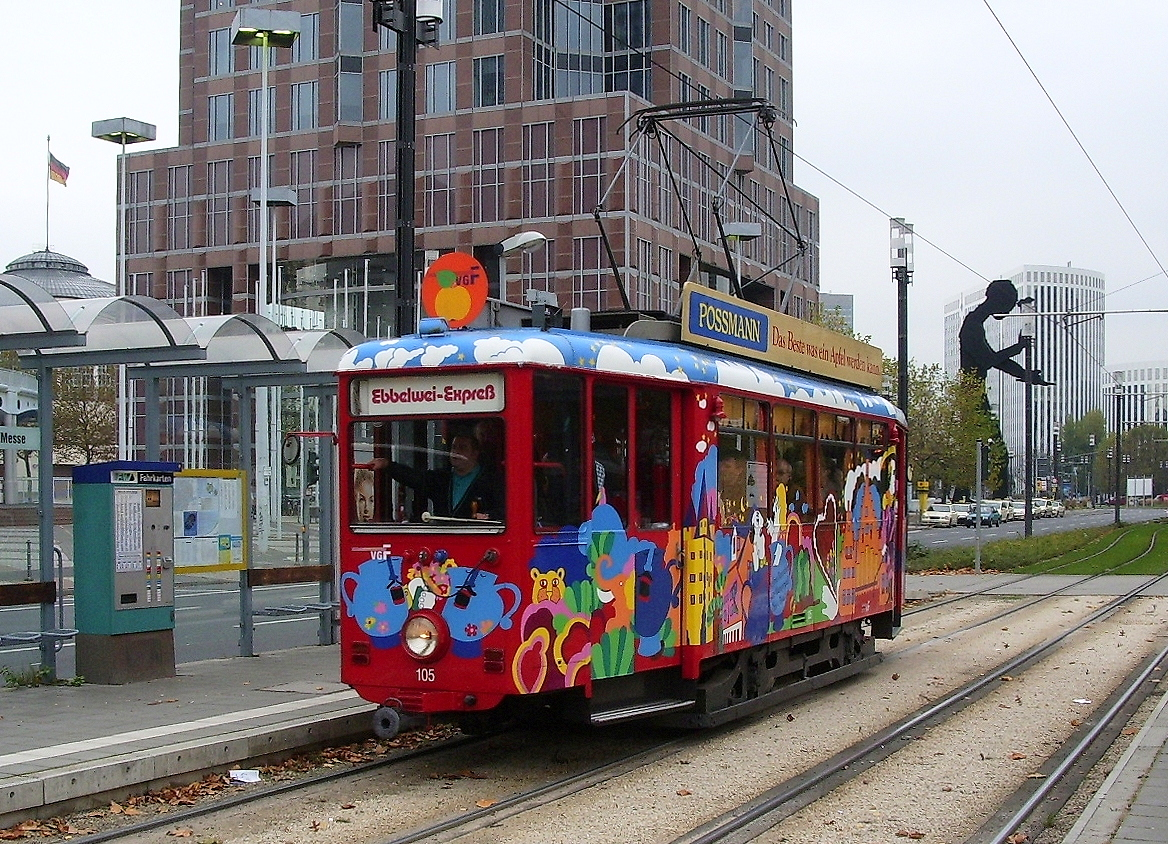
Auch der Ebbelwei-Express fährt zum Messegelände.

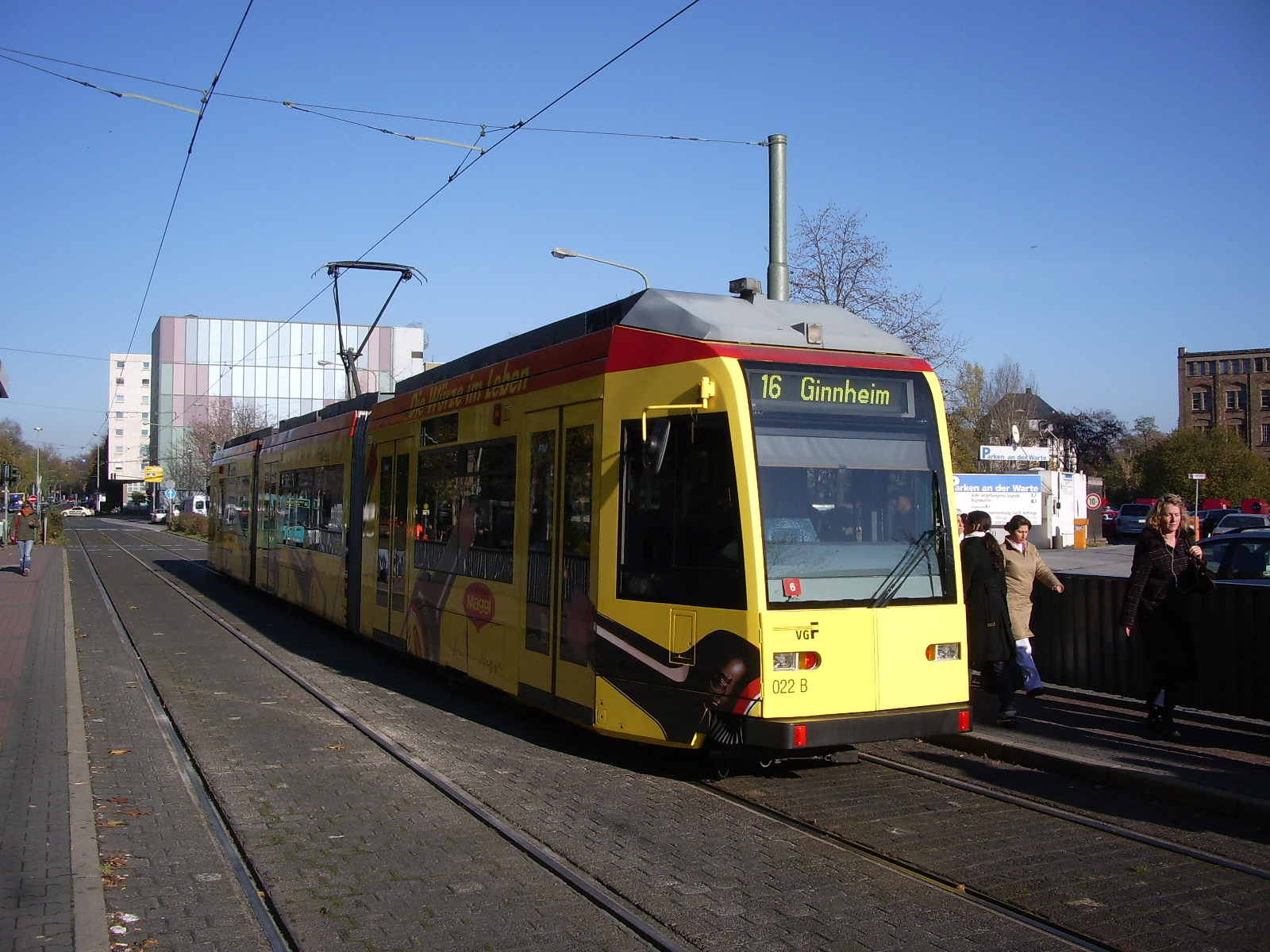
R-Wagen an der Bockenheimer Warte

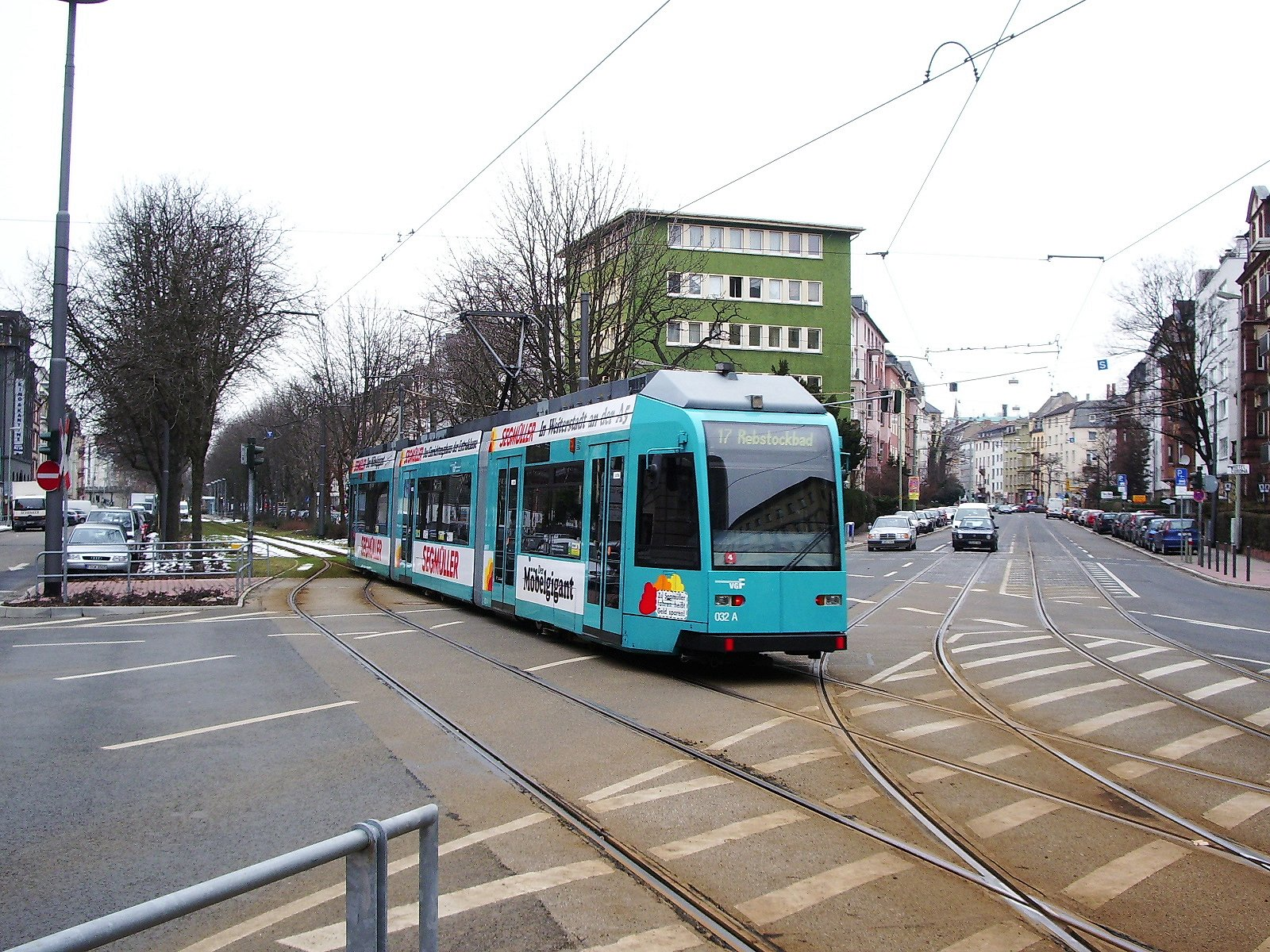
Abzweig: Die Wagen der Linie 17 fährt links über einen zunächst eingleisigen Abschnitt Richtung Rebstock. Die Gleise rechts führen nach Ginnheim.

Zur heutigen Strecke nach Ginnheim gehört ein Stück der allerersten, 1872 eröffneten, Frankfurter Straßenbahnstrecke vom Schönhof zur Hauptwache, dem damaligen Schillerplatz. Die Pferdebahnwagen fuhren dort zunächst über die Schloßstraße, Bockenheimer Warte und den Opernplatz. Ein Abzweig zum Westbahnhof, dem damaligen Bockenheimer Bahnhof, wurde 1896 geschaffen. Direkt als elektrische Strecke wurde 1906 die Verbindung zwischen Haupt- und Westbahnhof über das Messegelände in Betrieb genommen. Die Strecke von der Bockenheimer Warte nach Ginnheim wurde in zwei Abschnitten 1911 und 1914 eröffnet. Die Endstation dort hieß „Waldgasse“.
Die von Ginnheim ausgehende Linie führte bereits seit den 1950er Jahren über den Hauptbahnhof zum Haardtwaldplatz. Diese Linie trug bis 1968 die Nummer 1, danach die 8 und ab 1986 schließlich die Nummer 19, da die niedrigen Liniennummern nach und nach der U-Bahn zugeteilt wurden. 1989 wurde der südliche Linienast der Linie 19 mit dem der Linie 15 getauscht, um nun mit der Linie 19 eine Direktverbindung zwischen den Parkplätzen am Stadion und der Messe anzubieten. Im darauf folgenden Jahr wurde die Linie 19 zur Messe zurückgezogen und stattdessen die Linie 16 von der Messe bis Ginnheim verlängert; dadurch konnten auf der Linie 19 Einrichtungstriebwagen fahren. Die frei werdenden Zweirichtungsfahrzeuge wurden für die Strecke nach Enkheim benötigt, wo die Wendeschleife wegen des Stadtbahnbaus 1991 entfiel.
Gemäß dem Nahverkehrsplan von 1997 sollte mit Verlängerung der Stadtbahnlinie U4 vom Hauptbahnhof über die Messe zur Bockenheimer Warte die Straßenbahnlinie 16 nur noch zwischen Offenbach Stadtgrenze und Frankfurt Hauptbahnhof verkehren. Später hätte sie dann ins Rebstockgebiet verlängert werden sollen. Für die verbleibende Strecke von Ginnheim zum Westbahnhof war ein Inselbetrieb vorgesehen, der – fernab der übrigen Straßenbahnstrecken – als Zubringer zur U-Bahn an der Bockenheimer Warte dienen sollte. Berechnungen der zu erwartenden Fahrgastzahl führten jedoch letztlich zu einer anderen Entscheidung: Mit Eröffnung der U4-Verlängerung 2001 entfiel lediglich die Linie 19; die 16 blieb in der bisherigen Form bestehen. Seit der Eröffnung der Rebstockstrecke 2003 verkehrt zusätzlich die Linie 17 auf dem gemeinsamen Abschnitt zwischen Hauptbahnhof und Varrentrappstraße.
In Ginnheim existierte noch eine weitere Strecke, die mit der ersten gleismäßig nicht verbunden war. Sie führte von der früheren Schule durch die Raimundstraße zum Dornbusch, wo sie auf die Eschersheimer Landstraße mündete. Diese wurde von der Linie 17 befahren, die anschließend über Reuterweg – Platz der Republik – Hauptbahnhof in die Gutleutstraße fuhr. An der Endstelle „Ginnheim (Schule)“ wurden die beiden Gleise mit einer Weiche zusammengeführt. Nachdem der Triebwagen umgesetzt hatte, wurde der Beiwagen in das im Gefälle liegende Stumpfgleis ablaufen gelassen und dann dort von dem Triebwagen abgeholt.
| \| \| \| von Hauptbahnhof \| \| \| \| Westend \| \| \| \| Varrentrappstraße \| \| \| \| Richtung Ginnheim \| \| \| \| Bockenheim \| \| \| \| Nauheimer Str. \| \| \| \| Kuhwaldstr. \| \| \| \| An der Dammheide \| \| \| \| Leonardo-da-Vinci-Allee \| \| \| \| Rebstockbad \| |  |                         |                         |
| U-Bahn-Strecke |  | von Hauptbahnhof        | von Hauptbahnhof        |
| U-Bahn-Grenze |  | Westend                 | Westend                 |
| U-Bahn-Haltepunkt / Haltestelle |  | Varrentrappstraße       | Varrentrappstraße       |
| U-Bahn-Abzweig geradeaus und nach rechts |  | Richtung Ginnheim       | Richtung Ginnheim       |
| U-Bahn-Grenze |  | Bockenheim              | Bockenheim              |
| U-Bahn-Haltepunkt / Haltestelle |  | Nauheimer Str.          | Nauheimer Str.          |
| U-Bahn-Haltepunkt / Haltestelle |  | Kuhwaldstr.             | Kuhwaldstr.             |
| U-Bahn-Haltepunkt / Haltestelle |  | An der Dammheide        | An der Dammheide        |
| U-Bahn-Haltepunkt / Haltestelle |  | Leonardo-da-Vinci-Allee | Leonardo-da-Vinci-Allee |
| U-Bahn-Kopfbahnhof Streckenende |  | Rebstockbad             | Rebstockbad             |

### Rebstockstrecke (17)

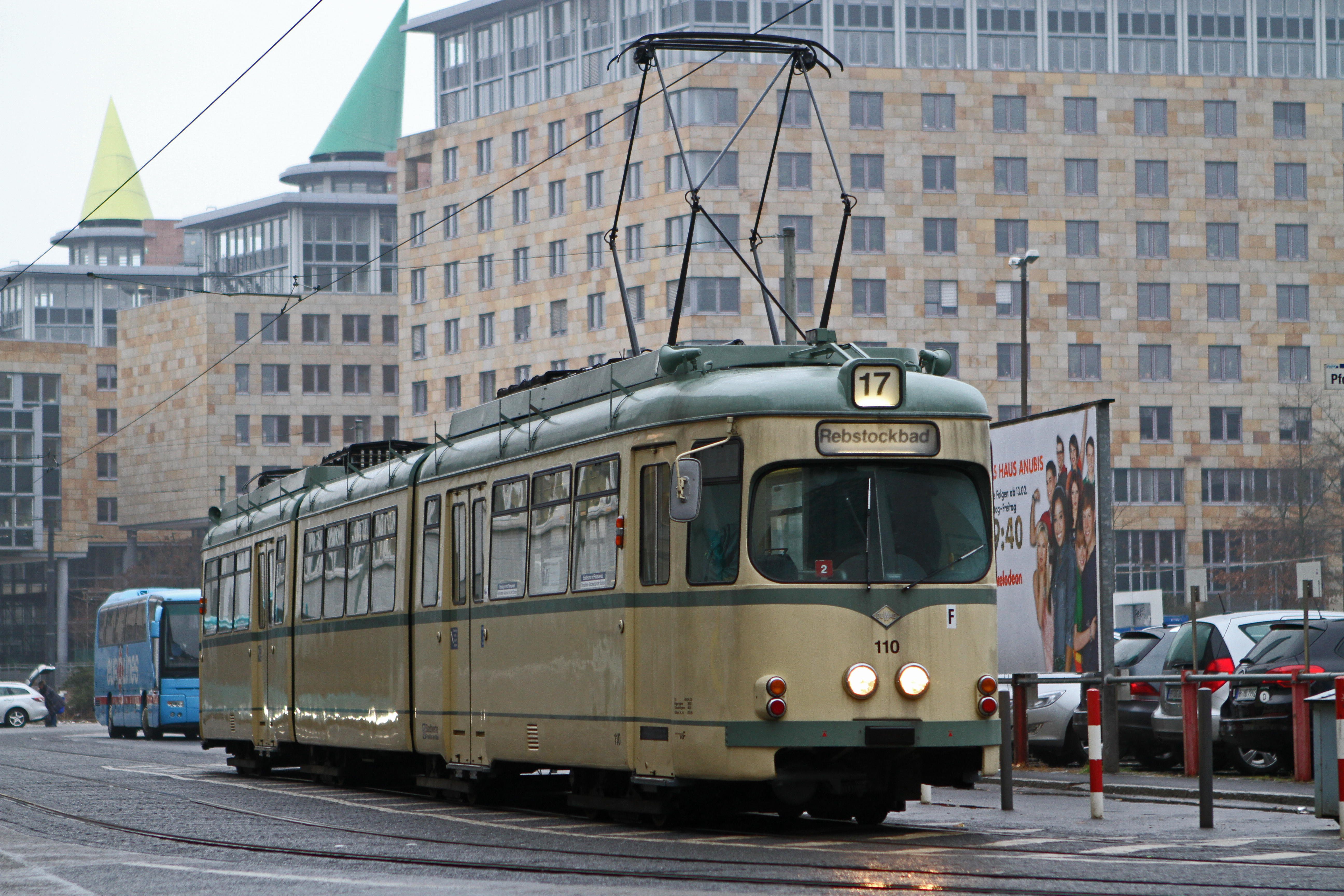
Endhaltestelle „Pforzheimer Straße / Hauptbahnhof Südseite“ mit dem restaurierten O-Wagen im Fahrgastbetrieb auf der Linie 17 zum Rebstockbad

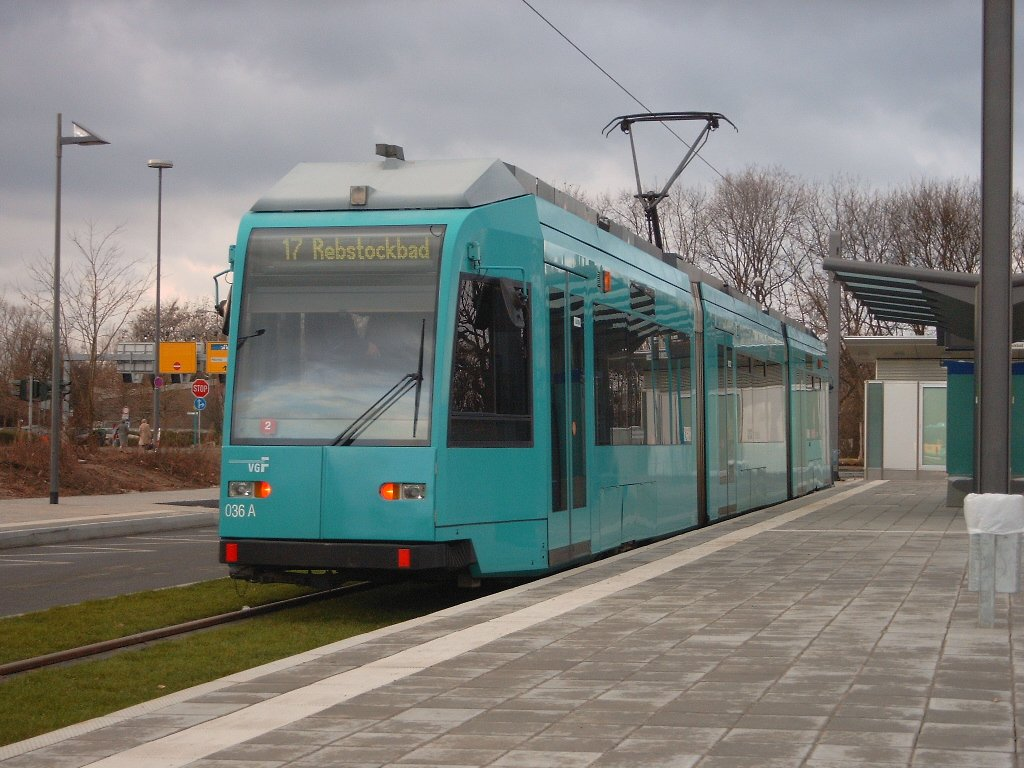
Endhaltestelle „Rebstockbad“

Auf der Rebstockstraßenbahn konnten im November 2003 erstmals Probefahrten stattfinden. Die Strecke wurde am 13. Dezember 2003 eingeweiht. Ursprünglich sollte das neu entstehende Stadtquartier am Rebstock per U-Bahn erschlossen werden. Vor allem wegen der hohen Kosten wurde dieser Plan jedoch verworfen. Zudem konnte mit der Straßenbahn auch das Gewerbegebiet „City West“ miterschlossen werden. Eine U-Bahn hätte dieses umfahren.
Die Bauarbeiten sollten ursprünglich bereits 2002 abgeschlossen werden, verzögerten sich aber wegen Altlastbeständen im Erdreich der Friedrich-Ebert-Anlage. Die Strecke zweigt an der Straßenkreuzung Hamburger Allee/Schloßstraße/Varrentrappstraße von der Ginnheimer Straßenbahnstrecke ab und führt eingleisig durch den begrünten Mittelstreifen der Hamburger Allee nach Nordwesten. Diese Bauweise wurde gewählt, da eine Bürgerinitiative die Erhaltung eines Großteils der Alleebäume durchgesetzt hatte. Die Rodungsarbeiten der betroffenen Bäume erfolgten teilweise unter Polizeischutz. An der Haltestelle „Nauheimer Straße“ in der Nähe des Westbahnhofs biegt die Strecke dann unter der Hochbahn nach Westen ab und führt dort durch die Voltastraße, die Hauptstraße der City West. Hier wurden zum ersten Mal in Frankfurt die außenliegenden Spuren des Individualverkehrs angehoben, um so einen barrierefreien Fahrgastwechsel zu ermöglichen.
Hinter dem Katharinenkreisel, der von der Straßenbahn durchquert wird, beginnt der zweite Bauabschnitt im Rebstockviertel am westlichen Rand der Kuhwaldsiedlung. Die Leonardo-da-Vinci-Allee wurde zusammen mit dem Rasengleiskörper der Straßenbahn gebaut. Am Rebstockbad entstand die zweigleisige Endstation mit zwei einfachen Gleiswechseln. Eine Wendeschleife wurde nicht gebaut, da auf der Strecke nur Zweirichtungsfahrzeuge eingesetzt werden.
| \| \| \| \| \| \| \| \| von Sachsenhausen \| \| \| \| \| Bahnhofsviertel \| \| \| \| \| Richtung Pforzheimer Straße \| \| \| \| \| Richtung Altstadt \| \| \| \| \| Hauptbahnhof \| \| \| \| \| \| \| \| \| \| Gallus \| \| \| \| \| „Fußballschleife“ \| \| \| \| \| Platz der Republik \| \| \| \| \| Richtung Ginnheim, Rebstock \| \| \| \| \| \| \| \| \| \| Güterplatz \| \| \| \| \| Speyerer Straße \| \| \| \| \| Galluswarte \| \| \| \| \| Abzweig Kleyerstraße \| \| \| \| \| Kriegkstraße \| \| \| \| \| Schwalbacher Straße \| \| \| \| \| Galluspark \| \| \| \| \| Ordnungsamt \| \| \| \| \| Gustavsburgplatz \| \| \| \| \| \| \| \| \| \| Rebstöcker Straße \| \| \| \| \| Wickerer Straße \| \| \| \| \| Mönchhofstraße \| \| \| \| \| Wendeschleife (bis 2006) \| \| \| \| \| Wendegleis \| \| \| \| \| Griesheim \| \| \| \| \| Waldschulstraße \| \| \| \| \| nach Griesheim Bahnhof (bis 1978) \| \| \| \| \| Linnegraben \| \| \| \| \| Jägerallee \| \| \| \| \| Nied \| \| \| \| \| Birminghamstraße \| \| \| \| \| Luthmerstraße \| \| \| \| \| Nied Kirche \| \| \| \| \| Wendeschleife \| \| \| \| \| Nidda \| \| \| \| \| Tillystraße \| \| \| \| \| Höchst \| \| \| \| \| \| \| \| \| \| Bolongaropalast \| \| \| \| \| Höchst Zuckschwerdtstraße \| \| |  |                                                       |                                                       |
| U-Bahn-Strecke |  | 12 · 16 · 17                                          | 12 · 16 · 17                                          |
| U-Bahn-Strecke |  | von Sachsenhausen                                     | von Sachsenhausen                                     |
| U-Bahn-Grenze |  | Bahnhofsviertel                                       | Bahnhofsviertel                                       |
| U-Bahn-Abzweig geradeaus, nach links und von links |  | Richtung Pforzheimer Straße                           | Richtung Pforzheimer Straße                           |
| U-Bahn-Abzweig geradeaus, nach rechts und von rechts |  | Richtung Altstadt                                     | Richtung Altstadt                                     |
| U-Bahn-Bahnhof |  | Hauptbahnhof                                          | Hauptbahnhof                                          |
| U-Bahn-Strecke |  | S · S1 · S2 · S3 · S4 · S5 · S6 · S7 · S8 · S9 · Bahn | S · S1 · S2 · S3 · S4 · S5 · S6 · S7 · S8 · S9 · Bahn |
| U-Bahn-Grenze |  | Gallus                                                | Gallus                                                |
| U-Bahn-Abzweig geradeaus und nach links · U-Bahn-Strecke von rechts |  | „Fußballschleife“                                     | „Fußballschleife“                                     |
| U-Bahn-Haltepunkt / Haltestelle · U-Bahn-Strecke |  | Platz der Republik                                    | Platz der Republik                                    |
| U-Bahn-Abzweig geradeaus, nach rechts und von rechts · U-Bahn-Strecke |  | Richtung Ginnheim, Rebstock                           | Richtung Ginnheim, Rebstock                           |
| U-Bahn-Abzweig geradeaus, nach links und von links · U-Bahn-Strecke nach rechts |  |                                                       |                                                       |
| U-Bahn-Haltepunkt / Haltestelle |  | Güterplatz                                            | Güterplatz                                            |
| U-Bahn-Haltepunkt / Haltestelle |  | Speyerer Straße                                       | Speyerer Straße                                       |
| U-Bahn-Haltepunkt / Haltestelle |  | Galluswarte                                           | Galluswarte                                           |
| U-Bahn-Abzweig geradeaus und nach links · U-Bahn-Strecke von rechts |  | Abzweig Kleyerstraße                                  | Abzweig Kleyerstraße                                  |
| U-Bahn-Strecke · U-Bahn-Haltepunkt / Haltestelle |  | Kriegkstraße                                          | Kriegkstraße                                          |
| U-Bahn-Haltepunkt / Haltestelle · U-Bahn-Strecke |  | Schwalbacher Straße                                   | Schwalbacher Straße                                   |
| U-Bahn-Strecke · U-Bahn-Haltepunkt / Haltestelle |  | Galluspark                                            | Galluspark                                            |
| U-Bahn-Strecke · U-Bahn-Haltepunkt / Haltestelle |  | Ordnungsamt                                           | Ordnungsamt                                           |
| U-Bahn-Strecke · U-Bahn-Haltepunkt / Haltestelle |  | Gustavsburgplatz                                      | Gustavsburgplatz                                      |
| U-Bahn-Abzweig geradeaus, nach links und von links · U-Bahn-Strecke nach rechts |  |                                                       |                                                       |
| U-Bahn-Haltepunkt / Haltestelle |  | Rebstöcker Straße                                     | Rebstöcker Straße                                     |
| U-Bahn-Haltepunkt / Haltestelle |  | Wickerer Straße                                       | Wickerer Straße                                       |
| U-Bahn-Bahnhof |  | Mönchhofstraße                                        | Mönchhofstraße                                        |
| |  | Wendeschleife (bis 2006)                              |                                                       |
| |  | Wendegleis                                            |                                                       |
| U-Bahn-Grenze |  | Griesheim                                             | Griesheim                                             |
| U-Bahn-Haltepunkt / Haltestelle |  | Waldschulstraße                                       | Waldschulstraße                                       |
| U-Bahn-Abzweig geradeaus und ehemals nach links |  | nach Griesheim Bahnhof (bis 1978)                     | nach Griesheim Bahnhof (bis 1978)                     |
| U-Bahn-Haltepunkt / Haltestelle |  | Linnegraben                                           | Linnegraben                                           |
| U-Bahn-Haltepunkt / Haltestelle |  | Jägerallee                                            | Jägerallee                                            |
| U-Bahn-Grenze |  | Nied                                                  | Nied                                                  |
| U-Bahn-Haltepunkt / Haltestelle |  | Birminghamstraße                                      | Birminghamstraße                                      |
| U-Bahn-Haltepunkt / Haltestelle |  | Luthmerstraße                                         | Luthmerstraße                                         |
| U-Bahn-Bahnhof |  | Nied Kirche                                           | Nied Kirche                                           |
| |  | Wendeschleife                                         |                                                       |
| U-Bahn-Brücke über Wasserlauf |  | Nidda                                                 | Nidda                                                 |
| U-Bahn-Haltepunkt / Haltestelle |  | Tillystraße                                           | Tillystraße                                           |
| U-Bahn-Grenze |  | Höchst                                                | Höchst                                                |
| U-Bahn-Abzweig geradeaus und nach links · U-Bahn-Strecke von rechts |  |                                                       |                                                       |
| U-Bahn-Strecke · U-Bahn-Bahnhof |  | Bolongaropalast                                       | Bolongaropalast                                       |
| U-Bahn-Bahnhof links · U-Bahn-Bahnhof rechts |  | Höchst Zuckschwerdtstraße                             | Höchst Zuckschwerdtstraße                             |

### Mainzer Landstraße (11, 14, 21)
Die Straßenbahnstrecke in der Mainzer Landstraße wurde am 20. August 1895 in Betrieb genommen. Die Strecke führte zunächst nur bis zur Galluswarte und wurde von Akkumulator-Straßenbahnwagen der Firma Pollak befahren. Richtung Innenstadt war sie über den Abzweig Platz der Republik durch die Bahnstraße (heute Düsseldorfer Straße) an den damals noch neuen Hauptbahnhof angebunden. Die Fortsetzung in Richtung Taunusanlage/Reuterweg wurde im selben Jahr durch die Pferdetrambahn erschlossen. Eine erste Erweiterung nach Westen erfolgte 1902 zur Haltestelle Rebstöcker Straße im Gallusviertel. Ab 1905 fuhren dann erstmals Straßenbahnwagen der Linie 11 auf dieser Strecke.

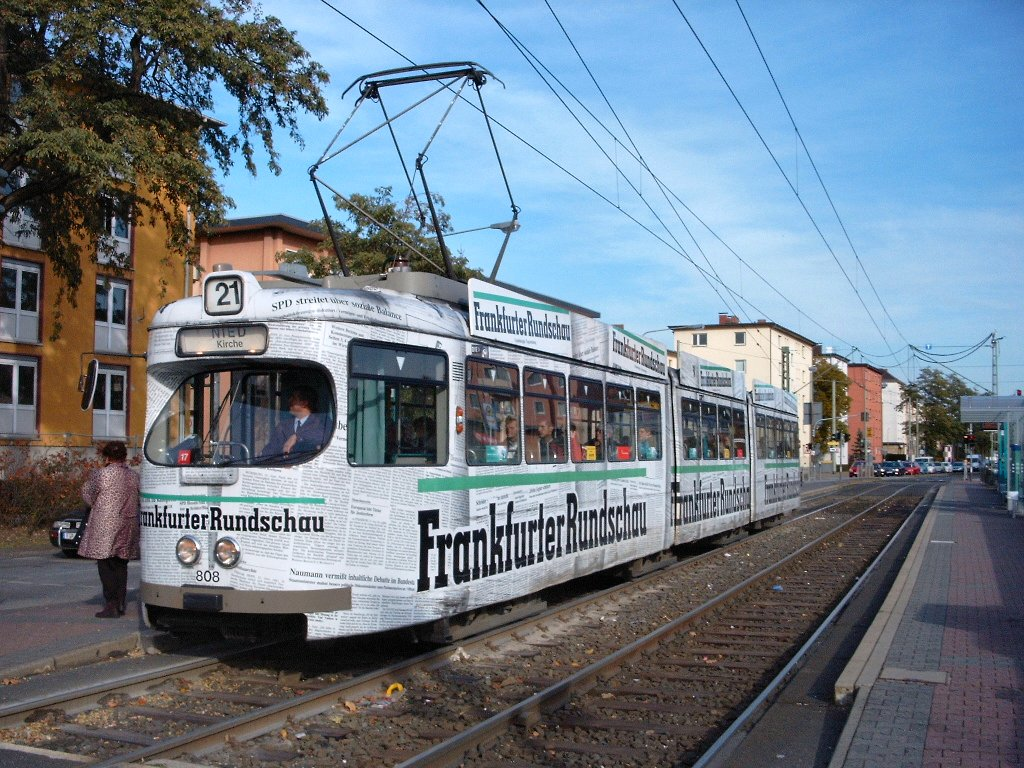
Haltestelle Mönchhofstraße, einst die Endstation „Flugplatz“

1909 wurde sie ein zweites Mal verlängert und um einen Abzweig erweitert: An der Galluswarte führt die Nebenstrecke südwestlich durch das Industriegebiet entlang der Höchster Straße (heutige Kleyerstraße), vorbei an den Adlerwerken, bis zur Rebstöcker Straße. Über diese ist die Nebenstrecke mit der Hauptstrecke auf der Mainzer Landstraße verbunden. Eine kurze Weiterführung durch die Kleyerstraße bis zum Griesheimer Exerzierplatz, an dem 1930 die von Ernst May geplante Friedrich-Ebert-Siedlung entstand, existierte von 1912 bis 1944.
Ebenfalls 1912 wurde auch die nördlich gelegene Hauptstrecke Richtung Griesheim erweitert. Die neue Endstation Flugplatz lag an der damaligen Flughafenstraße, die zum Flughafen Rebstock führte. Heute heißen Straße und Station Mönchhofstraße. Die dortige Wendeschleife wurde im April 2006 aufgelassen. An ihrer Stelle wurde zwischen den Streckengleisen ein Wendegleis eingebaut.
Im Jahr 1917 forderte die örtliche Militärverwaltung eine Straßenbahnverbindung von Frankfurt am Main über die Stadt Höchst am Main nach Sindlingen als Zubringer zum kriegswichtigen Werk in Höchst. Der Verwirklichung dieses Projektes standen jedoch zur damaligen Zeit unüberwindbare Schwierigkeiten im Weg. Es galt, während der Kriegszeit eine Strecke von rund 14 Kilometern zu bauen, die zudem zwischen Griesheim und Nied die Eisenbahnstrecke Frankfurt-Höchst kreuzen musste. Da ein Bau eines Über- oder Unterführungsbauwerkes nicht in Frage kam, wurde der Plan der Verlängerung der Straßenbahnstrecke auf unbestimmte Zeit verschoben. Stattdessen wurde nach 1924 eine Omnibuslinie von der Mönchhofstraße über Griesheim und Nied nach Höchst eingerichtet.

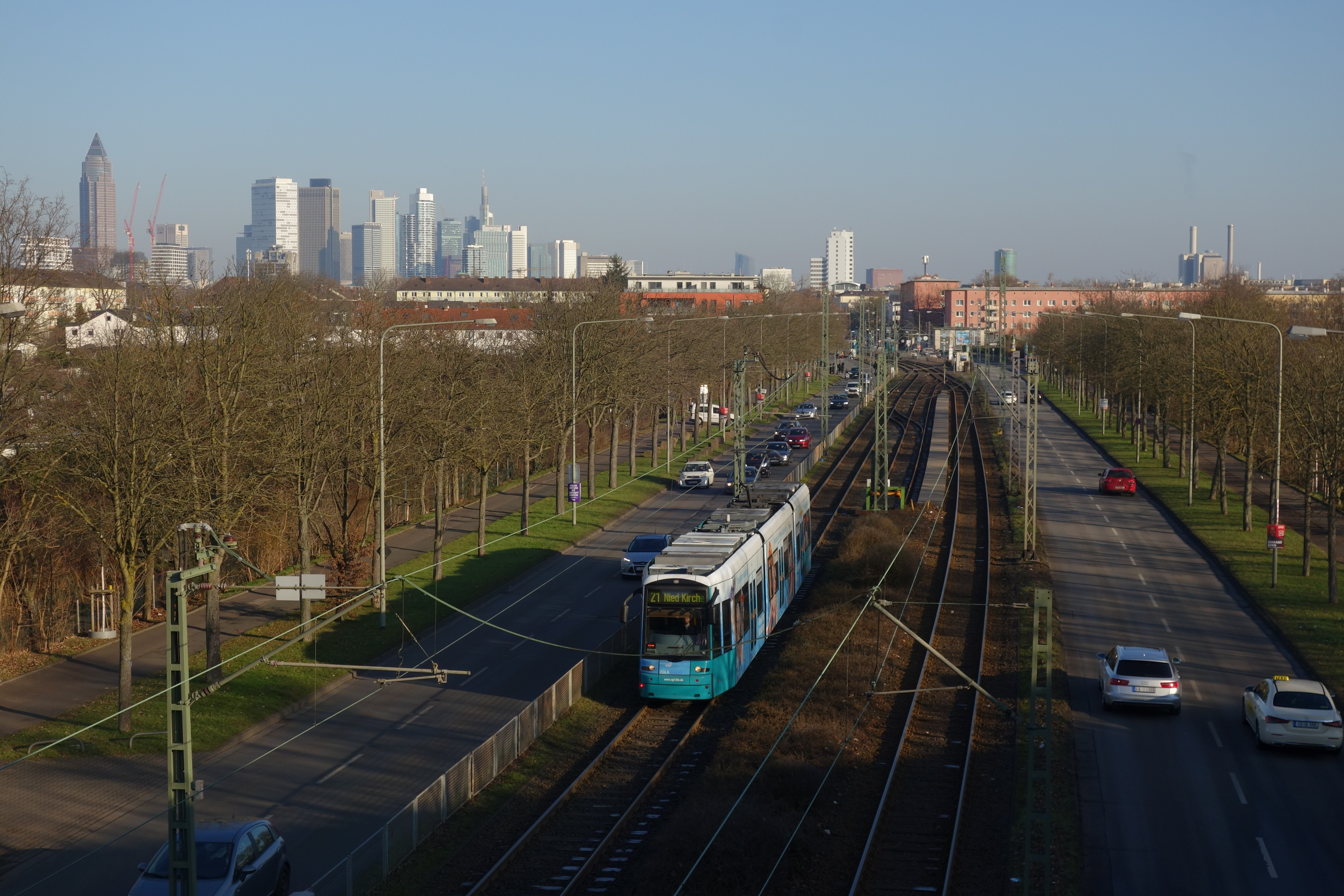
Blick von der Brücke der A 5 am westlichen Rand des Gallus auf die Mainzer Landstraße mit S-Wagen der Linie 21 Richtung Nied

1928 wurde die Stadt Höchst und ein großer Teil des Landkreises Höchst, zu dem auch Griesheim und Nied gehörten, eingemeindet. Der Eingemeindungsvertrag sah die Verlängerung der Straßenbahn bis nach Höchst vor. Zunächst erfolgte jedoch 1930 der Bau einer Nebenstrecke zum Bahnhof Griesheim. Sie zweigte von der Mainzer Landstraße in die Waldschulstraße nach Süden ab und wurde bis zu ihrer Stilllegung 1978 von der Linie 14 nach Fechenheim befahren.

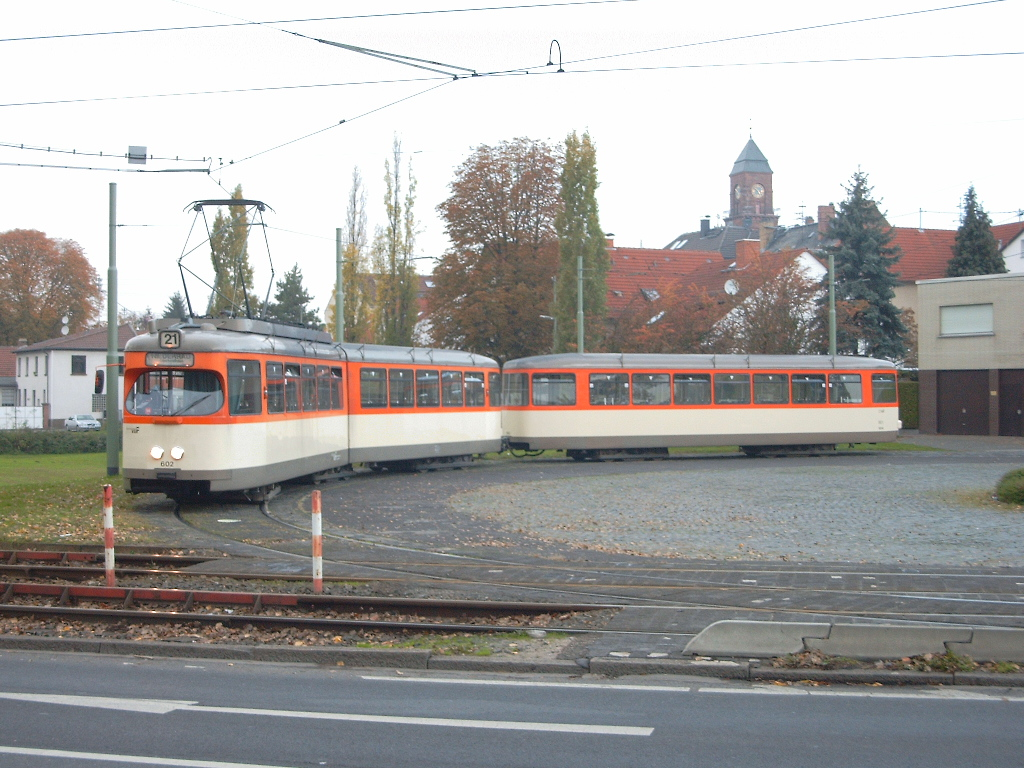
Wendeschleife an der St.-Markus-Kirche Nied (ab 1935)

Am 14. Dezember 1935 konnte die Erweiterung der Hauptstrecke eröffnet werden. Hierzu musste die Mainzer Landstraße verbreitert werden und eine Überführung für die Bahnstrecke Frankfurt-Höchst erbaut werden. Aufgrund eines fehlenden Brückenbauwerkes über die Nidda endete die Strecke vorläufig an der St.-Markus-Kirche in Nied. An dieser Nieder Kirche wurde eine Wendeschleife und eine vorläufige Endhaltestelle gebaut. Eine Erweiterung konnte wegen der Rüstungsproduktion nicht mehr erfolgen.
Erst nach dem Zweiten Weltkrieg, 24 Jahre nach der Eingemeindung, entstand im Zuge der Neutrassierung der Mainzer Landstraße als Umgehungsstraße um Alt-Nied das notwendige Brückenbauwerk. Nun konnte die Stadt die Strecke bis nach Höchst verlängern. In Höchst entstand durch Umgestaltung eines Feldweges die Ludwig-Scriba-Straße, auf der ein eigener Bahnkörper für die Straßenbahn eingerichtet wurde. Am 21. Januar 1952 wurde die Strecke feierlich eröffnet. Seitdem führt die Strecke allerdings „vorerst“ nur bis zum Bolongaropalast im Osten des Stadtteils. Als Wendeschleife wird dort die Umfahrung eines kompletten Häuserblocks verwendet. Ein Durchbruch zum Höchster Bahnhof wurde zur damaligen Zeit als „unmöglich“ betrachtet.
Eine „endgültige“ Verlängerung zum Höchster Bahnhof wurde 2007  verfolgt. Die Stadt favorisierte eine Führung entlang der Bahngleise des Bahnhofes in zwei möglichen Varianten.
Am östlichen Ende der Mainzer Landstraße wurde dagegen 1986 im Zuge der „Schienenfreien Innenstadt“ wegen der neuen U-Bahn-Strecke der Abschnitt zur Taunusanlage aufgegeben.
Seit der Stilllegung des Abschnittes östlich des Platzes der Republik hat die Strecke ihre heutige Länge. Die Linien 11 und 21 bewältigen die knapp acht Kilometer in 24 Minuten. Inzwischen wurde die Strecke ab der Haltestelle Mönchhofstraße in Vorbereitung zur Nutzung als Stadtbahnstrecke neu trassiert und dabei weitgehend vom Straßenverkehr getrennt. 1989 ging zwischen Jägerallee und Birminghamstraße die markante Brücke über die neugebaute Anschlussstelle der Bundesstraße 40a in Betrieb. Die Planungen zur Aufnahme dieses Streckenabschnitts in das U-Bahn-Netz liegen vorerst auf Eis. Realistischer ist dagegen eine Verlängerung der Strecke durch die Höchster Innenstadt und die Königsteiner Straße bis zum Bahnhof Frankfurt-Höchst.
| \| \| \| von der Altstadtstrecke \| \| \| \| vom Hbf \| \| \| \| Richtung Südbahnhof/Offenbach \| \| \| \| Stresemannallee/Gartenstraße \| \| \| \| Richtung Stresemannallee/Neu-Isenburg \| \| \| \| zum Sandhof (bis 2005) \| \| \| \| Vogelweidstraße \| \| \| \| Eschenbachstraße[52] (bis 2005) \| \| \| \| Sandhof[52] (bis 2005) \| \| \| \| Wendeschleife (bis 2005) \| \| \| \| Universitätsklinikum \| \| \| \| Sandhöfer Allee[52] (bis 1960) \| \| \| \| Nervenklinik[52] (bis 1960) \| \| \| \| Heinrich-Hoffmann-Straße/Blutspendedienst \| \| \| \| vom Sandhof (bis 1960) \| \| \| \| Niederräder Landstraße \| \| \| \| Richtung Haardtwaldplatz \| \| \| \| Triftstraße \| \| \| \| Frauenhofstraße \| \| \| \| Schwarzwaldstraße \| \| \| \| Odenwaldstraße \| \| \| \| Haardtwaldplatz \| \| \| \| Wendeschleife \| \| \| \| Richtung Stadion \| \| \| \| Gerauer Straße \| \| \| \| Rennbahn \| \| \| \| Melibocusstraße \| \| \| \| Niederrad Bahnhof \| \| \| \| Hahnstraße (gepl.) \| \| \| \| Bürostadt Niederrad \| \| \| \| Wendeschleife Oberforsthaus \| \| \| \| vom Südbahnhof (bis 2005) \| \| \| \| Oberforsthaus \| \| \| \| „Frankfurter Waldbahn“ (bis 1975) \| \| \| \| Stadion \| \| \| \| Wendeschleife \| \| \| \| Kiesschneise \| \| \| \| zur Straßburger Straße (gepl.) \| \| \| \| Waldau \| \| \| \| Waldfriedhof Goldstein \| \| \| \| Wendeschleife \| \| \| \| von Straßburger Straße (gepl.) \| \| \| \| Harthweg \| \| \| \| Ferdinand-Dirichs-Weg \| \| \| \| Rheinlandstraße \| \| \| \| Wendeschleife \| \| \| \| zum Industriepark Höchst (gepl.) \| |  |                                           |                                           |
| U-Bahn-Strecke |  | von der Altstadtstrecke                   | von der Altstadtstrecke                   |
| U-Bahn-Strecke |  | vom Hbf                                   | vom Hbf                                   |
| U-Bahn-Abzweig geradeaus, nach links und von links |  | Richtung Südbahnhof/Offenbach             | Richtung Südbahnhof/Offenbach             |
| U-Bahn-Haltepunkt / Haltestelle |  | Stresemannallee/Gartenstraße              | Stresemannallee/Gartenstraße              |
| U-Bahn-Abzweig geradeaus, nach links und von links |  | Richtung Stresemannallee/Neu-Isenburg     | Richtung Stresemannallee/Neu-Isenburg     |
| U-Bahn-Abzweig geradeaus und ehemals nach links · U-Bahn-Strecke von rechts (außer Betrieb) |  | zum Sandhof (bis 2005)                    | zum Sandhof (bis 2005)                    |
| U-Bahn-Haltepunkt / Haltestelle · U-Bahn-Strecke (außer Betrieb) |  | Vogelweidstraße                           | Vogelweidstraße                           |
| U-Bahn-Strecke · U-Bahn-Haltepunkt / Haltestelle (Strecke außer Betrieb) |  | Eschenbachstraße (bis 2005)               | Eschenbachstraße (bis 2005)               |
| U-Bahn-Strecke · U-Bahn-Haltepunkt / Haltestelle (Strecke außer Betrieb) |  | Sandhof (bis 2005)                        | Sandhof (bis 2005)                        |
| U-Bahn-Strecke |  | Wendeschleife (bis 2005)                  | Wendeschleife (bis 2005)                  |
| U-Bahn-Haltepunkt / Haltestelle · U-Bahn-Strecke (außer Betrieb) |  | Universitätsklinikum                      | Universitätsklinikum                      |
| U-Bahn-Strecke · U-Bahn-Haltepunkt / Haltestelle (Strecke außer Betrieb) |  | Sandhöfer Allee (bis 1960)                | Sandhöfer Allee (bis 1960)                |
| U-Bahn-Strecke · U-Bahn-Haltepunkt / Haltestelle (Strecke außer Betrieb) |  | Nervenklinik (bis 1960)                   | Nervenklinik (bis 1960)                   |
| U-Bahn-Haltepunkt / Haltestelle · U-Bahn-Strecke (außer Betrieb) |  | Heinrich-Hoffmann-Straße/Blutspendedienst | Heinrich-Hoffmann-Straße/Blutspendedienst |
| U-Bahn-Abzweig geradeaus und ehemals von links · U-Bahn-Strecke nach rechts (außer Betrieb) |  | vom Sandhof (bis 1960)                    | vom Sandhof (bis 1960)                    |
| U-Bahn-Haltepunkt / Haltestelle |  | Niederräder Landstraße                    | Niederräder Landstraße                    |
| U-Bahn-Strecke von links · U-Bahn-Abzweig geradeaus und nach rechts |  | Richtung Haardtwaldplatz                  | Richtung Haardtwaldplatz                  |
| U-Bahn-Strecke · U-Bahn-Haltepunkt / Haltestelle |  | Triftstraße                               | Triftstraße                               |
| U-Bahn-Haltepunkt / Haltestelle · U-Bahn-Strecke |  | Frauenhofstraße                           | Frauenhofstraße                           |
| U-Bahn-Haltepunkt / Haltestelle · U-Bahn-Strecke |  | Schwarzwaldstraße                         | Schwarzwaldstraße                         |
| U-Bahn-Haltepunkt / Haltestelle · U-Bahn-Strecke |  | Odenwaldstraße                            | Odenwaldstraße                            |
| U-Bahn-Bahnhof · U-Bahn-Strecke |  | Haardtwaldplatz                           | Haardtwaldplatz                           |
| U-Bahn-Strecke |  | Wendeschleife                             | Wendeschleife                             |
| U-Bahn-Abzweig geradeaus und nach links · U-Bahn-Strecke von rechts |  | Richtung Stadion                          | Richtung Stadion                          |
| U-Bahn-Haltepunkt / Haltestelle · U-Bahn-Strecke |  | Gerauer Straße                            | Gerauer Straße                            |
| U-Bahn-Strecke · U-Bahn-Haltepunkt / Haltestelle |  | Rennbahn                                  | Rennbahn                                  |
| U-Bahn-Haltepunkt / Haltestelle · U-Bahn-Strecke |  | Melibocusstraße                           | Melibocusstraße                           |
| U-Bahn-Haltepunkt / Haltestelle · U-Bahn-Strecke |  | Niederrad Bahnhof                         | Niederrad Bahnhof                         |
| ehemaliger U-Bahn-Haltepunkt / Haltestelle · U-Bahn-Strecke |  | Hahnstraße (gepl.)                        | Hahnstraße (gepl.)                        |
| U-Bahn-Haltepunkt / Haltestelle · U-Bahn-Strecke |  | Bürostadt Niederrad                       | Bürostadt Niederrad                       |
| U-Bahn-Strecke |  | Wendeschleife Oberforsthaus               | Wendeschleife Oberforsthaus               |
| U-Bahn-Strecke · U-Bahn-Abzweig geradeaus und ehemals von links |  | vom Südbahnhof (bis 2005)                 | vom Südbahnhof (bis 2005)                 |
| U-Bahn-Strecke · U-Bahn-Haltepunkt / Haltestelle |  | Oberforsthaus                             | Oberforsthaus                             |
| U-Bahn-Abzweig geradeaus und ehemals von links · U-Bahn-Abzweig geradeaus und ehemals nach rechts |  | „Frankfurter Waldbahn“ (bis 1975)         | „Frankfurter Waldbahn“ (bis 1975)         |
| U-Bahn-Strecke · U-Bahn-Haltepunkt / Haltestelle |  | Stadion                                   | Stadion                                   |
| U-Bahn-Strecke |  | Wendeschleife                             | Wendeschleife                             |
| U-Bahn-Haltepunkt / Haltestelle |  | Kiesschneise                              | Kiesschneise                              |
| U-Bahn-Abzweig geradeaus und ehemals nach rechts |  | zur Straßburger Straße (gepl.)            | zur Straßburger Straße (gepl.)            |
| U-Bahn-Haltepunkt / Haltestelle |  | Waldau                                    | Waldau                                    |
| U-Bahn-Haltepunkt / Haltestelle |  | Waldfriedhof Goldstein                    | Waldfriedhof Goldstein                    |
| |  | Wendeschleife                             |                                           |
| U-Bahn-Abzweig geradeaus und ehemals von rechts |  | von Straßburger Straße (gepl.)            | von Straßburger Straße (gepl.)            |
| U-Bahn-Haltepunkt / Haltestelle |  | Harthweg                                  | Harthweg                                  |
| U-Bahn-Haltepunkt / Haltestelle |  | Ferdinand-Dirichs-Weg                     | Ferdinand-Dirichs-Weg                     |
| U-Bahn-Bahnhof |  | Rheinlandstraße                           | Rheinlandstraße                           |
| |  | Wendeschleife                             |                                           |
| U-Bahn-Strecke (außer Betrieb) |  | zum Industriepark Höchst (gepl.)          | zum Industriepark Höchst (gepl.)          |

### Niederrad und Schwanheim (12, 15, 19, 20, 21)
| \| \| \| \| \| \| \| \| vom Hauptbahnhof \| \| \| \| \| Sachsenhausen \| \| \| \| \| Richtung Südbahnhof \| \| \| \| \| Stresemannallee/Gartenstraße \| \| \| \| \| Richtung Universitätsklinikum \| \| \| \| \| S-Bahn Frankfurt \| \| \| \| \| S-Bahn-Station Stresemannallee \| \| \| \| \| Südbahnhof \| \| \| \| \| Oberforsthaus „Lieschen“ (bis 2013) \| \| \| \| \| Stresemannallee/Mörfelder Landstraße \| \| \| \| \| nach Neu-Isenburg \| \| |  |                                      |                                      |
| U-Bahn-Strecke |  | 12 · 16 · 17                         | 12 · 16 · 17                         |
| U-Bahn-Strecke |  | vom Hauptbahnhof                     | vom Hauptbahnhof                     |
| U-Bahn-Grenze |  | Sachsenhausen                        | Sachsenhausen                        |
| U-Bahn-Abzweig geradeaus, nach links und von links |  | Richtung Südbahnhof                  | Richtung Südbahnhof                  |
| U-Bahn-Haltepunkt / Haltestelle |  | Stresemannallee/Gartenstraße         | Stresemannallee/Gartenstraße         |
| U-Bahn-Abzweig geradeaus, nach rechts und von rechts |  | Richtung Universitätsklinikum        | Richtung Universitätsklinikum        |
| U-Bahn-Kreuzung mit Eisenbahn geradeaus unten |  | S-Bahn Frankfurt                     | S-Bahn Frankfurt                     |
| U-Bahn-Haltepunkt / Haltestelle |  | S-Bahn-Station Stresemannallee       | S-Bahn-Station Stresemannallee       |
| U-Bahn-Abzweig geradeaus, nach links und von links |  | Südbahnhof                           | Südbahnhof                           |
| U-Bahn-Abzweig geradeaus, ehemals nach rechts und ehemals von rechts |  | Oberforsthaus „Lieschen“ (bis 2013)  | Oberforsthaus „Lieschen“ (bis 2013)  |
| U-Bahn-Haltepunkt / Haltestelle |  | Stresemannallee/Mörfelder Landstraße | Stresemannallee/Mörfelder Landstraße |
| U-Bahn-Strecke |  | nach Neu-Isenburg                    | nach Neu-Isenburg                    |

### Stresemannallee (17)
Eine neue Verbindungsstrecke im Stadtteil Sachsenhausen stellt eine schnelle Verbindung zwischen Neu-Isenburg und dem Hauptbahnhof her. Die Trasse auf der Mittelpromenade der Stresemannallee wurde seit Jahrzehnten für eine verkehrliche Nutzung freigehalten. Die Zwischennutzer der betroffenen Flächen, vor allem ein Abenteuerspielplatz in der Heimatsiedlung, wehrten sich jedoch lange gegen eine Verlagerung, was zu Verzögerungen im Planungsfortschritt führte. Nach der teilweisen Verlegung des Spielplatzes begannen die Bauarbeiten an der Straßenbahnlinie Anfang 2014. Am 13. Dezember 2014 ging die Strecke in Betrieb.
Die 1,2 Kilometer lange Neubaustrecke zweigt hinter der Haltestelle Stresemannallee/Gartenstraße ab, überquert die Kennedyallee und folgt der Stresemannallee Richtung Süden, um an der Kreuzung Mörfelder Landstraße in die bestehende Trasse der Linie 14 Richtung Neu-Isenburg einzufädeln. Auf dem Streckenabschnitt entstand als Neubau eine Umsteigehaltestelle am S-Bahnhof Stresemannallee. Genutzt wird die Strecke von der Linie 17, die bisher am Hauptbahnhof (Pforzheimer Straße) endete. Die Linie 17 verkehrt jetzt über die Friedensbrücke und die Neubaustrecke bis zur Endhaltestelle Neu-Isenburg Stadtgrenze. Die Linie 14 wurde mit Inbetriebnahme der Neubaustrecke zum S-Bahnhof Louisa verkürzt.
Das Projekt wurde 2006 vom Verkehrsausschuss der Stadtverordnetenversammlung beschlossen. Eine Verlängerung vom Stadtrand Neu-Isenburgs in die dortige Innenstadt wurde allerdings vorerst abgelehnt. Mitte August 2012 hatte der Frankfurter Magistrat die Bau- und Finanzierungsvorlage beschlossen, am 11. Oktober 2013 folgte der Beschluss der Stadtverordnetenversammlung. Die Gesamtkosten des Projektes beliefen sich auf 19 Millionen Euro.
| \| \| \| vom Südbahnhof \| \| \| \| Richtung Schweizer Str./Gartenstraße 15, 16, 19 \| \| \| \| Südbahnhof/Schweizer Straße \| \| \| \| Schweizer Str./Mörfelder Landstr. \| \| \| \| Oppenheimer Landstr. \| \| \| \| Breslauer Straße \| \| \| \| Beuthener Straße \| \| \| \| Richtung Stresemannallee 17, 19 \| \| \| \| Richtung Oberforsthaus „Lieschen“ (bis 2013) \| \| \| \| Stresemannallee/Mörfelder Landstr. \| \| \| \| Königsbach \| \| \| \| Louisa Bahnhof S3–S4 \| \| \| \| Wendeschleife \| \| \| \| Oberschweinstiege \| \| \| \| Wendeschleife \| \| \| \| Neu-Isenburg Stadtgrenze \| |  |                                                 |                                                 |
| U-Bahn-Strecke |  | vom Südbahnhof                                  | vom Südbahnhof                                  |
| U-Bahn-Abzweig geradeaus, nach rechts und von rechts |  | Richtung Schweizer Str./Gartenstraße 15, 16, 19 | Richtung Schweizer Str./Gartenstraße 15, 16, 19 |
| U-Bahn-Haltepunkt / Haltestelle |  | Südbahnhof/Schweizer Straße                     | Südbahnhof/Schweizer Straße                     |
| U-Bahn-Bahnhof |  | Schweizer Str./Mörfelder Landstr.               | Schweizer Str./Mörfelder Landstr.               |
| U-Bahn-Haltepunkt / Haltestelle |  | Oppenheimer Landstr.                            | Oppenheimer Landstr.                            |
| U-Bahn-Haltepunkt / Haltestelle |  | Breslauer Straße                                | Breslauer Straße                                |
| U-Bahn-Haltepunkt / Haltestelle |  | Beuthener Straße                                | Beuthener Straße                                |
| U-Bahn-Abzweig geradeaus, nach rechts und von rechts |  | Richtung Stresemannallee 17, 19                 | Richtung Stresemannallee 17, 19                 |
| U-Bahn-Abzweig geradeaus, ehemals nach rechts und ehemals von rechts |  | Richtung Oberforsthaus „Lieschen“ (bis 2013)    | Richtung Oberforsthaus „Lieschen“ (bis 2013)    |
| U-Bahn-Haltepunkt / Haltestelle |  | Stresemannallee/Mörfelder Landstr.              | Stresemannallee/Mörfelder Landstr.              |
| U-Bahn-Brücke über Wasserlauf |  | Königsbach                                      | Königsbach                                      |
| U-Bahn-Bahnhof |  | Louisa Bahnhof S3–S4                            | Louisa Bahnhof S3–S4                            |
| |  | Wendeschleife                                   |                                                 |
| U-Bahn-Haltepunkt / Haltestelle |  | Oberschweinstiege                               | Oberschweinstiege                               |
| U-Bahn-Strecke von links · U-Bahn-Abzweig geradeaus und nach rechts |  | Wendeschleife                                   | Wendeschleife                                   |
| U-Bahn-Bahnhof links · U-Bahn-Bahnhof rechts |  | Neu-Isenburg Stadtgrenze                        | Neu-Isenburg Stadtgrenze                        |

### Sachsenhausen und Neu-Isenburg (17, 18)

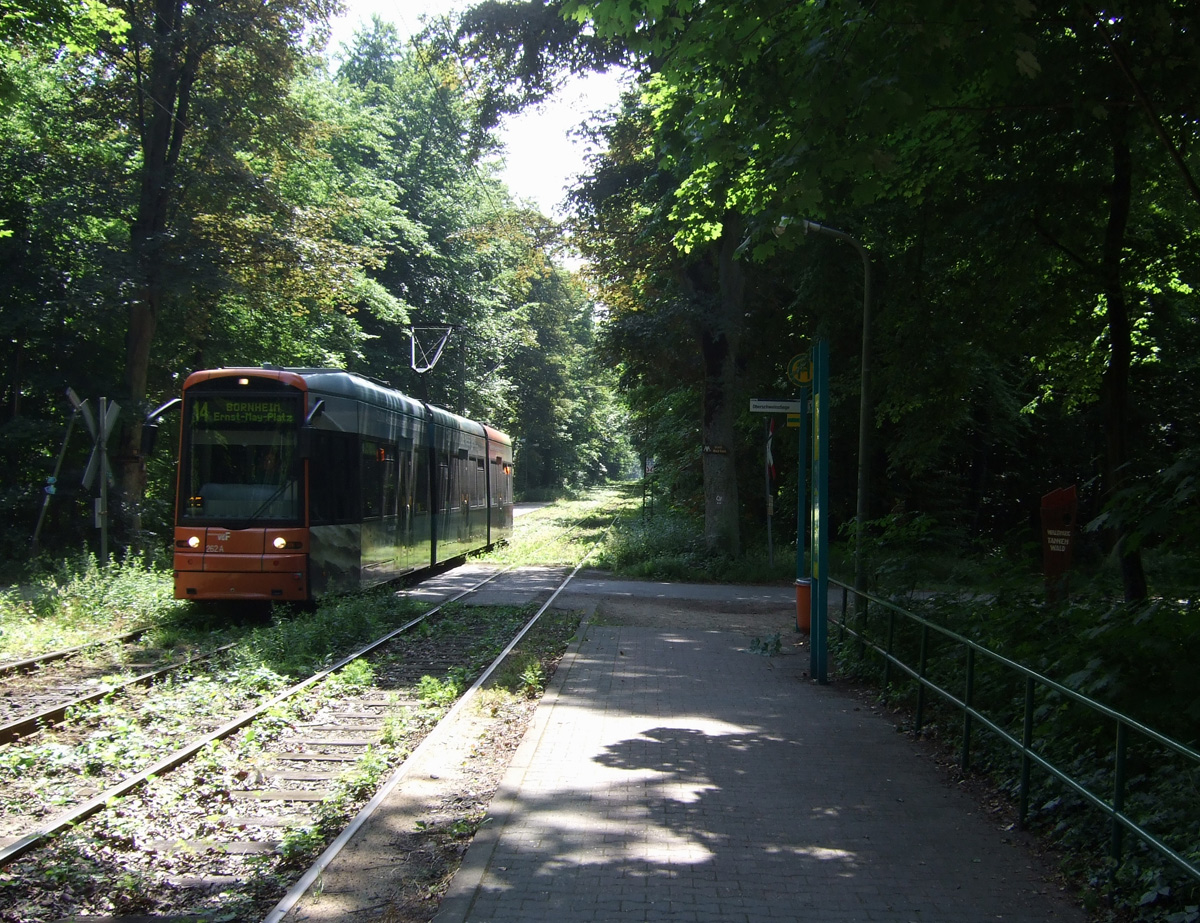
Wagen der Linie 14 an der Station Oberschweinstiege

| \| \| \| vom Südbahnhof \| \| \| \| Sachsenhausen \| \| \| \| Richtung Ignatz-Bubis-Brücke \| \| \| \| Lokalbahnhof \| \| \| \| Heister-Seehofstraße \| \| \| \| Mühlberg \| \| \| \| Oberrad \| \| \| \| Lettigkautweg \| \| \| \| Balduinstraße \| \| \| \| Bleiweißstraße \| \| \| \| Buchrainplatz \| \| \| \| Flaschenburgstraße \| \| \| \| Wiener Straße \| \| \| \| Offenbach \| \| \| \| Stadtgrenze Offenbach \| \| \| \| nach Offenbach Marktplatz (bis 1996) \| |  |                                      |                                      |
| U-Bahn-Strecke |  | vom Südbahnhof                       | vom Südbahnhof                       |
| U-Bahn-Grenze |  | Sachsenhausen                        | Sachsenhausen                        |
| U-Bahn-Abzweig geradeaus, nach links und von links |  | Richtung Ignatz-Bubis-Brücke         | Richtung Ignatz-Bubis-Brücke         |
| U-Bahn-Bahnhof |  | Lokalbahnhof                         | Lokalbahnhof                         |
| U-Bahn-Haltepunkt / Haltestelle |  | Heister-Seehofstraße                 | Heister-Seehofstraße                 |
| U-Bahn-Haltepunkt / Haltestelle |  | Mühlberg                             | Mühlberg                             |
| U-Bahn-Grenze |  | Oberrad                              | Oberrad                              |
| U-Bahn-Haltepunkt / Haltestelle |  | Lettigkautweg                        | Lettigkautweg                        |
| U-Bahn-Haltepunkt / Haltestelle |  | Balduinstraße                        | Balduinstraße                        |
| U-Bahn-Haltepunkt / Haltestelle |  | Bleiweißstraße                       | Bleiweißstraße                       |
| U-Bahn-Haltepunkt / Haltestelle |  | Buchrainplatz                        | Buchrainplatz                        |
| U-Bahn-Haltepunkt / Haltestelle |  | Flaschenburgstraße                   | Flaschenburgstraße                   |
| U-Bahn-Haltepunkt / Haltestelle |  | Wiener Straße                        | Wiener Straße                        |
| U-Bahn-Grenze |  | Offenbach                            | Offenbach                            |
| U-Bahn-Kopfbahnhof Strecke ab hier außer Betrieb |  | Stadtgrenze Offenbach                | Stadtgrenze Offenbach                |
| U-Bahn-Strecke (außer Betrieb) |  | nach Offenbach Marktplatz (bis 1996) | nach Offenbach Marktplatz (bis 1996) |

### Offenbacher Landstraße (15, 16)

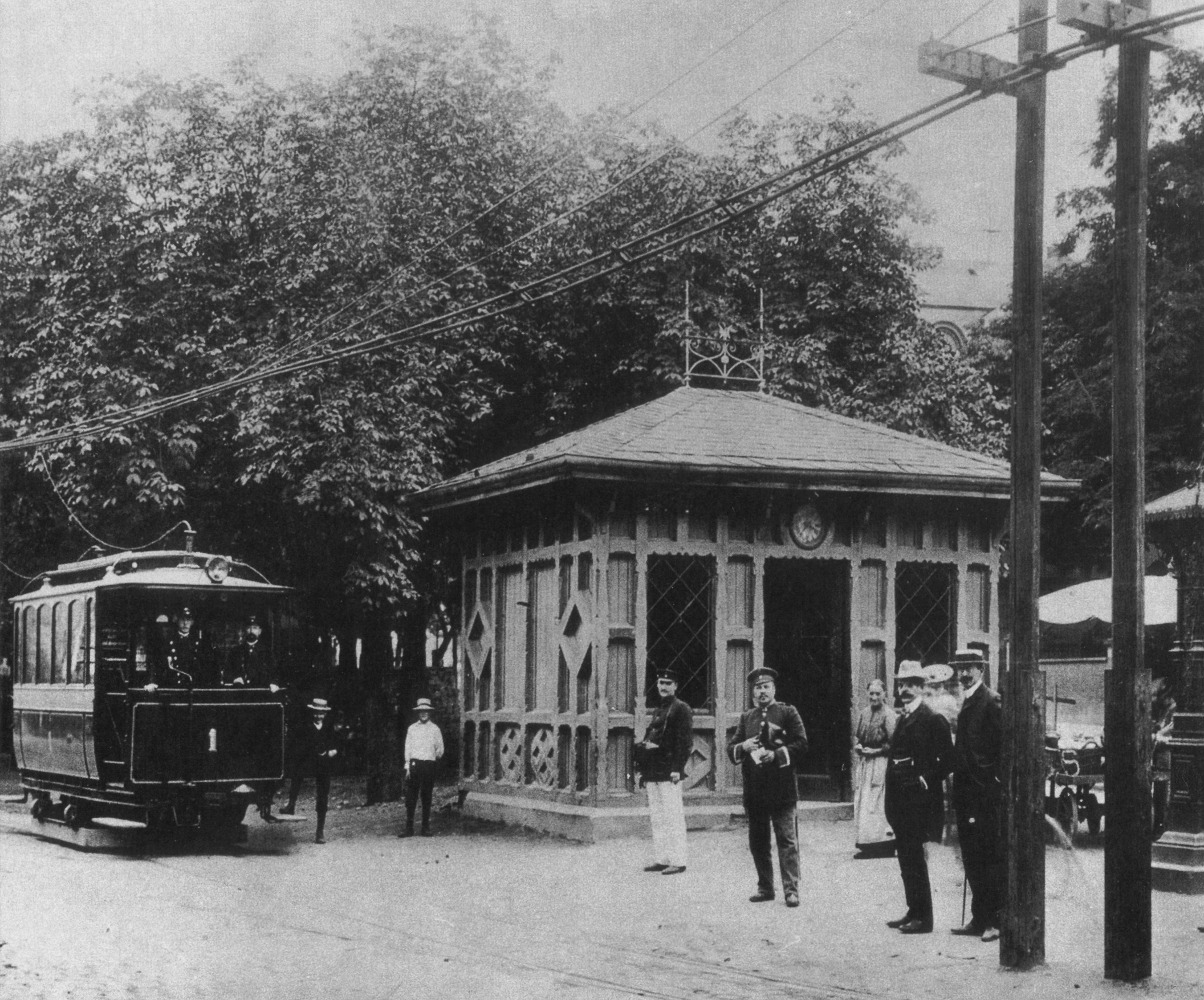
FOTG-Wagen am Mathildenplatz in Offenbach (um 1890)

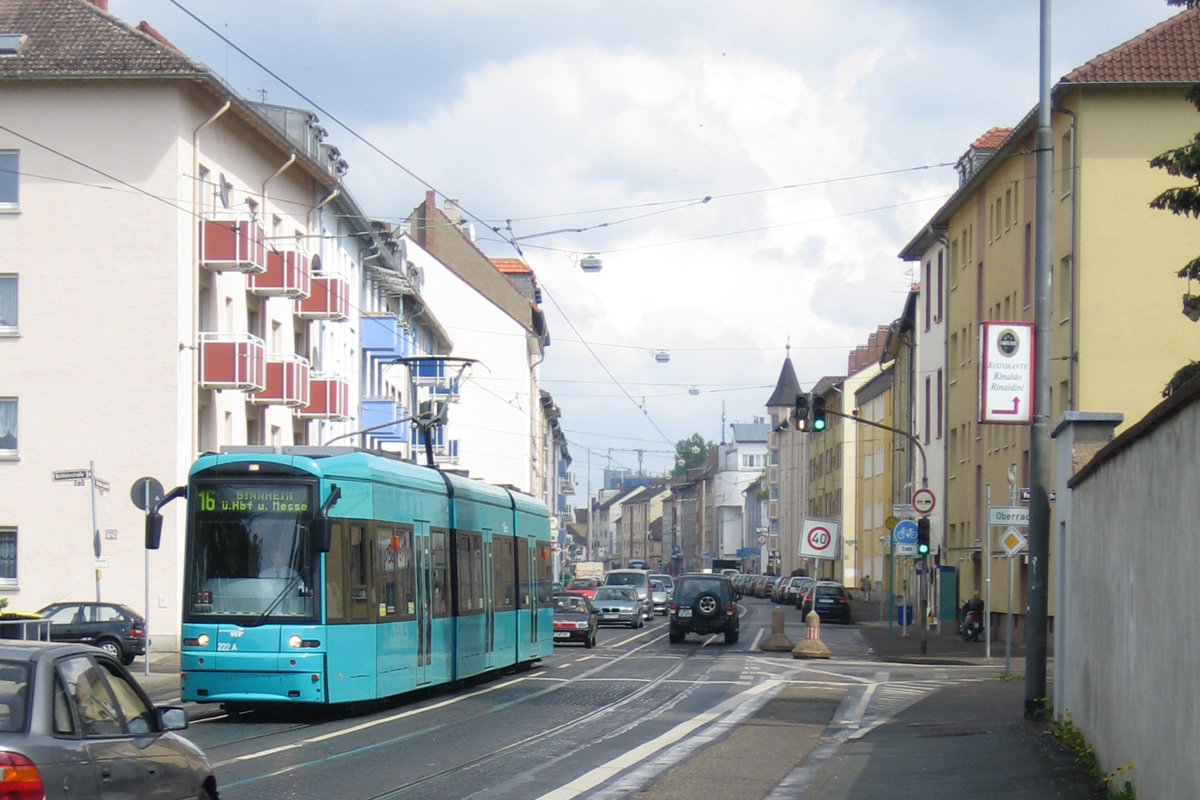
Wagen der Linie 16 in Oberrad (April 2005)

Bereits ab 1848 und bis 1955 verkehrte zwischen Frankfurt am Main und der Nachbarstadt Offenbach am Main die Frankfurt-Offenbacher Lokalbahn, eine Eisenbahn, die ihren Endbahnhof am Bahnhof Sachsenhausen, dem heutigen Lokalbahnhof, in Frankfurt am Main hatte. Hierbei handelte es sich jedoch um eine Staatsbahn.
Die Straßenbahnstrecke auf der Offenbacher Landstraße hat ihre Ursprünge in der 1884 eröffneten Frankfurt-Offenbacher Trambahn-Gesellschaft (FOTG) zwischen den Endpunkten Deutschherrn-Quai bei der Alten Brücke und dem Mathildenplatz in Offenbach. 1906 erfolgte die phasenweise Umspurung der Strecke von Schmalspur auf Normalspur. Die erste umgespurte Strecke führte vom Alten Friedhof in Offenbach zum Marktplatz. Am Alten Friedhof entstand ein Depot mit Werkstatt. Der Streckenabschnitt wurde mit Fahrzeugen aus Frankfurt bedient. Im Dezember war die Umspurung des Streckenabschnittes zur Landesgrenze Hessen-Nassau/Preußen bzw. Stadtgrenze Frankfurt am Main/Offenbach am Main erfolgt.
Nachdem am 18. Dezember 1910 die niveaugleiche Kreuzung der Frankfurter Straßenbahn mit der Preußischen Staatsbahn an der Staatsgrenze durch eine Höherlegung der Eisenbahnstrecke beseitigt worden war, wurde die Strecke durch die Frankfurter und Offenbacher Straßenbahn gemeinsam betrieben. Die Linienbezeichnung wurde dem Frankfurter System entsprechend gewählt.
Seit der Umspurung im Jahr 1906 wird die Strecke der ehemaligen FOTG-Strecke auf Frankfurter Stadtgebiet ununterbrochen von der Linie 16 genutzt.
Die Landesgrenze zwischen Preußen und Hessen, die zwischen 1933 und 1945 den Namen „Adolf-Hitler-Ring“ trug, wurde mit Neugründung des Landes Hessen nach dem Zweiten Weltkrieg zur reinen Stadtgrenze. Zeitweise wurden auch andere Frankfurter Linien bis nach Offenbach hinein betrieben, so etwa die Frankfurter Linie 4, die vom 9. Mai 1960 bis zum Jahr 1967 vom Goetheplatz in Frankfurt bis zum Offenbacher Alten Friedhof fuhr. Anschließend wurde noch bis zur Streckenstilllegung am 1. Juni 1969 ein Gemeinschaftsbetrieb dieser Linie betrieben.
In der Nachbarstadt Offenbach wurde statt auf das Verkehrsmittel Straßenbahn seit den 1950er Jahren auf ein Omnibus-System gesetzt. Bis 1967 wurden alle Straßenbahnlinien der Städtischen Straßenbahn Offenbach (SSO) stillgelegt und das verbliebene Wagenmaterial von drei vierachsigen Großraumwagen nach Bremerhaven verkauft. Die Linie 16 war von dieser Maßnahme zunächst nicht betroffen und führte weiterhin zum Alten Friedhof in Offenbach, wo sie in einer Blockumfahrung endete.
Am 1. Juni 1969 legte die Stadt Offenbach auch den Streckenabschnitt der Linie zwischen dem Alten Friedhof und dem Marktplatz still, wo eine Stumpfendstelle entstand. In späteren Jahren wurde die Endhaltestelle einmalig umgebaut und die Strecke dabei nochmals um ein paar Meter gekürzt. Um die verbliebene Offenbacher Strecke weiterhin befahren zu können, mussten neue Wagen angeschafft werden, da Frankfurt zu diesem Zeitpunkt über keine zweirichtungsfähigen Großraumzüge verfügte. Die Kosten für die Neuanschaffung der acht neuen Straßenbahnwagen des Typs „O“ wurden anteilig von den beiden Städten und dem Land Hessen getragen.
Diese Fahrzeuge besaßen wie ihre Nachfolger, die „P“-Wagen, Entwerter für das Offenbacher Stadtgebiet, da Offenbach kein Mitglied des FVV war und man aus diesem Grund bereits seit 1907 zwei unterschiedliche Fahrscheine benötigte. Ab dem 31. Dezember 1991 war ein Gemeinschaftsfahrschein erhältlich. Die ab 1993 eingesetzten Niederflurwagen vom Typ „R“ besaßen allerdings keine Entwerter, so dass es bis zur Gründung des RMV im Jahr 1995 erforderlich wurde, auf dem Offenbacher Abschnitt weiterhin Schaffner einzusetzen. Ein weiterer tariflicher Nachteil war der gegenüber einer Frankfurt-internen Fahrt erhöhte Fahrpreis.
Seit den späten 1980er Jahren bis Anfang der 1990er Jahre wurde im Auftrag des Offenbacher Einzelhändlerverbandes an Adventssamstagen ein „L“-Wagen zur Gepäckaufbewahrung an der Endhaltestelle am Marktplatz aufgestellt.
Seit 1989 setzten sich der Einzelhandelsverband und die IHK Offenbach am Main für eine Rücknahme der Straßenbahn vom Marktplatz zur Kaiserstraße hin ein.
Als im Jahr 1995 die S-Bahn von Frankfurt nach Offenbach eröffnet wurde, sollte dies die Stilllegung des Offenbacher Streckenabschnittes bedeuten, was jedoch durch Bürgerproteste aus Frankfurt-Oberrad und Verkehrsinitiativen (u. a. Pro Bahn und der Bürgervereinigung „DALLES“), die auch mit Sonderfahrten versuchten, die Bevölkerung auf die Tradition der Verbindung aufmerksam zu machen, verhindert werden konnte. In der Nachfolgezeit wurde die Straßenbahn durch Offenbach immer mehr als „unerwünscht“ angesehen. Um die zulässige Höchstgeschwindigkeit von 7 km/h in der Fußgängerzone am Offenbacher Marktplatz zu überwachen, wurde seitens Offenbach eine Geschwindigkeitsmessanlage eigens für die Straßenbahn aufgestellt.
Durch intensive Lobbyarbeit, die unter anderem versuchte, einen aus ihrer Sicht unwirtschaftlichen Parallelverkehr zwischen der S-Bahn und der Straßenbahn der Linie 16 aufzuzeigen, wurde die Haltung der Mehrzahl der Offenbacher Kaufleute, die eine Stilllegung forderten, weiter verstärkt.
Mit der Auflage, sämtliche Gleis- und Betriebsanlagen weiterhin betriebsfähig zu erhalten, wurde schließlich am 1. Juni 1996 ein Stilllegungsersuchen der Stadt Offenbach durch das Regierungspräsidium Darmstadt bewilligt und die Strecke einen Tag später aufgelassen. Unmittelbar danach wurde – trotz der Stilllegungsauflagen – mit der Unbefahrbarmachung der Gleisanlagen durch Zuteerung der Rillen begonnen. Die letzte Fahrt auf den Gleisen in Offenbach fand am 5. September 1996 durch die Initiativen Pro Bahn und DALLES mit einer Hebeldraisine statt. Ziel war es, auf die Verstöße gegen die Stilllegungsauflagen aufmerksam zu machen.
Im Jahr 2001 wurde die provisorische Endhaltestelle mit Gleisdreieck in eine zweigleisige Stumpfendstelle mit Mittelbahnsteig umgebaut. Im Jahr 2005 wurden die Fahrleitungsmasten in der Frankfurter Straße entfernt. Die Gleise in der Frankfurter Straße wurden bis zum Jahr 2006 vollständig abgebaut.
Seit Mitte der 2000er Jahre ist vermehrt der Wunsch nach einer Rückkehr der Straßenbahn nach Offenbach zu hören. Insbesondere Offenbacher Einzelhändler, die als Folge der Stilllegung starke Umsatzeinbußen zu verzeichnen haben, und Frankfurter Politiker, vorrangig der Verkehrsdezernent Lutz Sikorski (Grüne), setzten sich mehrfach für eine Verlängerung der Linie 16 in die Offenbacher Innenstadt ein.

## Ehemalige Strecken

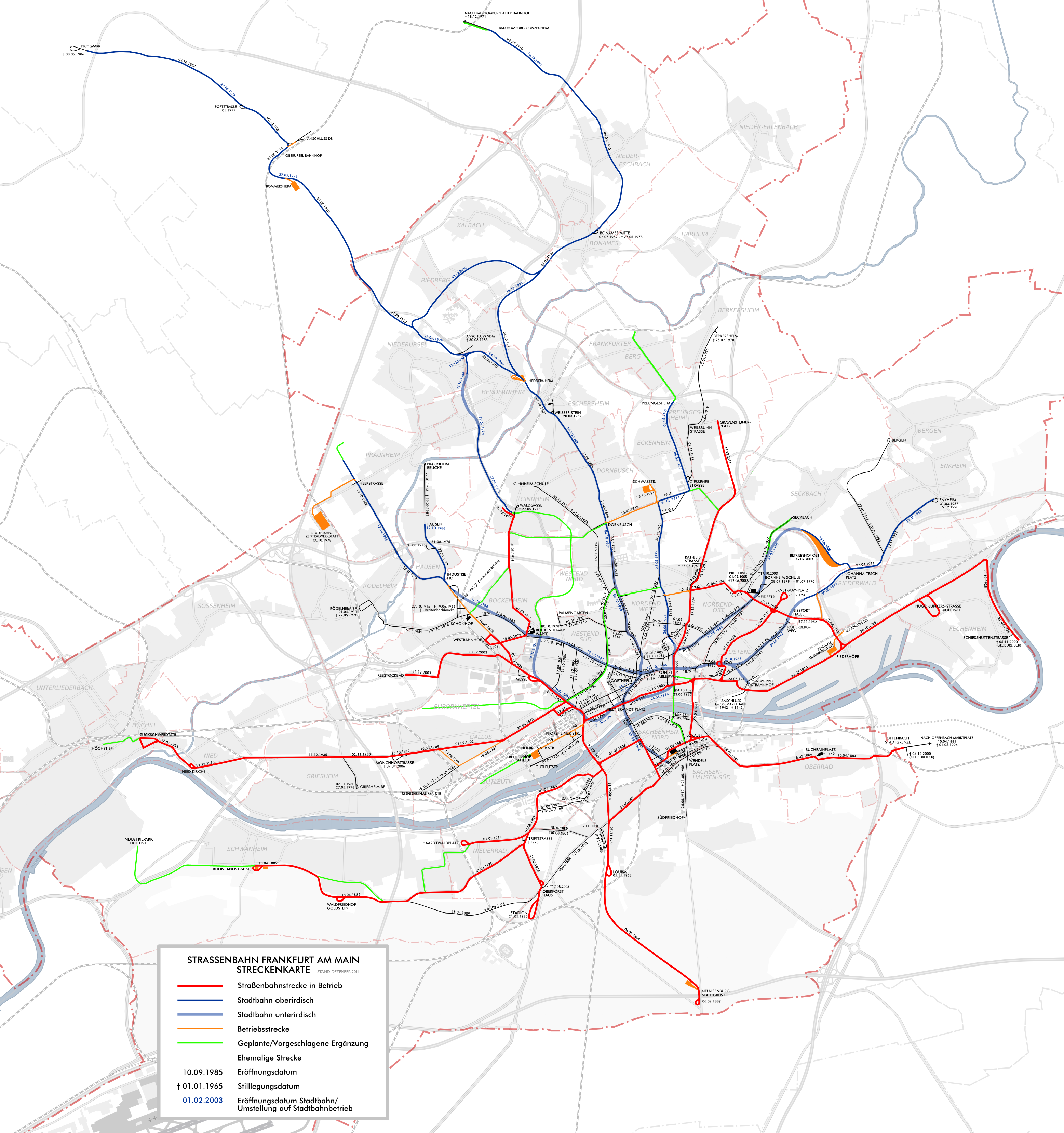
Streckennetz der Frankfurter Straßenbahn. Heutige, ehemalige und geplante Strecken. Ausbauprojekte sind grün eingezeichnet (Stand: Dezember 2014)

### Frankfurter Lokalbahn
Die Strecke der Frankfurter Lokalbahn in der Eschersheimer Landstraße wurde 1888 eröffnet und bis 1910 nach Bad Homburg und Oberursel verlängert. Die Streckenäste nördlich Heddernheims stellten im Netz der Straßenbahn immer eine betriebliche Besonderheit dar, da sie wegen des dortigen Güterverkehrs ein breiteres Schienenprofil aufwiesen. Um Entgleisungen zu vermeiden, konnten dort nur Straßenbahnwagen mit verbreiterten Radreifen eingesetzt werden, was durch ein „v“ (für „Vorortstrecken“) in der Baureihenbezeichnung gekennzeichnet wurde.
1968 ging die Strecke größtenteils in das Netz der U-Bahn über und wird seitdem von den U-Bahn-Linien U1 nach Ginnheim, U2 nach Bad Homburg-Gonzenheim und U3 nach Oberursel Hohemark befahren.
Die Erweiterung des Stadtbahnnetzes 1971 nach Bad Homburg hatte zur Folge, dass die Homburger Strecke „provisorisch“ in den Stadtteil Gonzenheim zurückgezogen werden musste, da die bisherige Straßenbahn in Bad Homburg enge Stadtstraßen befuhr, die für U-Bahn-Wagen nicht passierbar waren.
Bis 1978 verkehrten im Tunnel der Eschersheimer Landstraße noch tunnelgängige Straßenbahnwagen der Baureihe Mt, seitdem dient sie ausschließlich dem U-Bahn-Betrieb der Linien U1 bis U3.

### Rödelheim
1889 wurde eine Pferdebahnlinie vom Bockenheimer Schönhof über die Rödelheimer Landstraße bis zur Niddabrücke in Rödelheim eingerichtet. 1904 wurde diese Strecke als letzte in Frankfurt elektrifiziert. 1911 folgte eine Verlängerung über die Nidda bis zum Rödelheimer Bahnhof. Bis 1915 war sie durch die Main-Weser-Bahn vom restlichen Straßenbahnnetz getrennt, da aus Sicherheitsgründen nur unbesetzte Straßenbahnwagen die Bahnstrecken ebenerdig überqueren durften. Erst durch den Bau der Breitenbachbrücke am Industriehof konnte sie an die Strecke zum Opernplatz angeschlossen werden. 1978 wurde sie anlässlich der Eröffnung der S-Bahn stillgelegt und durch die Buslinie 34 ersetzt.

### Berkersheim, Eckenheim, Preungesheim
Die Strecke nach Berkersheim ging durch die heftigen Auseinandersetzungen um ihre Stilllegung in die Stadtgeschichte ein.
Der erste Streckenabschnitt wurde 1911 eröffnet und zweigte nördlich des Hauptfriedhofs von der seit 1907 bestehenden Strecke über die Eckenheimer Landstraße ab. Von dort führte sie über damals noch unbebautes Gelände zum Marbachweg und bog kurz darauf in die heutige Gießener Straße ein. Die Strecke wechselte dort auf die Homburger Landstraße und befuhr diese in nördlicher Richtung bis in Höhe der Weilbrunnstraße in Preungesheim. 1919 folgte eine eingleisige Verlängerung über unbebautes Land bis zum Oberwiesenweg im Nordosten Preungesheims, erst 1925 erhielt Berkersheim einen Straßenbahnanschluss. Eine Weiterführung nach Bad Vilbel wurde wegen der Materialknappheit in den Jahren vor dem Zweiten Weltkrieg nicht mehr verwirklicht.
Eine Eingliederung in die 1974 eröffnete Eckenheimer Stadtbahnstrecke war zwar erwogen worden, wegen der betrieblichen Risiken und der eingeschränkten Kapazität der bis zuletzt größtenteils eingleisigen Streckenführung wurde die Idee aber schließlich fallen gelassen. Die Stilllegung der Strecke zwischen Gießener Straße und Berkersheim erfolgte am 25. Februar 1978. In Preungesheim wurde die Straßenbahn durch die Stadtbahnlinie B1 (heutige Linie U5) ersetzt, in Berkersheim richtete man als Ersatz die Buslinie 39 ein. Der offizielle Grund für die Stilllegung war der Bau der Bundesautobahn 661, für die eine kostspielige Unterführung hätte gebaut werden müssen. Tatsächlich erfolgte die Stilllegung jedoch auf Druck des Frankfurter Verkehrsverbundes, der in der im Volksmund (in Anlehnung an die seit 1951 gebräuchliche Liniennummer) Wilde 13 genannten Linie einen unzulässigen „Parallelverkehr“ zur im selben Jahr eröffneten S-Bahn sah. Die Stilllegung führte erstmals zu nennenswerten Protesten seitens der betroffenen Bevölkerung, noch Jahre später forderte die Bürgerinitiative „Rettet die 13“ die Wiederaufnahme des Betriebs. Erst der vollständige Abbau der verbliebenen Gleise in den frühen 1980er Jahren beendete die Diskussion um die Zukunft der Strecke.
In Form der Neubaustrecke der Linie 18 in die neu entstandene Preungesheimer Wohnsiedlung Frankfurter Bogen kehrte die Straßenbahn am 11. Dezember 2011 in das Gebiet zurück; eine Weiterführung nach Berkersheim ist jedoch nicht vorgesehen.
| \| \| \| von Bornheim \| \| \| \| \| Bornheim \| \| \| \| \| Richtung Fechenheim \| \| \| \| \| Ostpark \| \| \| \| \| Richtung Rhönstraße \| \| \| \| \| Riederwald \| \| \| \| \| Johanna-Tesch-Platz \| \| \| \| \| nach Bornheim , Betriebshof Ost \| \| \| \| \| Schäfflestraße \| \| \| \| \| Seckbach \| \| \| \| \| heutige Stadtbahnstrecke wurde begradigt \| \| \| \| \| Lahmeyerstraße \| \| \| \| \| \| \| \| \| \| Borsigallee/Gwinnerstr. (heute: Gwinnerstr.) \| \| \| \| \| nach Enkheim \| \| \| \| \| Gwinnerstraße \| \| \| \| \| Gelastraße \| \| \| \| \| Leonhardsgasse \| \| \| \| \| Bitzweg \| \| \| \| \| Wilhelmshöher Straße \| \| \| \| \| Bergen (Vilbeler Landstraße 174//177) \| \| |  |                                              |                                              |
| U-Bahn-Strecke |  | von Bornheim                                 | von Bornheim                                 |
| U-Bahn-Grenze |  | Bornheim                                     | Bornheim                                     |
| U-Bahn-Abzweig geradeaus, nach rechts und von rechts |  | Richtung Fechenheim                          | Richtung Fechenheim                          |
| ehemaliger U-Bahn-Haltepunkt / Haltestelle |  | Ostpark                                      | Ostpark                                      |
| U-Bahn-Abzweig geradeaus und von links |  | Richtung Rhönstraße                          | Richtung Rhönstraße                          |
| U-Bahn-Grenze |  | Riederwald                                   | Riederwald                                   |
| U-Bahn-Bahnhof |  | Johanna-Tesch-Platz                          | Johanna-Tesch-Platz                          |
| U-Bahn-Abzweig geradeaus, nach links und von links |  | nach Bornheim , Betriebshof Ost              | nach Bornheim , Betriebshof Ost              |
| U-Bahn-Haltepunkt / Haltestelle |  | Schäfflestraße                               | Schäfflestraße                               |
| U-Bahn-Grenze |  | Seckbach                                     | Seckbach                                     |
| U-Bahn-Strecke von links (außer Betrieb) · U-Bahn-Abzweig geradeaus und ehemals nach rechts |  | heutige Stadtbahnstrecke wurde begradigt     | heutige Stadtbahnstrecke wurde begradigt     |
| U-Bahn-Haltepunkt / Haltestelle (Strecke außer Betrieb) · U-Bahn-Strecke |  | Lahmeyerstraße                               | Lahmeyerstraße                               |
| U-Bahn-Strecke nach links (außer Betrieb) · U-Bahn-Abzweig geradeaus und ehemals von rechts |  |                                              |                                              |
| U-Bahn-Haltepunkt / Haltestelle |  | Borsigallee/Gwinnerstr. (heute: Gwinnerstr.) | Borsigallee/Gwinnerstr. (heute: Gwinnerstr.) |
| U-Bahn-Abzweig ehemals geradeaus und nach rechts |  | nach Enkheim                                 | nach Enkheim                                 |
| U-Bahn-Haltepunkt / Haltestelle (Strecke außer Betrieb) |  | Gwinnerstraße                                | Gwinnerstraße                                |
| U-Bahn-Haltepunkt / Haltestelle (Strecke außer Betrieb) |  | Gelastraße                                   | Gelastraße                                   |
| U-Bahn-Haltepunkt / Haltestelle (Strecke außer Betrieb) |  | Leonhardsgasse                               | Leonhardsgasse                               |
| U-Bahn-Haltepunkt / Haltestelle (Strecke außer Betrieb) |  | Bitzweg                                      | Bitzweg                                      |
| U-Bahn-Haltepunkt / Haltestelle (Strecke außer Betrieb) |  | Wilhelmshöher Straße                         | Wilhelmshöher Straße                         |
| U-Bahn-Kopfbahnhof Streckenende (Strecke außer Betrieb) |  | Bergen (Vilbeler Landstraße 174//177)        | Bergen (Vilbeler Landstraße 174//177)        |

### Bergen

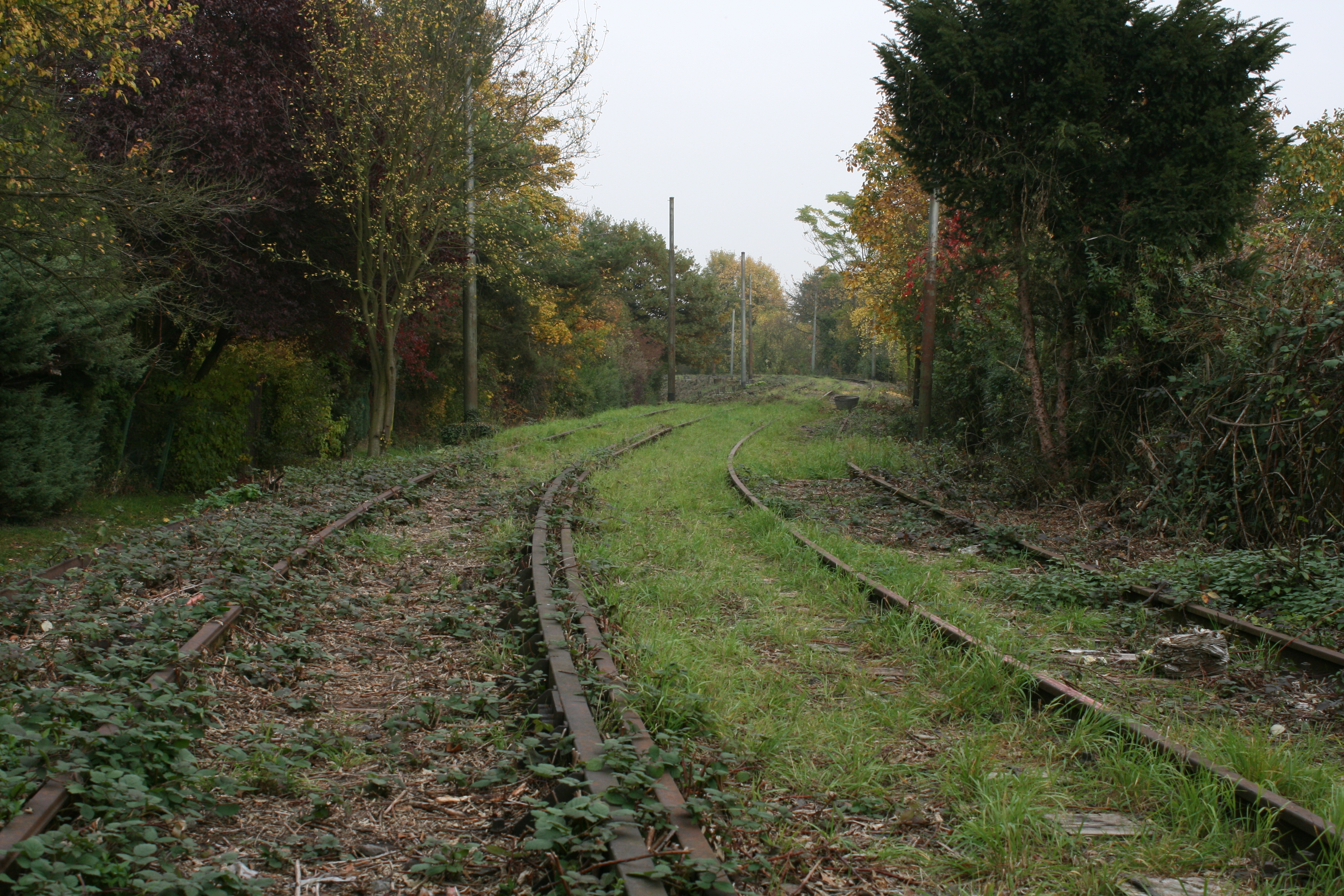
Stillgelegte Strecke nach Bergen (2008)

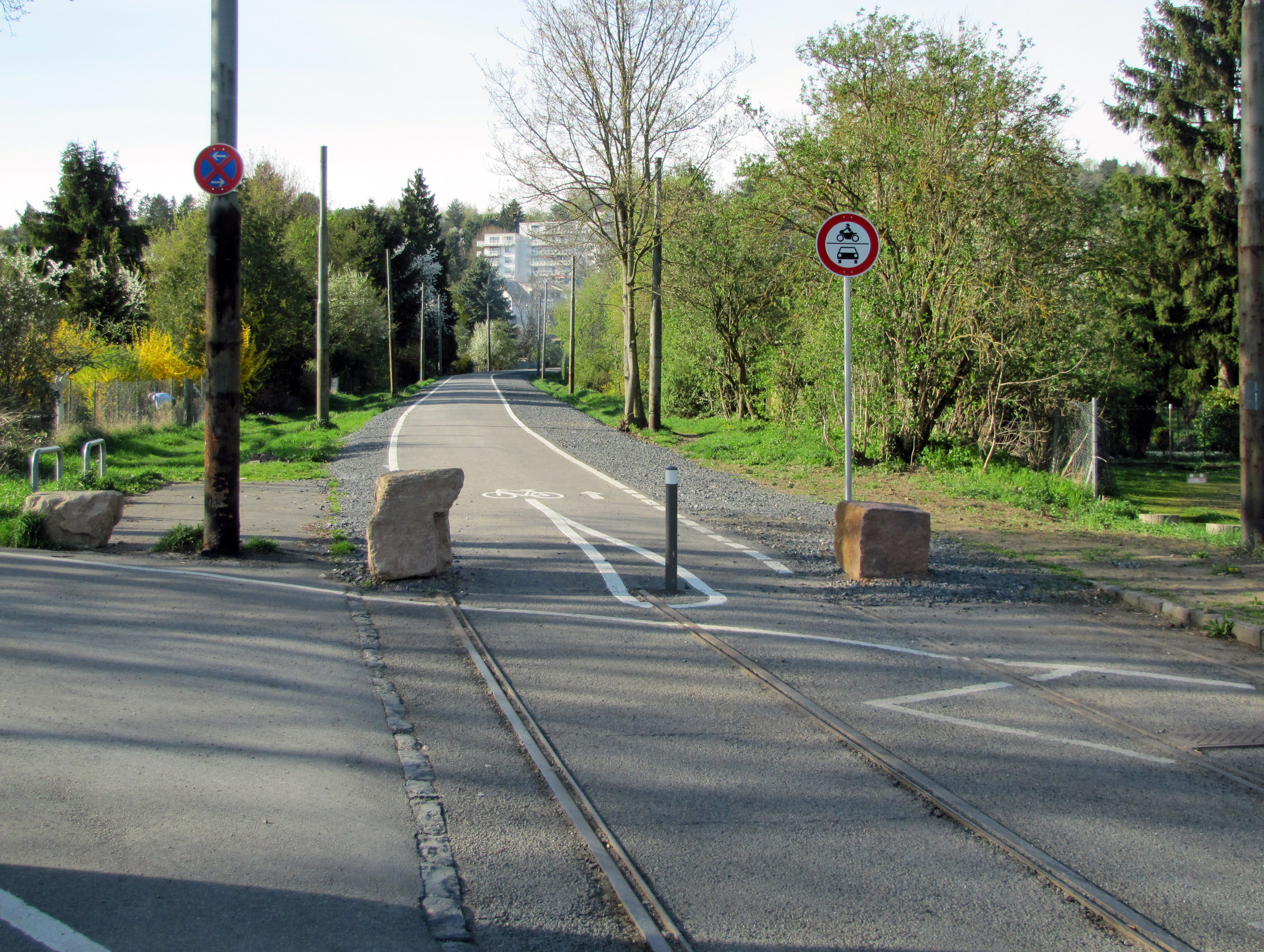
Anfang der umgebauten Trasse in der Gwinnerstraße in Seckbach

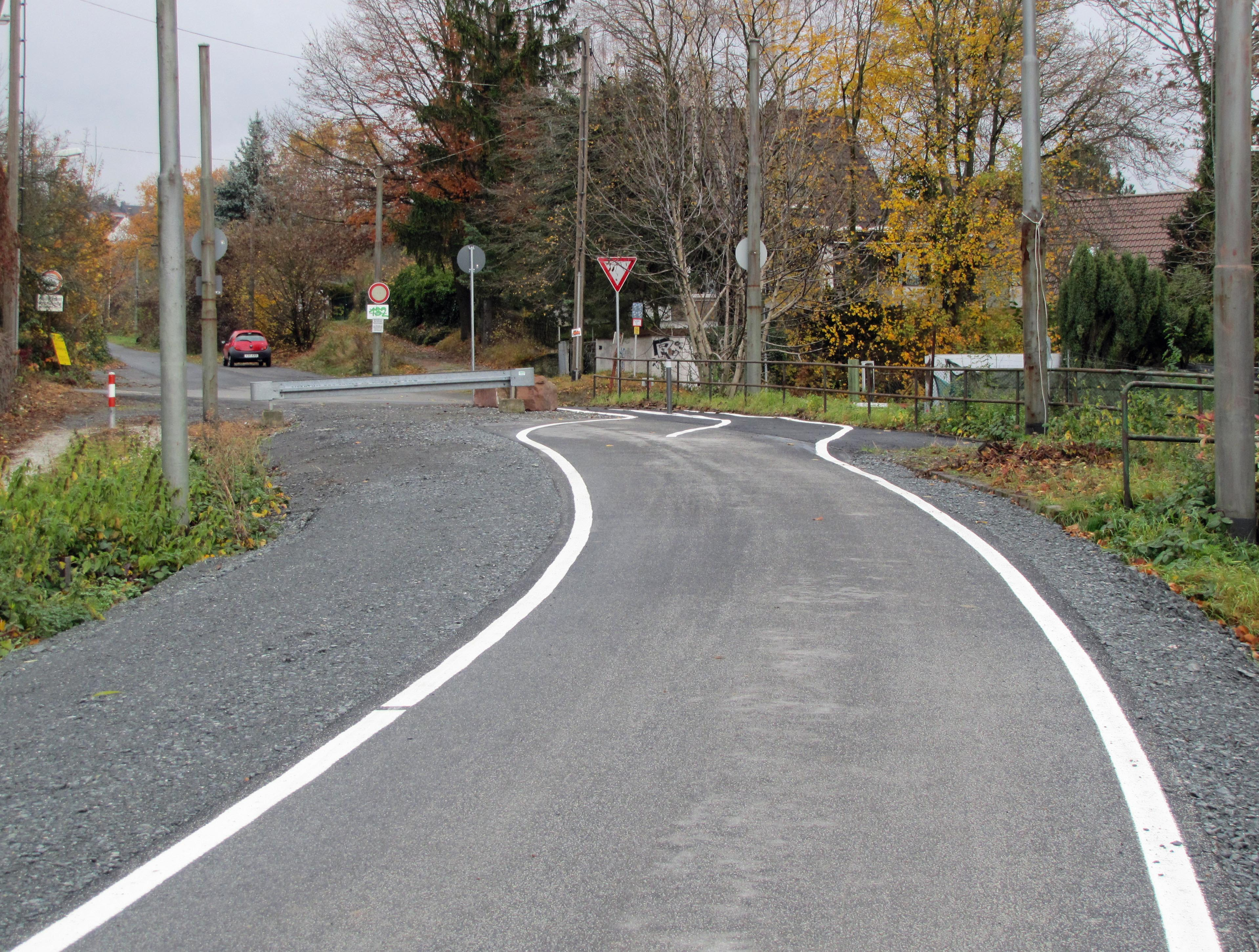
Kreuzung an der ehemaligen Station „Wilhelmshöher Straße“

Die Verlängerung in das damals noch eigenständige, nordöstlich von Frankfurt liegende Bergen wurde am 15. Oktober 1913 in Betrieb genommen. Zuvor endeten die Linien an der Lahmeyerstraße im Riederwald. Vor der Stilllegung war die Strecke bis in die 1980er Jahre hinein von der aus Bornheim kommenden Linie 20 bedient worden. Nachdem die Linie 12 ihre Durchmesserfunktion im Jahr 1986 aufgrund der Eröffnung der C-Strecke der U-Bahn und der damit verbundenen Stilllegung der Strecke durch die Stephan- und Stiftstraße verloren hatte, fuhr sie, anstatt in Bornheim am „Prüfling“ zu enden, bis Bergen und ersetzte die Linie 20. Im Februar 1992 wurde der Linienverkehr eingestellt und die alte Gleistrasse stillgelegt, da die Verlängerung der C-Strecke nach Enkheim eine Neutrassierung der Gleisanlagen auf der Borsigallee erforderte. Auf Höhe des ehemaligen Abzweiges entstand die Stadtbahnstation „Gwinnerstraße“. Die Strecke blieb jedoch größtenteils bestehen, da man Teile davon für die geplante Verlängerung der Linie U4 von Bornheim nach Bergen nutzen wollte.
Die Gleise liegen ab der Kreuzung mit der Gelastraße auf der höher gelegenen Fahrspur des Individualverkehrs Richtung Norden. Ab der ehemaligen Haltestelle Leonhardsgasse, der heutigen Bushaltestelle, verläuft die Strecke durch das Seckbacher Ried. Kurze Zeit später kreuzt die ehemalige Strecke den Bitzweg und verläuft zwischen ihm und dem Bebauungsrand von Bergen bis zur Kreuzung mit der Wilhelmshöher Straße, die, von Seckbach kommend, die Trasse kreuzt. Ab hier sind die Gleise zurückgebaut oder überteert worden; der Abschnitt ist heute für Fußgänger freigegeben. Erst die Wendeschleife am südwestlichen Rand von Bergen ist wieder erhalten und dient heute als Haltestelle der Buslinie 43.
Inzwischen gibt es allerdings die Absicht, die nach wie vor erhaltene Trasse zu reaktivieren, ob als Straßenbahn- oder Stadtbahnstrecke ist allerdings unklar. Möglich wäre eine Reaktivierung als Stadtbahnstrecke mit anschließendem Tunnel in die Berger Altstadt. Da der Oberbau in den Jahren der Stilllegung stark verfallen ist, ist eine vollständige Erneuerung der Trasse erforderlich.

## Zukunftspläne
Nachdem nach den Kommunalwahlen 2006 die Stilllegung der Straßenbahnlinie 16 in Bockenheim durch den schwarz-grünen Koalitionsvertrag fallengelassen worden ist, gibt es keine konkreten Stilllegungspläne für Frankfurter Straßenbahnstrecken mehr. Allerdings vergeht auch weiterhin für Neubaustrecken ein sehr langer Zeitraum von der Planungsidee bis zur Realisierung, die übergroße Mehrheit der Projekte scheitert im Laufe dieses Prozesses an Bedenken unterschiedlichster Art.

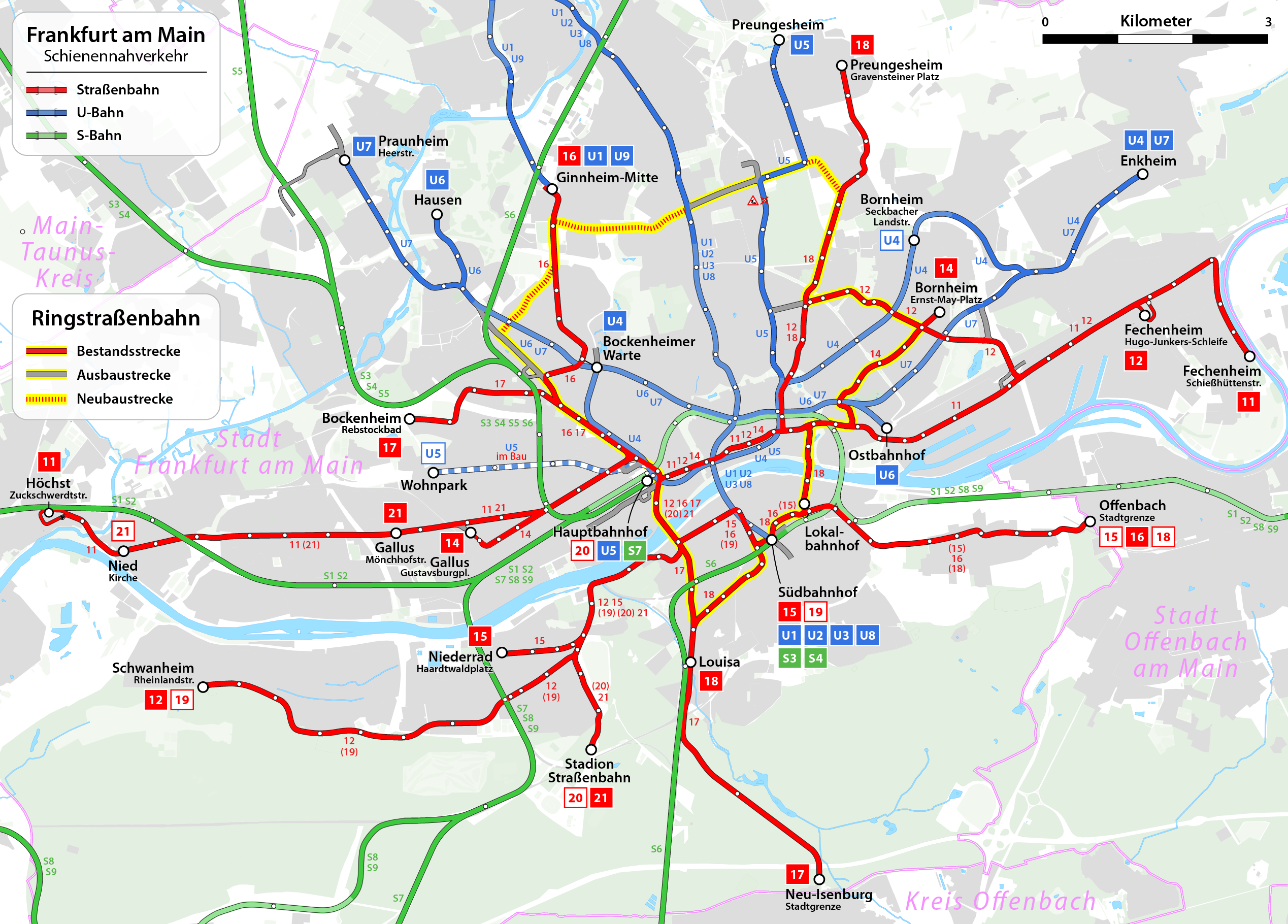
Karte der Ringstraßenbahn (gelb)

Das mit Abstand größte Ausbauprojekt ist die im Generalverkehrsplan vorgeschlagene und vom Stadtparlament prinzipiell befürwortete Ringstraßenbahn. Sie soll von Neu-Isenburg zum Hauptbahnhof die Neubaustrecke über die Stresemannallee nutzen. Von hier aus wird sie unter Nutzung vorhandener Strecken über die Messe, Hamburger Allee zur Schloßstraße geführt. Kurz vor der Breitenbachbrücke schließt sich eine Neubaustrecke an, die am nördlichen Rand von Bockenheim über Ginnheimer Straße, Franz-Rücker-Allee und Wilhelm-Epstein-Straße zum Stadtteil Dornbusch führt. Am Dornbusch erreicht die Ringlinie die ehemalige Strecke der Linie 13 entlang des Marbachwegs nach Eckenheim. Von der Gießener Straße zur Friedberger Landstraße muss eine weitere Neubaustrecke gebaut werden, welche in die Trasse der Linie 18 einmündet. Über das Nordend und Bornheim wird sie nach Fechenheim geführt. Die Ringlinie sollte ursprünglich bis 2015 fertig gestellt sein, zu diesem Termin war aber lediglich der erste Abschnitt fertiggestellt. Die übrigen Abschnitte sind bisher (Stand Januar 2015) über Absichtserklärungen nicht hinausgekommen. Die Strecke soll bis 2030 eröffnet werden.
Da die U-Bahn-Strecke von der Bockenheimer Warte nach Ginnheim in absehbarer Zeit nicht gebaut werden wird und sich mit der Ginnheimer Kurve eine alternative Streckenführung in der Prüfung befindet, bei der die Straßenbahnlinie 16 erhalten werden könnte, ist es wahrscheinlich, dass die Ringstraßenbahn zwischen den Haltestellen Adalbert-/Schlossstraße und Markuskrankenhaus die bestehende Strecke der Linie 16 nutzen wird. Unabhängig von der Ringstraßenbahn soll der Streckenabschnitt zwischen den Haltestellen Ginnheim und Varrentrappstraße modernisiert und beschleunigt werden.
Ende 2015 beschloss das Frankfurter Stadtparlament sowohl den Lückenschluss zwischen Ginnheim als auch den Bau der Ringstraßenbahn. Beide Projekte wurden mit großer Mehrheit angenommen. Allerdings soll der Baubeginn für beide Projekte erst in einigen Jahren stattfinden.

### Weitere Projekte
In der Diskussion befinden sich ebenfalls
- eine Verlängerung der Linie 11 von der Zuckschwerdtstraße in Höchst zum Höchster Bahnhof[63][64] in Verbindung mit der Regionaltangente West[65]
- eine Neubaustrecke vom Hauptbahnhof durch die Gutleutstraße bis zum Gutleuter Briefzentrum als Ersatz für die Buslinie 37,[63][64]
- eine Verlegung der Waldbahntrasse der Linie 12 im Bereich der Siedlung Goldstein vom südlichen Ortsrand in die Straßburger Straße,[63][64]
- eine Verlängerung der Linie 12 zum Industriepark Höchst,[63][64]
- eine Verlegung der Altstadtstrecke von der Battonnstraße in die nördlich davon parallel verlaufende Allerheiligenstraße,[32][63][64]
- eine Modernisierung der Straßenbahnlinie 16 in Bockenheim und Ginnheim,
- eine Straßenbahnverbindung von der Konstablerwache über die Alte Brücke nach Sachsenhausen,[33][63][64]
- eine Verlängerung der Linie 17 von der Haltestelle „Neu-Isenburg Stadtgrenze“ bis zum Bahnhof Dreieich-Sprendlingen,[66][67][68] und weiter bis zum Bahnhof Langen.[69]
- eine Neubaustrecke zum Süd- oder Nordbahnhof in Bad Vilbel,[70][71][72][73][74]
- eine Verlängerung der Linie 15 vom Haardtwaldplatz bis in die Bürostadt Niederrad
- eine Verlängerung der Linie 16 durch Offenbach nach Fechenheim.[75][76][77][78]
- ein viergleisiger Ausbau der Straßenbahnhaltestelle „Hauptbahnhof“[79]

Der Magistrat wurde 2005 aufgefordert, zu prüfen, ob eine Straßenbahnstrecke zum Uni-Campus Westend über Mainzer Landstraße, Taunusanlage, den Reuterweg und den Bremer Platz sowie die Eckenheimer Landstraße eingerichtet werden könne, verneinte dies aber im Oktober 2006 mit der Begründung, dass die Buslinie 36 das Gebiet „bedarfsgerecht“ erschließe und man im Reuterweg und auf der Mainzer Landstraße wegen des Individualverkehres nicht auf zwei Fahrspuren verzichten könne.
Hingegen gibt es Pläne, auf den Straßenbahnstrecken auch Güterstraßenbahnen einzusetzen. Im September 2018 begann der Testbetrieb mit einer Logistikstraßenbahn, die über das Schienennetz Pakete von einer zentralen Sammelstelle zu speziellen „Mikrodepots“ transportiert, von wo aus diese dann durch Paketdienste feinverteilt werden. Geschehen soll dies zu Schwachlastzeiten; perspektivisch könnten neben Straßenbahnstrecken auch U-Bahn-Strecken befahren werden. Dieses Projekt steht somit in der Tradition der ehemaligen Poststraßenbahn Frankfurt am Main.

### Neues Linienkonzept
Am 6. Juli 2020 stellte der Verkehrsderzent Klaus Oesterling ein neues Straßenbahnkonzept vor. Mit dem Konzept werden zwei bisherige Betriebsstrecken reaktiviert. Das Konzept soll schrittweise bis 2025 umgesetzt werden, da z. B. am Industriehof eine Wendeanlage für die Straßenbahn gebaut werden muss. Das Liniennetz wird wie folgt aussehen:
| Linie | Fahrtziel 1                    | Fahrtziel 2                      | Veränderung |
| ----- | ------------------------------ | -------------------------------- | --- |
| 11    | Fechenheim Schießhüttenstraße  | Höchst Zuckschwerdtstraße        | Keine |
| 12    | Fechenheim Hugo-Junkers-Straße | Schwanheim Rheinlandstraße       | Keine |
| 13    | Industriehof                   | Gutleut Heilbronner Straße       | Neue Linie, Reaktivierung von zwei Betriebsstrecken                                                              |
| 14    | Bornheim Ernst-May-Platz       | Nied Kirche                      | Verlängerung von der Mönchhofstraße bis Nied Kirche                                                              |
| 15    | Fechenheim Schießhüttenstraße  | Niederrad Haardtwaldplatz        | Verlängerung vom Südbahnhof bis zur Schießhüttenstraße, Wegfall der Fahrten bis Offenbach Stadtgrenze in der HVZ |
| 16    | Offenbach Stadtgrenze          | Höchst Zuckschwerdtstraße        | Der Linienast nach Ginnheim Mitte wird von der Linie 21 übernommen.                                              |
| 17    | Neu-Isenburg Stadtgrenze       | Rebstockbad                      | Keine |
| 18    | Louisa Bahnhof                 | Preungesheim Gravensteiner-Platz | Keine |
| 19    | Offenbach Stadtgrenze          | Friedberger Warte                | Wegfall als Schülerverstärkerlinie, übernimmt die Fahrten der Linie 15 bis zur Offenbach Stadtgrenze in der HVZ  |
| 20    | Bürostadt Niederrad            | Rebstockbad                      | Wegfall als Stadionlinie bei Fußballspielen, verstärkt die Linien 12 und 17                                      |
| 21    | Stadion Straßenbahn            | Ginnheim Mitte                   | Der Linienast nach Nied Kirche wird von der Linie 16 übernommen                                                  |

Verbunden damit soll ein einheitlicher Zehnminutentakt sein. Wo es bisher einen dichteren Takt gibt, soll zusätzliche Kapazität durch eine weitere Linie oder längere Triebzüge geschaffen werden.

## Fahrzeuge

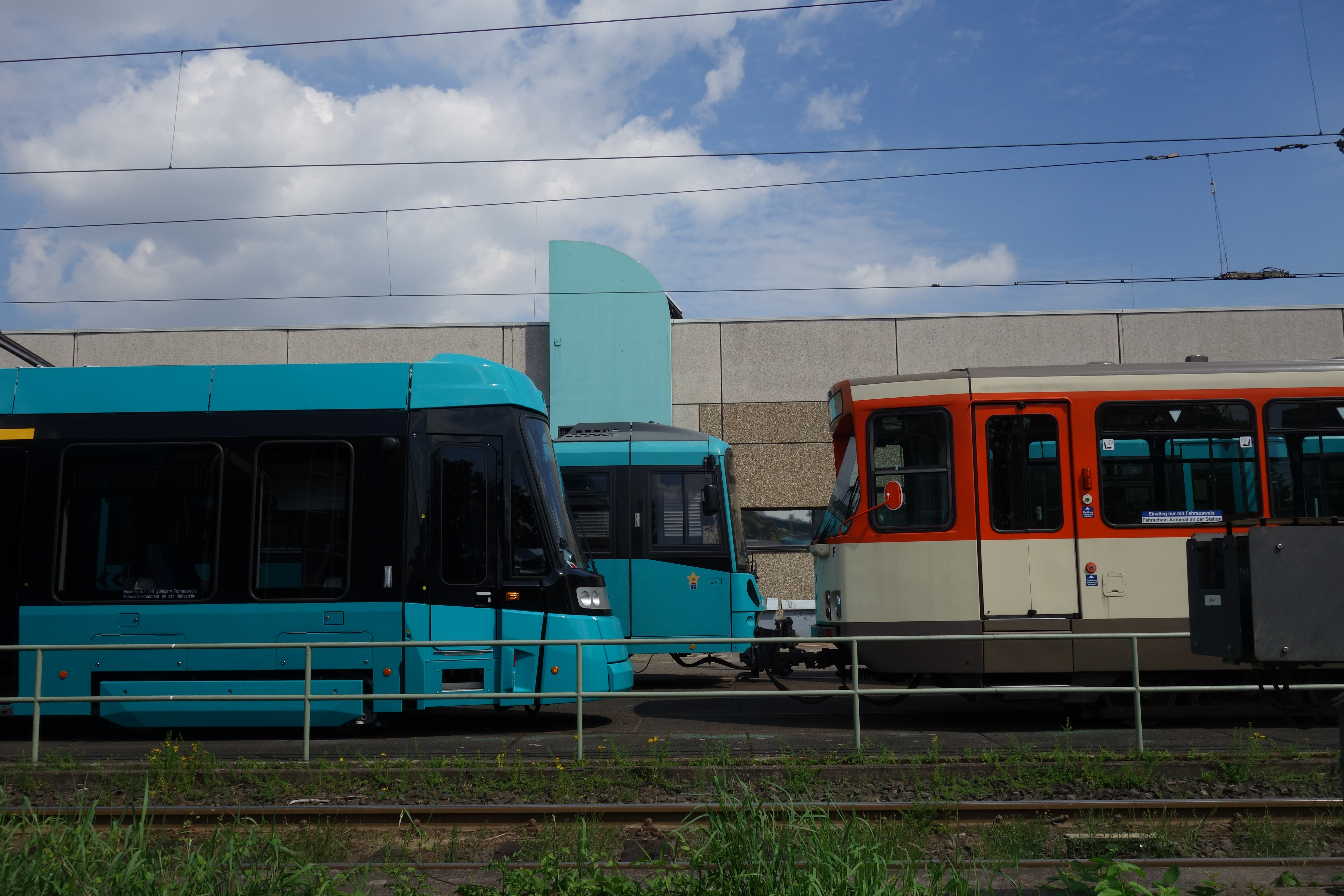
Neu und alt: T- (links) und Pt-Wagen (rechts) sowie U5-Triebwagen (Mitte) vor der Stadtbahnzentralwerkstatt in Rödelheim

Die Triebwagenbaureihen werden in Frankfurt in chronologischer Reihenfolge mit Buchstaben bezeichnet. Die Frankfurter Straßenbahn verwendete seit der Elektrifizierung fast ausschließlich zweiachsige Trieb- und Beiwagen verschiedener Hersteller, die ab 1955 durch Großraumwagen der Firma Düwag ersetzt wurden. Seit 1993 erfolgte die Beschaffung von Niederflurfahrzeugen (Baureihen R und S), die seit dem 1. April 2007 die Hochflurfahrzeuge der Baureihe Pt vollständig ersetzen. Seit der Ausmusterung der Baureihe N im Jahr 2004 fahren ausschließlich Zweirichtungsfahrzeuge im Linienverkehr. Sieben Pt-Wagen werden ab Dezember 2018 bis 2021 nochmals im Liniennetz eingesetzt. Von Ende 2022 verkehrten die ersten Wagen der Citadis X05 (Baureihe T) der Firma Alstom im bis zu ihrer Stilllegung im Liniendienst.
Einzelne Großraumwagen sind als betriebsfähige Museumsfahrzeuge erhalten geblieben und kommen bei Sonderfahrten gelegentlich zum Einsatz. Die Fahrzeuge des Ebbelwei-Expreß und des bis 2013 verkehrenden Lieschen sind umgebaute Zweiachser der Baureihe K. Von fast allen früheren Baureihen ist je ein Exemplar erhalten geblieben, sie sind im Verkehrsmuseum in Frankfurt-Schwanheim beheimatet.
| Baureihe | Indienst- stellung | Ausmus- terung                                         | Anzahl                                                         | Länge [mm] | Breite [mm] | Leergewicht [t] | Motorleistung [PS] | Sitzplätze | Stehplätze | Achsfolge  |
| -------- | ------------------ | ------------------------------------------------------ | -------------------------------------------------------------- | ---------- | ----------- | --------------- | ------------------ | ---------- | ---------- | ---------- |
| Pt       | 1972               | In Betrieb                                             | Temporär 0 (HU fehlt/stecken geblieben im BB Gu bei Baustelle) | 27 430     | 2350        | 29,0            | 2 × 163            | 62         | 108        | B’2’2’B’   |
| R        | 1993               | In Betrieb Serie 1 001–020 ab 2022                     | 40                                                             | 27 600     | 2350        | 36,88           | 8 × 67             | 59         | 111        | Bo+2+Bo    |
| S        | 2003               | In Betrieb                                             | 74                                                             | 30 000     | 2400        | 40,0            | 4 × 140,8          | 64         | 115        | Bo’2’2’Bo’ |
| T30      | Dezember 2022      | Nicht in Betrieb 301–303, 305, 307, 309, 310, 311, 312 | 24                                                             | 31 500     | 2400        | 44,5            | 4 × 150            | 56         | 135        |            |
| T40      | unbekannt          | Bestellt                                               | 34                                                             | 40 000     | 2400        | 55,5            | 4 × 150            | 78         | 170        |            |

## Betriebshöfe, Depots, Wagenhallen

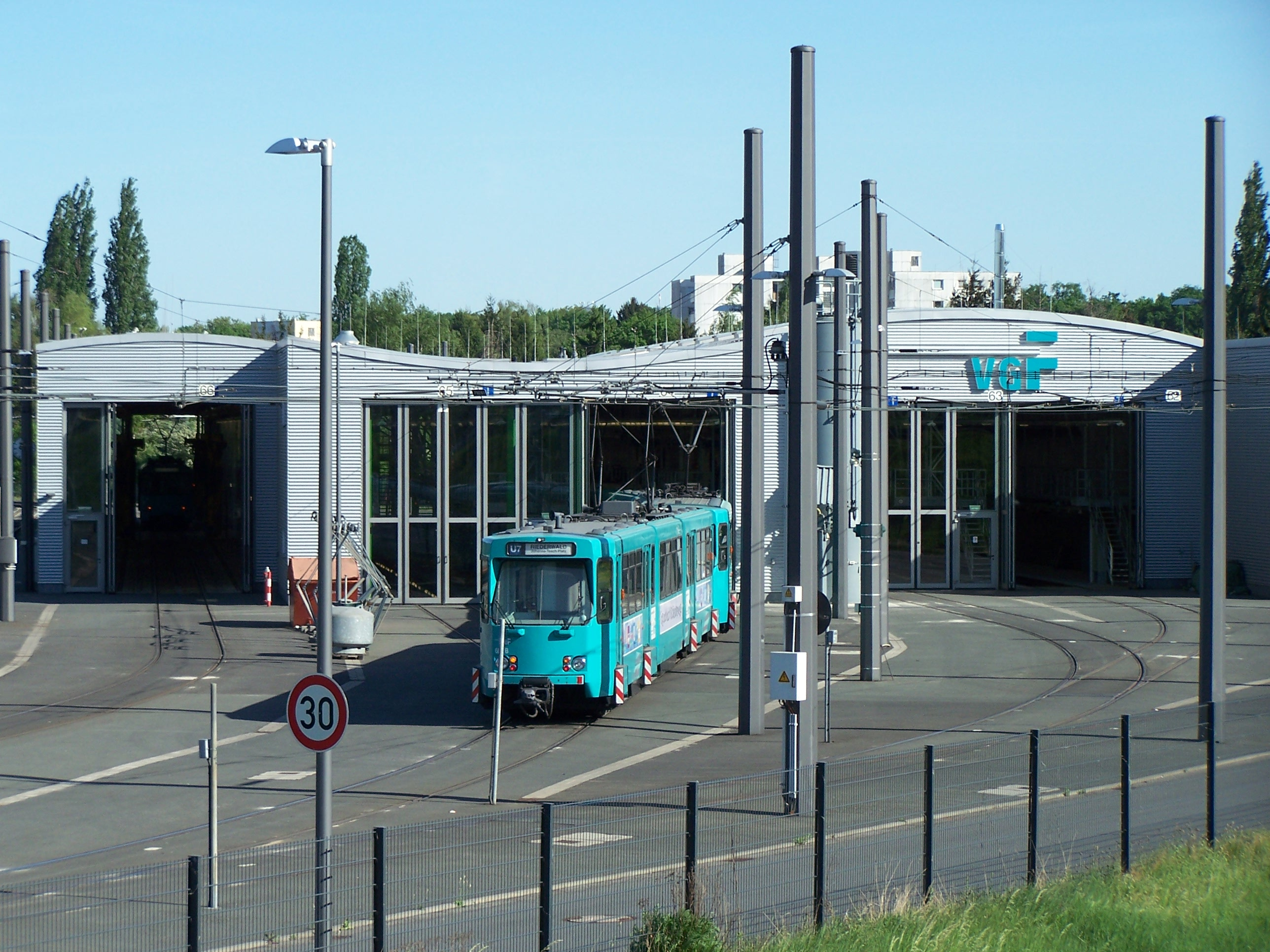
Der 2003 eröffnete Betriebshof Ost

Derzeit verfügt die Frankfurter Straßenbahn über zwei Betriebshöfe, zwei Wagenhallen sowie die Stadtbahnzentralwerkstatt.
| Name                       | Typ         | Standort                 | Erbauer                                               | Eröffnung     | Stilllegung                  |
| -------------------------- | ----------- | ------------------------ | ----------------------------------------------------- | ------------- | ---------------------------- |
| Bad Homburg                | Betriebshof | Bad Homburg vor der Höhe | Straßenbahn Bad Homburg vor der Höhe                  | 1899          | 4. Juli 1962                 |
| Bockenheimer Depot         | Betriebshof | Bockenheim               | Frankfurter Trambahn-Gesellschaft                     | 1900          | Okt. 1978                    |
| Bommersheim                | Wagenhalle  | Bommersheim              | Frankfurter Lokalbahn AG                              | 1910          | k. A. (heute U-Bahn-Depot)   |
| Bornheimer Depot           | Betriebshof | Bornheim                 | Städtische Straßenbahn der Stadt Frankfurt am Main    | 4. Apr. 1902  | 6. Juli 2003                 |
| Eckenheimer Depot          | Wagenhalle  | Eckenheim                | Städtische Straßenbahn der Stadt Frankfurt am Main    | 1911          |                              |
| Eschersheim                | Wagenhalle  | Eschersheim              | Frankfurter Lokalbahn AG                              | 1888          | 21. März 1967                |
| Gutleut (neu)              | Betriebshof | Gutleutviertel           | Städtische Straßenbahn der Stadt Frankfurt am Main    | 1915          |                              |
| Heddernheim                | Betriebshof | Heddernheim              | Städtische Straßenbahn der Stadt Frankfurt am Main    | 10. Mai 1910  | 1968 (heute U-Bahn-Depot)    |
| Neu-Isenburg               | Wagenhalle  | Stadtwald                | Frankfurter Waldbahn                                  | 1902          |                              |
| Niederrad                  | Betriebshof | Niederrad                | Frankfurter Waldbahn                                  | k. A.         | 17. Aug. 1908                |
| Oberrad                    | Wagenhalle  | Oberrad                  | Frankfurt-Offenbacher Trambahn-Gesellschaft           | 18. Feb. 1884 | 1944                         |
| Betriebshof Ost            | Betriebshof | Seckbach                 | Stadtwerke Verkehrsgesellschaft Frankfurt am Main mbH | 6. Juli 2003  |                              |
| Sachsenhäuser Depot        | Betriebshof | Sachsenhausen            | Städtische Straßenbahn der Stadt Frankfurt am Main    | 10. Apr. 1899 | 6. Juli 2003                 |
| Schönhof                   | Betriebshof | Bockenheim               | Frankfurter Trambahn-Gesellschaft                     | 19. Mai 1872  | 26. Mai 1965                 |
| Schwanheim                 | Wagenhalle  | Schwanheim               | Frankfurter Waldbahn                                  | 1905          | k. A. (heute Verkehrsmuseum) |
| Stadtbahn-Zentralwerkstatt | Werkstatt   | Rödelheim                | Stadtwerke Frankfurt am Main                          | Okt. 1978     |                              |

## Ehemalige Straßenbahnbetriebe im Vorortbereich
Neben den erwähnten Betrieben
- Frankfurt-Offenbacher Trambahn-Gesellschaft (FOTG)
- Waldbahn
- Frankfurter Lokalbahn (FLAG)

gab es im engeren Umland Frankfurts folgende Straßenbahnbetriebe:
- Straßenbahn Bad Homburg vor der Höhe
- Straßenbahn Offenbach
- Hanauer Straßenbahn AG

Mit Ausnahme Hanaus waren die Streckennetze aller genannten Betriebe miteinander verbunden, man hätte also theoretisch eine durchgehende Linie von der Saalburg bis nach Neu-Isenburg oder von Höchst bis in den Süden Offenbachs schaffen können, was allerdings nie praktiziert wurde. Teilweise kam es zum gemeinsamen Betrieb einzelner Linien mit den Betrieben der Vororte, so wurden die Linien nach Oberursel und Bad Homburg durch die FLAG und die Frankfurter Straßenbahn betrieben, ebenso fuhren auf der Frankfurter Linie 16 nach Offenbach auch Züge der Offenbacher Straßenbahn.

## Trivia

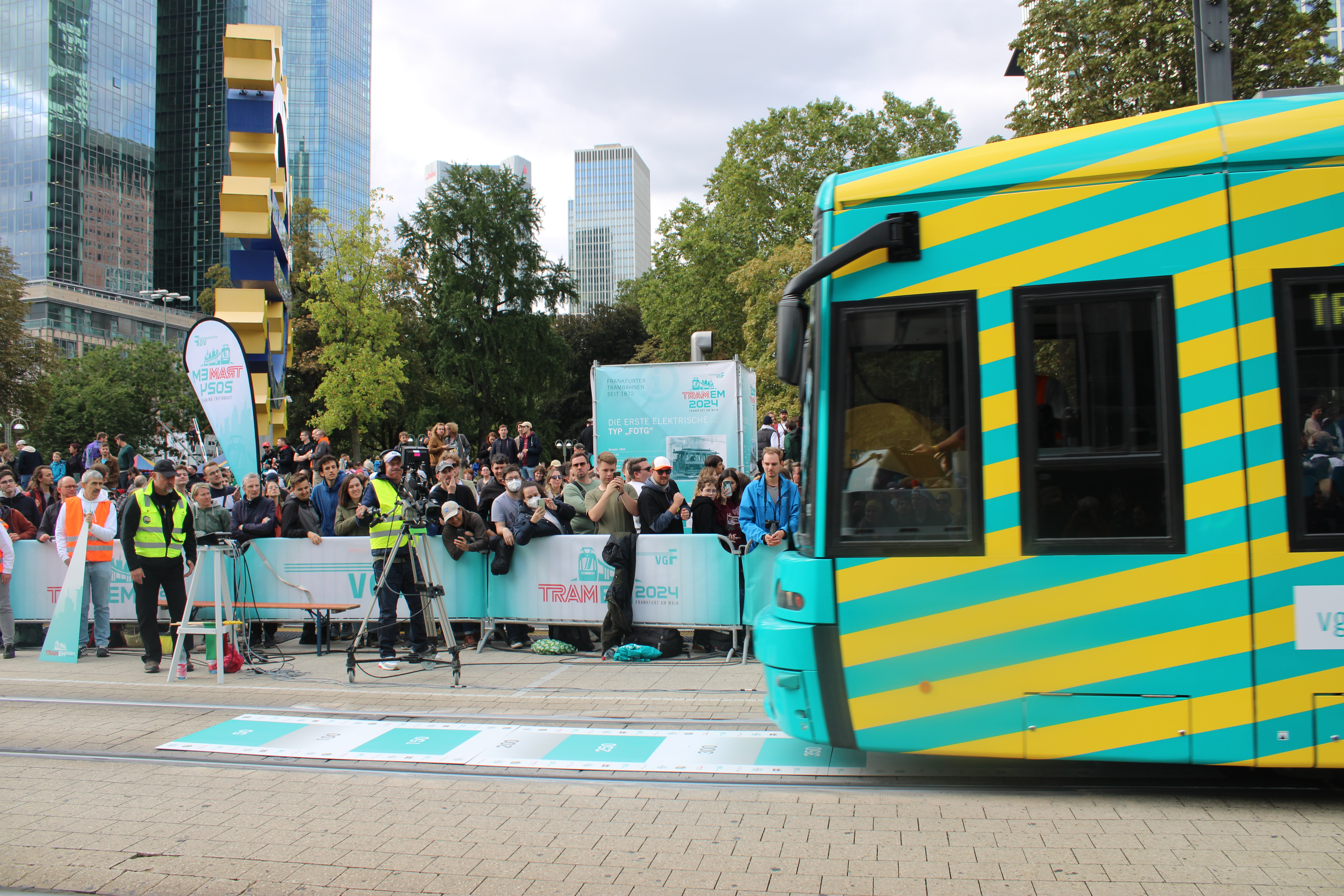
S-Wagen 237 bei der Tram-EM 2024

Die Straßenbahn Frankfurt beteiligte sich regelmäßig an der Tram-EM und trug diese 2024 erstmals selbst aus.